# أم الفحم
أُمَّ ٱلْفَحْم (بالعبرية: אֻם אֶל-פַחְם) وكما يدعوها أهلها أيضًا «بِأُمِّ ٱلْنُّور»، هي مدينة عربية تقع شمال فلسطين التاريخية في منطقة المثلث وتحديدًا الشمالي منه، ضمن منطقة حيفا. تبعد عن مدينة القدس حوالي 120 كم شمالًا. سُلمت لإسرائيل عام 1949 بموجب اتفاقية الهدنة مع الأردن أو ما يُعرف «باتفاقية رودوس»، دخلتها القوات الإسرائيلية في 20 أيار / مايو عام 1949؛ وبقي أهلها فيها ولم يهجروها. تُعتبر اليوم ثالث كبرى المدن العربية داخل الخط الأخضر بعد مدينتي الناصرة ورهط من حيثُ عدد السكان.
كانت أم الفحم إحدى أكبر قُرى قضاء جنين أثناء الانتداب البريطاني على فلسطين، وتبعد عن مدينة جنين حوالي 25 كم باتجاه الشمال الغربي، أما اليوم فهي إحدى مدن منطقة حيفا حسب التقسيم الإداري الإسرائيلي وتبعد عن مدينة حيفا حوالي 45 كم باتجاه الجنوب الشرقي. يتوسط ارتفاع مدينة أم الفحم عن مستوى البحر حوالي 350 مترًا. ويُشكل جبل إسكندر القمة الأعلى فيها الَذي يشرف على مناطق واسعة ويشكل نقطة إستراتيجية مهمة.
يبلغُ عدد سكان مدينة أم الفحم حوالي 57,677 نسمة حسب إحصائيات عام 2021 وجميعهم من المسلمين. يبلغ إجمالي مساحتها حوالي 26 ألف دونم، بعدما بلغت حوالي 140 ألف دونم قبل النكبة ومُصادرة أراضيها في منطقتي مرج ابن عامر والروحة عام 1948. تأسس المجلس المحلي فيها عام 1960، وفي عام 1985 أصبحت مدينة برئاسة السيد هاشم مصطفى محاميد. يترأس بلدية أم الفحم اليوم د. سمير صبحي محاميد للمرة الثانية.
تُعرف الصورة النمطية العامة لمدينة أم الفحم لدى الوسط اليهودي بكونها المدينة العربية الأكثر تطرفًا بسبب صمود واحتفاظ أهلها بالوطنية الفلسطينية؛ لهذا هناك مخطط لضمها إلى السلطة الفلسطينية. كان يقام في أم الفحم سنويا مهرجان الأقصى في خطر والذي كان يحضره عشرات الآلاف من فلسطينيي الداخل. لا تخلو أم الفحم من مكونات المدينة؛ فهي تملك القاعدة الاقتصادية والتجارية، كما وتعتبر إحدى المدن المركزية في المثلث؛ بالرغم من عدم وجود منطقة صناعية في المدينة، إلا أنه أقيمت مبادرات ذاتية، كإنشاء المصانع وورش العمل التي استوعبت الأيدي العاملة المحلية.

## التسمية
عُرفت أم الفحم بالعديدِ من الأسماءِ المُختلفة على مرِّ العُصور غيرَ الاسم المُتعارف عليهِ اليوم؛ فقد سمَّاها الفرنجة «بودورانة» نسبةً لإحدى الأميرات، وما زال هذا الاسم يُشير إلى منطقةٍ قُربَ عين جرَّار جنوبي أمّ الفحم. كذلك أُطلق عليها في عهدِ السّلاطين وتحديدًا بعد معركةِ حطّين اسمَ «السّلطانة» لقُربها من طريقِ وادِ عارة التّاريخيّ الّذي مرّ منهُ العديد من السّلاطين والمُلوك عند توجههم إلى الشّام أو مِصر. سُمّيت أم الفحم بهذا الاسم نسبةً إلى الفحمِ الّذي كان يتمُّ إنتاجه في هذهِ البلدة على مرّ العُصور، ونسبةً إلى تجارةِ أهلها بالفحمِ طوال عُصورها التاريخيّة المعروفة، حيثُ كان الفحم مصدر المعيشة الأوّل والأساسي لسُكّانِها وعلى مدارِ أجيالٍ طويلة، فالغاباتُ والأشجارُ ما زالت وبكميّات كبيرة مُنتشرة حولَها وعلى كافّةِ جهاتها، ومن هُنا فإنّ العديد من قُرى المنطقة وبالذاتِ القريبة من أمّ الفحم، تحمل أسماءً مُشابهة الّتي تدلُّ على صناعةِ الفحم والخشب والحطب، مثل: قرية فحمة، باقة الحطب ودير الحطب.

### صناعة الفحم
كان يُقطّعُ الخشب إلى قطعٍ صغيرة ويُجمّعُ بأكوامٍٍ على شكلٍ هرمي، ثُمّ يُغطّى بالتُراب، ومن ثُمّ تُشعل النّار في الخشبِ من خلالِ فُتحةٍ صغيرةٌ الّتي كانت تُغطّى فيما بعد، لكي تبدأ النيران بأخذِ مفعولها تدريجيًّا، حتّى لا يحترقُ الخشب تمامًا، بل يتأثّر بالحرارةِ الساخنة والكامنة والمدفونة فيتحوّلُ إلى فحمٍ بعد عدّةِ أيّام، وهذه العمليّة كانت تحتاج إلى عنايةٍ ومُراقبة دائمة، لكي لا يشتعل الخشب وتُصبحُ شُعلةٌ من النيران، بل يبقى الدُخان يتصاعد من المفحمةِ «المشحرة»، ويقوم صاحبها بتغطيةِ الفُتحات المُتكوّنة بالتُرابِ كلّ الوقت، حتّى يمنع دخول الهواء إلى داخلِ كومة الخشب، وعادةً ما كان الأهالي يقومون بتحضيرِ هذه المفاحم في أوقاتٍ مُعيّنة وفي نفسِ الفترة وفي أماكنٍ مُتقاربة حتّى يساعدون بعضهم بعضًا في العملِ وفي حراسةِ وصيانة المفاحم دوريًّا.
كانت الأخشاب البريّة مثل البلُّوط والسنديان من أفضلِ أنواع خشب الأشجار لصناعةِ الفحم الّذي يفضلهُ النّاس، ولشحّ هذه الأخشاب أو لمنعها من قبلِ السُلطات، أخذ النّاس يستعملون بعد ذلك كلّ أنواعِ الأخشاب مثل الحمضيّات، الجوافة، أشجار اللوزيات وغيرها، وعند الانتهاء من هذهِ العمليّة يُزال التُراب من على المفحمة ويُفرد الفحم حتّى يبرد، ثمّ يُعبّأ بأكياسٍ لحفظهِ بعيدًا عن متناولِ المياه أو النيران، أو يُعدّ لبيعهِ ونقلهِ إلى الأسواقِ. أما اليوم فلم تعد هذه الصناعة متوفرة.

## التاريخ

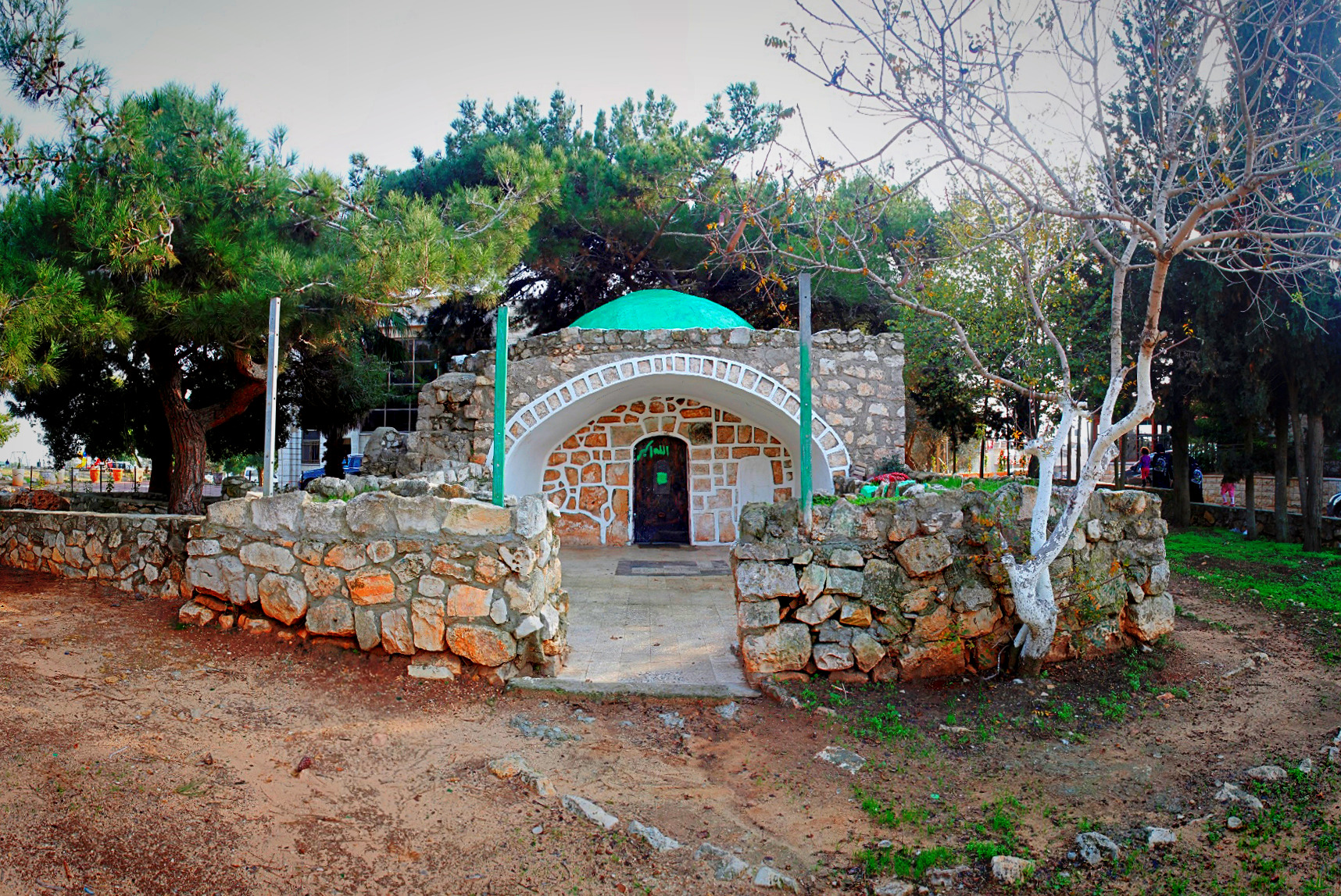
مقام جبل إسكندر.

من المكتشفات الأثرية التي عُثِر عليها في أم الفحم وضواحيها؛ يستدل على أن هذه البلدة قائمة منذ آلاف السنين، منذ العصر الكنعاني مرورًا بالعهد اليوناني والروماني والبيزنطي والعربي والإسلامي، فتم العثور على مقابر تعود إلى العصر الكنعاني في منطقتي «خربة الغطسة» و«عين الشعرة»، ويعتبر هذا أول إثبات رسمي على أن تاريخ هذه البلدة يعود إلى ما يقارب 5,000 عام، وكذلك عُثِر على آثار لخان قديم ونقود عربية يعود تاريخهما إلى العصر الأموي، كما يوجد على قمة جبل إسكندر مقام تاريخي.
بدأ الاستيطان البشري الكنعاني في أم الفحم وضواحيها حوالي عام 3000 ق.م، وورد اسمها لأول مرة عام 1265 أثناء حكم المماليك بوثيقة توزيع الممتلكات التي أجراها السلطان الظاهر بيبرس بين جنوده وكانت أم الفحم من نصيب الأمير جمال الدين آقوش النجيبي نائب السلطنة. في عام 1844 زار أم الفحم الرحالة الأجنبي «إدوارد روبنسون» وكتب عنها.
كان اعتماد أهالي أم الفحم منذ أن توطنوا فيها؛ على المواشي قبل أن يمارسوا الزراعة، وكان أكثر طعامهم الحليب ومشتقاته ولحوم الماشية، بالإضافة إلى ما كانوا يجلبوه شراءً أو مقايضة كالقمح والذرة. كانوا يكثرون من زراعة الفول؛ إذ كان طعامهم المفضل واليومي، وكان يسمى «بالبصارة». كذلك كانوا يزرعون الكرسنة والحلبة لإطعام البقر العاملة في الحراثة. كان القمح الركن الأساسي في البيت فمنه الدقيق ومنه البرغل ومنه السميد، وكان البرغل الأبيض المحبب لإكرام الضيف.

### العهد الصليبي
اُستحدثت أم الفحم في عصرِ الفرنجة عندما توجّه الملك بلدوين الرابع ملك القدس إلى الناصرة لاحتلالها في أواخر القرن الثاني عشر الميلادي، عيّن لها حاكمًا اسمه «تتدكر»، رأى هذا الحاكم أن يُقيم القلاع لتكون له عيونا على الجيوش الإسلامية، فأقام القلاع في بيسان وطبريا وعلى سفح جبل الكرمل في المكان الذي يُسمّى اليوم «دير المحرقة»، وأقام في الجبال المُطلة على وادِ عارة قلعة حصينة سُمّيت «بلدوينا» نسبةً للملك بلدوين الرابع، ثم سُمّيت «بودورانة»، كانت تُعتبر من أهم القلاع التي أُقيمت في المنطقة، وسكن فيها الفرنجة لرصد كل تحركات الجيوش الإسلامية.
لم تكن الاتصالات حديثة وفورية كما هو الحال في هذه الأيام، بل كانت اتصالاتهم تتم بواسطة إشعال النيران على قمم الجبال العالية بإشارات ورموز مُتعارف عليها فيما بينهم، وكانوا يتصلون من بودورانة ليلًا بدير المحرقة القائم على سفوح جبل الكرمل بواسطة النيران المُشتعلة إما عن قمة جبل إسكندر وإما عن قمة جبل الست خيزران، فعندما يكون في الطريق جيوش مُسلّحة يخشونها؛ كانوا يُشعلون سبعة مشاعل يراها الإفرنج الّذين في دير المحرقة فيتّصلون بالقيادة فورًا لإبلاغها بالأمر، وإن كان المارّون قلّة لا تُخشى أو قوافل تجارية أشعلوا شُعلةً واحدة دلالة على الأمان والاطمئنان، وفي هذه الفترة كانت الحرية الدينية مُتوفرة، والأمن بين العرب والفرنجة قائمًا بموجب مُعاهدة أمنية والتي كانت تنص على أن تكون القرى المسيحية في أمان تحت الحكم الإسلامي، والقرى الإسلامية في أمان تحت الحكم الإفرنجي، وكانت كل قرية تدفع الضرائب للسُلطة المُسيطرة.
بقيت العلاقة حسنة بين بودورانة والقرى الإسلامية التي حولها، وكان سكان بودورانة من الصناع الذين يتقنون النجارة والحدادة والصياغة وغيرها، لذا فقد استقطبوا سكان تلك القرى الإسلامية المُجاورة، وتطوّرت العلاقات التجارية بينهم، وكان إذا اشترى أحد سكان تلك القرى محراثًا أو سكة حديد للحراثة أو مصاغا وعجز عن دفع ثمنه بالمال قايضه بكمية من الفحم الذي كان يصنعه أهل هذه القرى من أخشاب الغابات الكثيفة التي كانت تُحيط بقراهم كما هو الحال في أم الفحم، وكان الفحم سلعةً ضرورية لأهل بودورانة الإفرنجية من أجل أعمالهم التي كانوا يمارسونها؛ كالصياغة والحدادة، وذلك بسبب قوة نار الفحم إذ تُعتبر أقوى من نار الحطب.

### العهد المملوكي والعثماني

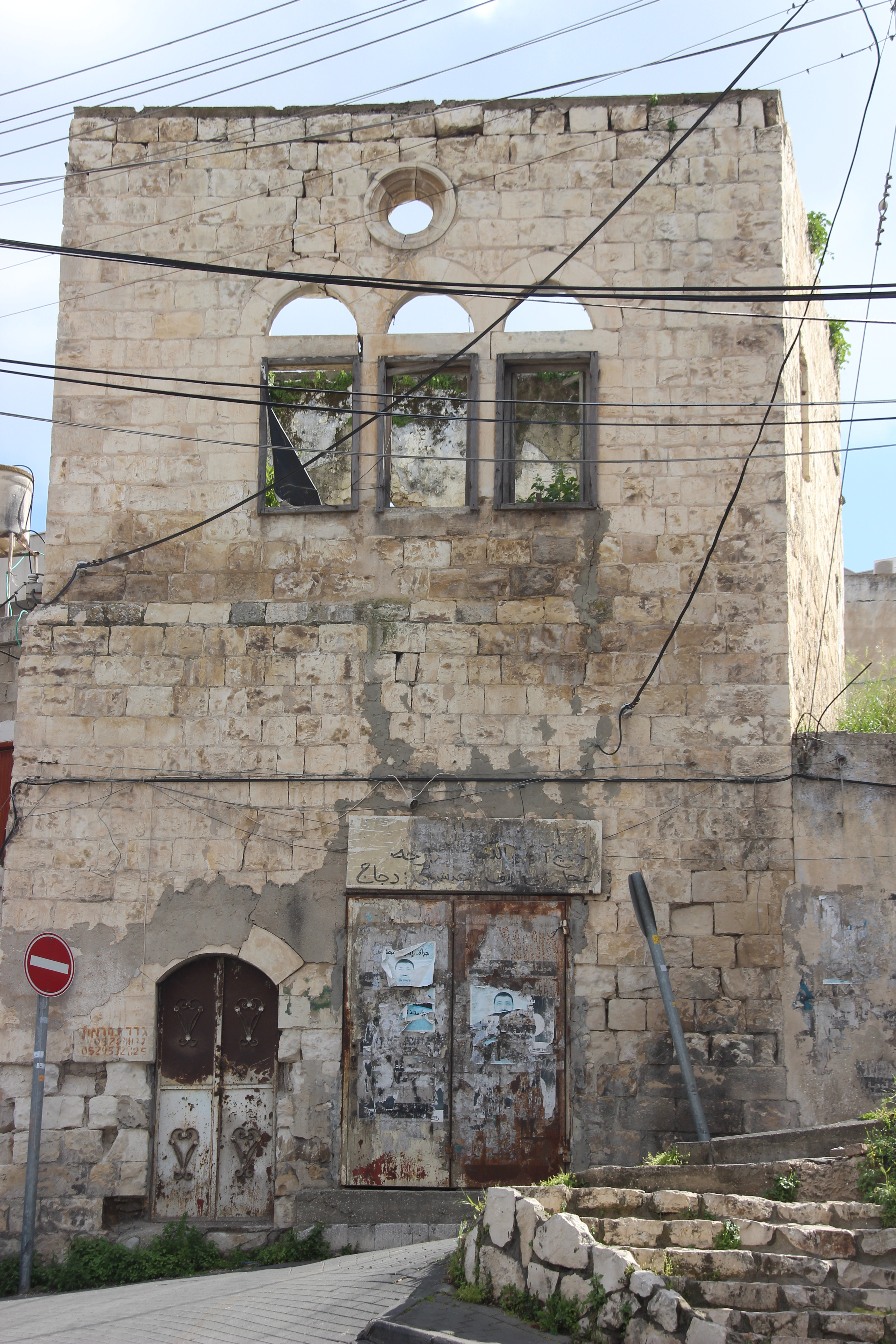
إحدى المباني القديمة في المدينة بين حارتي المحاجنة والإغباريَّة.

في عام 1265 أثناء الحُكم المملوكي أجرى السُلطان الظاهر بيبرس توزيع المُمتلكات بين جنوده وكانت أم الفحم، اللجُّون وجنين من نصيبِ الأمير جمال الدين آقوش النجيبي، أمّا في العهدِ العُثماني فكانت أم الفحم، اللجُّون وجنين ضمن نفوذ الأمير الحارثي؛ أحمد بن علي الحارثي، وقد عُرفت «بالبلادِ الحارثيّة»، تولّى الأمير أحمد الحارثي حُكْمَ صفد ثُمَّ ولاية اللجُّون بعد موت أبيهِ، فامتدت من جنين حتَّى أبواب يافا. في هذهِ الفترة حدثت العديد من المُشكلات أبرزها بينهُ وبين فخر الدين المعني الثاني؛ أميرُ لبنان، الّذي قصد الحارثيّ بجيشٍ ما يزيد عن ألفي مُقاتل، فلمّا علمَ الحارثيّ بقدومهِ وعلم بأنّ لا طاقة له عليه، تركَ جنين وانسحب إلى آخر معقلٍ له في يافا وخيّم عند نهر العوجا.
أمّا الأميرُ فخر الدين الثاني فقد دخل جنين ومكث فيها أسبوعًا وأبقى فيها بضع مئات من جنوده، وذهب لمُطاردةِ خصمه، فاتّجه بجيشهِ إلى يافا ولمّا وصل بجيشهِ إليها وتحديدًا عند نهر العوجا داهم هناك الأمير الحارثيّ، لكن الحارثي جمّع أنصاره من القبائل العربيّة، وبليلةٍ مدلهمة قاموا بالهجوم على فخر الدين وجنودهُ الّذين كانوا يعتقدون أن الحارثيّ هُزمَ ولن تقوم له قائمة إلّا أنّ الحارثيّ وأنصاره استطاعوا في هذه الليلة أن يُدمروا المعني وأن يقتلوا من رجاله اثنين وأربعين رجلًا، فانسحبَ مذهولًا حتى وصلَ خان جلجولية ومنها نزل قرية شويكة ولما رأى أنه لا يستطيع البقاء في هذه البلاد وعلم أنَّ جميع هذه المناطق أخذت تتعاطف مع الأمير الحارثي وأخذت تتجمّع لنصرتهِ، تابع سيره شمالًا فنزل في وادِ عارة قُرب «عين الزيتونة» التّابعة لأمّ الفحم حيث المياه الموجودة هُناك، فلمّا علم أهلها بنزول المعني بديارِهم وكانوا قلّة آنذاك إلّا أنّهُم مُخلصين للأمير الحارثي، فأرسلوا المراسيل إلى جبالِ نابلس وأعدّوا العدّة لمُهاجمة جيش الأمير فخر الدين، وكان ذلك عام 1623 على وجه التقريب، ولمّا رأى فخر الدين ذلك اتجه شمالُا تاركًا جنين واللجُّون وعاد إلى لُبنان بعد أن فقد الاتّصال بحاميتهِ في جنين.
لقد شاركَ أهالي أم الفحم مع سائرِ البلاد الحارثيّة بمُحاصرةِ جنين واسترجاعها إلى حُكمِ الأمير الحارثيّ، ولمّا ذهب أهالي أم الفحم لتهنئتهِ بالرجوع، استقبلهم استقبالًا حارًّا واقطعهم أراضي واسعة في مرج بن عامر وأعطاهم اللجُّون وأراضي الرُّوحة التي كانت مِلكًا لهُ في مُعاوية، وغيرها.

### الانتداب البريطاني
بعد سُقوط الإمبراطوريَّة العُثمانيَّة أثر الحرب العالميَّة الأُولى؛ احتلَّت القُوَّات البريطانيَّة بلاد الشَّام عام 1917 فارضة عليها الحُكم العسكريّ، وفي 9 كانون الأوَّل (ديسمبر) من نفس العام دخلت القوات البريطانية مدينة القدس بقيادة الجنرال إدموند ألنبي، بقيت فلسطين تحت الحُكم العسكريّ حتَّى نهاية شهر حزيران (يونيو) عام 1920 ثُمَّ حوَّلتها بعد ذلك إلى الحُكمِ المدنيّ وعيَّنت هربرت صمويل أوَّل مندوب ساميّ لها على فلسطين حتَّى عام 1925 وقد تبعهُ ستّة مندوبين آخرين، استمرَّ نظام الحُكم حتَّى العام 1948 تخلَّلهُ العديد من الثوراتِ العربيَّة ضد الانتداب البريطانيّ مِنها ثورة القُدس عام 1920، ثورة يافا عام 1921، ثورة البُراق عام 1929 وانتفاضة عام 1933 والثورةُ الفلسطينيَّة الكُبرى من عام 1936 حتَّى عام 1939.
وفقًا للتقسيمِ الإداري لفلسطين بين عاميّ 1920 و 1948 تبعت أم الفحم قضاء جنين وكانت تُعدّ من أكبر قُراه. شهد سُكَّان أم الفحم أثناء هذه الفترة؛ بناء المدارس والتعليم المجّانيّ، وأمّا بالنسبةِ للعمل؛ فقد ترك الكثيرون العمل في الأراضي الزراعيَّة، وذهبوا للعملِ في المصالحِ والورشات الَّتي أقامها الانتداب في مدينةِ حيفا، بعدما كان العملُ في الأراضي لا يجلبُ الربح، انخرط الكثير من النّاسِ بالعملِ في سلكِ الشُرطة والجيشِ الإنجليزيّ، تمتع المُنتسبون للعسكريَّةِ البريطانيَّة بالميِّزاتِ الواسعة الَّتي حصلوا عليها، عدا عن الأجرِ المُغري الَّذي قُدِّم لهُم أثناء ثورة عام 1936 حيث اضطرَّ بعضهُم إلى المُشاركةِ في إخمادِ الثورة، بينما رفض عالبيتهم ذلك، وفي عام 1947 عندما قرَّرت بريطانيا الانسحاب، حافظ جُزءٌ كبير من العسكريِّين على سلاحِهُم وحاربوا بهِ عام 1948.
شارك أهالي أم الفحم بالثوراتِ الَّتي حدثت في فترةِ الانتداب، وأبرز هؤلاء الثُوَّار يوسف الحمدان، أحمد الفارس وعلي الفارس الَّذين قاتلوا مع قائدِ المنطقة يوسف أبو درّة، حيثُ قدَّم أهالي أم الفحم الكثير من أبنائهم، والَّذين استشهدوا في هذهِ الثورات عند مقاومتهم للاحتلالِ الإنجليزيّ.
الوعي السياسي

عندما عمّت الاحتجاجات والاضطربات في المُدنِ الفلسطينيّة الكُبرى أثر احتلال بريطانيا فلسطين؛ لم تشترك القُرى فيها بسببِ بُعدِهم عن السياسة. في أواخرِ 1922 بدأت السّياسة تدخلُ أم الفحم عندما أصدرت الحُكومة مرسومًا بتشكيلِ مجلس تشريعي بفلسطين، فأخذ زُعماء فلسطين يتنافسون على المقاعدِ الّتي خُصّصت للعرب وهي عشرة مقاعد، فرشّح أحد زُعماء أم الفحم نفسهُ وهو حسن السعد وقد ساعدهُ في هذا الترشيح صديقان لهُ هُما حمدان الحج أحمد من باقة ومُصطفى أحمد قاسم من رُمّانة، حيثُ كان لهما نُفوذ في المنطقة، وقد أخذ حسن السعد يزور مُؤيّديه في أمّ الفحم، وأصبحت قضيّة المجلس التشريعي الشُّغل الشَّاغل في أمّ الفحم فأخذوا يتناقشون حول الموضوع إذا ما كان لهُ فائدة أم مضرّة، وفي النّهايةِ توصّلوا إلى اتّفاقٍ برفضِ هذه الفكرة وكانت هذه أوّل صحوة سياسيّة في أمّ الفحم.
في عام 1935 فوجئ أهالي أم الفحم بمقتل الشيخ عزّ الدّين القسّام على مقربةٍ من بلدِهم في جبالِ يَعبَد، ولقد رأوا لأوّلِ مرّة طائرةً تُحلّق فوق أم الفحم، فخرج شيوخها وشبابها وأطفالها مُندهشين ينظرون إليها ولم يعلموا أنّها كانت تُحلّق لإعطاءِ الإشارة للجُنودِ للتقدُّم نحو مكان الشيخ عزّ الدّين القسّام.

#### الإضراب العام وإعلان الثورة

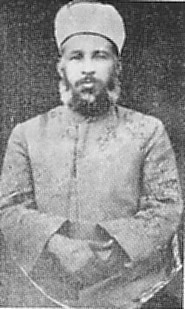
كان لمقتل عز الدين القسام الأثر الأكبر في اندلاع الثورة الفلسطينية الكبرى عام 1936.

في نيسان (أبريل) 1936 أُعلن الإضراب العام في فلسطين فعاد قسمٌ كبير من أهالي أم الفحم من حيفا الّذين كانوا يعملون فيها بالتّجارةِ. وفي أيّار (مايو) 1936 أعلنت الهيئة العربيّة العُليا عن قيامِ مُظاهرةٍ في قضاءِ جنين، فشارك العديد من أهالي أم الفحم فيها، وقد جُرح البعضُ من المُتظاهرين بِجُروحٍ طفيفة. في هذهِ الفترة أصبح الأهالي يطلبون السّلاح؛ حيثُ كان الفلّاحُ في أمّ الفحم يبيع فرسه أو بقرته ليشتري بُندقيّة، وأكثرُ البنادق الّتي كانت موجودة هي قديمة الطُّراز إمّا كانت ألمانيّة أو عُصماليَّة (تعود للفترة العثمانيّة) وقليلٌ من البنادقِ الإنجليزيَّة. في أواخرِ شهر أيّار قدم إلى أمّ الفحم مجموعة من تُجّارِ الأسلحة من السيلة الحارثيّة وقد صادفوا ثُلّة من الجيش فاشتبكوا معهُم بمعركةٍ قصيرة ولمّا عرف أهالي أم الفحم بذلك هبُّوا لنجدتِهم، بعد هذه المعركة خاف أهالي أم الفحم؛ إذ لم يكن لديهم السّلاحُ الكافي فأرسل البعضُ أهاليهم إلى عانين لحمايتِهم، وبقي البعضُ من شبابِ أم الفحم يُراقبون قُدوم الجيش، وقد أتى بعد ثلاثة أيّام، حيثُ تقدّم قائد عسكريّ بفرقتهِ نحو أمّ الفحم وأمر ناطور القرية أن يُنادي على جميعِ رجال أم الفحم للحُضور إلى ساحةِ دار اريال، وقد حضر الرجالُ إلى السّاحة وجلسوا، فقدم القائد ومعهُ مُترجم وقال: «أنتم قبل يومين أطلقتُم النّار على الجيش، وأنا جئتُ أُنذركُم فقط، وأُفتّش بُيوت القرية.» وقف فيّاض اريال وقال للقائد: «تفضّل هذا أوّل بيت» قاصدًا بيته، فصعد الجنود إلى بيتهِ وكسروا جرار الزيت وخلطوا القمح بالشعير وكسروا أثاث البيت، فلمّا ذهب يشكوا إلى القائد؛ أمر جنوده بركله وضربه، وفعلوا ذلك بالعديدِ من البُيوت وعند انسحابهم لم يكترث أهالي أم الفحم بتهديدات القائد وأخذوا يشترون الأسلحة.
في أوائلِ شهرِ آب (أغسطس) 1936 جرت إحدى أكبر المعارك في جبالِ أمّ الفحم المُمتدّة من عرعرة، ثُمّ خلّة الحمارة فالعرائش إلى عراقِ الشّباب، واستحكم آخرون في جبالِ الرُّوحة من البيار حتّى عين إبراهيم وقد استنجد الجيشُ بالطّائراتِ فأخذت تقصفُ أطراف أم الفحم وتحديدًا عند حيّ عين خالد واستشهد في هذه المعركة العشرات من أهالي عرعرة واليامون وسيلة الحارثية ورُمّانة. وعندما تأجّج لهيب الثورة قدم إلى أمّ الفحم القائد فوزي القاوقجي ليقُوم بدروهِ بمُساعدةِ الثُّوَّار الفلسطينيِّين في جبالِ نابلس، وقد عرضَ عليهم الوحدة تحت قيادة واحدة، وعيّنوا اجتماعًا لذلك وكانَ في منطقةِ أم الفحم وتحديدًا في المُعلَّقة، بما أنّها قريبة من الشَّارعِ العامّ المارّ بوادِ عارة ليتسنَّى لهُم مُراقبة الجيش عن كثب.
في عام 1937 انتهى الإضراب العام في فلسطين وقدمت اللجنة الملكيّة للتحقيقِ في القضيّةِ الفلسطينيّة، وبعد رحيل فوزي القاوقجي اجتمع قادة الثّورة مع بعضِهم وهم عبد الرحيم الحاج محمد (أبو كمال) وفرحان السّعدي وعطيّة علي أحمد للتشاور مع رجالاتِ القُرى حول الأوضاع السّياسيّة، فتمّ الاجتماعُ في مسجدِ الإغباريّة واتّفقوا في النِّهايةِ على الانتظار حتَّى تُصدِر اللجنة الملكيّة قرارها فإن كان فيهِ إنصاف قبلوه، وقد اقترح الشيخ عطيّة إجراء مُناورات وتدريبات للثُّوَّار من قبلِ الّذين خدموا في الجيشِ العُثماني، وقد كانت التدريبات قُرب عين الذروة ووصلت حتّى عين المغارة.
كان أوَّل ثائر من أمّ الفحم هو أسعد مُفلح حسين محاجنة حيثُ شارك بمعركةِ يَعبَد جنبًا إلى عزّ الدّين القسّام الّذي أُستشهد فيها، وقد أُلقي القبض عليهِ وحُكم بالسجنِ لمُدّةِ عامين. وأوّل من استشهد من أمّ الفحم كان مُصطفى يُوسف أحمد الهنداويّة حيثُ كان في مُهمةٍ في قريةِ الكفرين أواخر عام 1936 فاعتقلهُ الجيش وحكم عليهِ بالإعدامِ شنقًا في سجن عكا وقد دُفن في اللجُّون.

#### معارك عام 1938

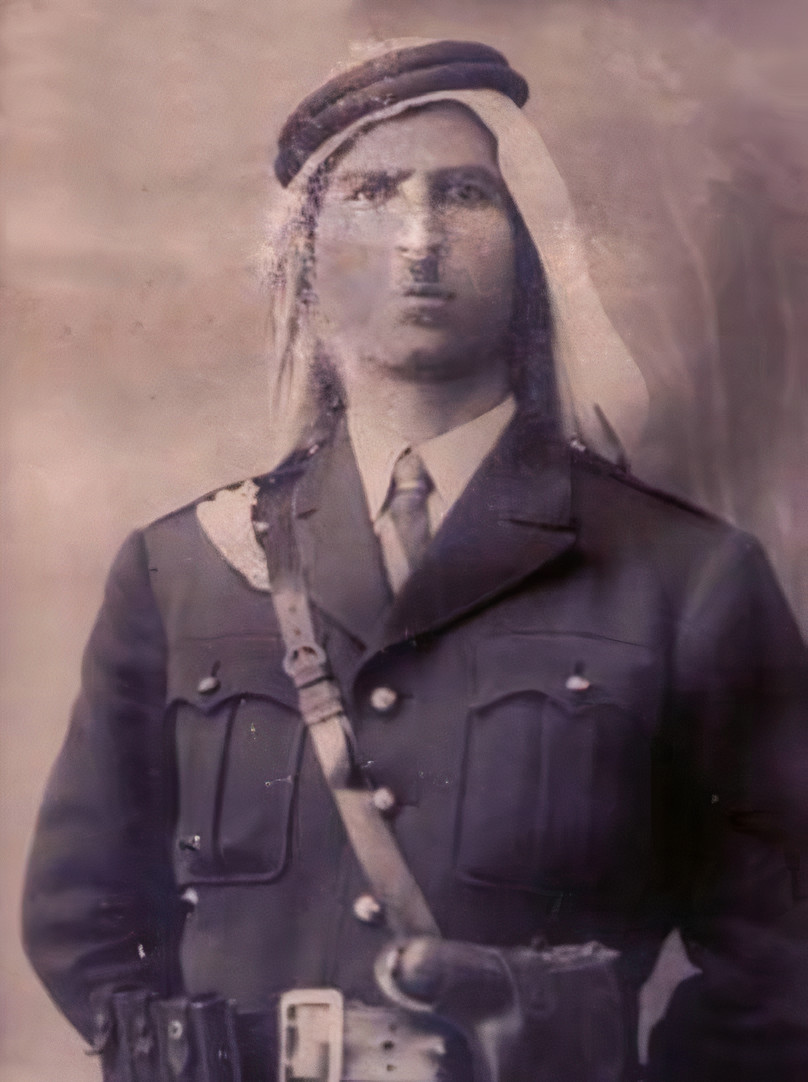
علي الفارس محاميد أحد أبرز الثوار ضد الانتداب البريطاني.

في شتاء كانون الثّاني (يناير) 1938 خطّط ثُوَّار أم الفحم لمعركةٍ مع الجيش حين علموا أنّه قادمٌ إليها، فطوّقوا أم الفحم وأخذوا مراكزهم حولها ابتداءً من خلّةِ الحمارة فأبو لاحم وجبل الطفوف فالسِّتُّ خيزران فاسكندر فبيدر دبالا. حينما وصل الجيشُ أم الفحم وتحديدًا عند خلّة البير اُستصعب عليهم الصُعود بسيّاراتهم إلى الميدان بسببِ مشقةِ الطّريق إذ لم تكُن مُعبّدة فأخذوا ينقلون عتادهم بواسطةِ الحمير قاصدين المدرسة وأمروا ببعضِ النّاس من أم الفحم بمُساعدتهم، عندما بدأ الجُنود بالتقدُّم؛ أطلق الثُّوَّار النّار عليهم فاحتار الجنود أين يذهبوا فأينما ولّوا وجوههم تتلقّاهم النيران. وعلى أثر هذا في اليوم التالي أخذ الجنود يفتشون عن قتلاهم، وقد حضر إلى أمّ الفحم «البوليس الملكي» الّذي انهال بالضربِ على وجهاء أم الفحم فتمّت إهانتهم بشكلٍ كبير فأخذوا يُعذبونهم بأبشعِ الطُّرق.
وفي أوائل آذار (مارس) 1938 حصلت معركة بين ثُوَّار أم الفحم والجيش البريطاني امتدّت من بيدرِ دبالة واسكندر فسلسلة الجبال الّتي تمتدُّ حتَّى اليامون بقيادةِ الشيخ عطيّة، انسحب على أثرها الجيش البريطاني وقد استشهد فيها الشيخ عطيّة وثلاثة عشر مُقاتل آخر، وعندما بلغ الخبرُ دمشق معقل إدارة شُؤون الثّورة بقيادةِ بعض زعماء فلسطين؛ أرسلوا رسولًا إلى الثُّوَّارِ بأن يختاروا قائدًا جديدًا لهم إمّا علي الفارس أو يوسف سعيد أبو درّة، فتنازل علي الفارس لأبي درّة احترامًا لسِنِّهِ وتقديرًا لرفقتهِ مع القسَّام فأصبح نائبهُ إلى أن اُستشهد أبو درّة في إحدى المعارك فتولّى علي الفارس القيادة.
بعدها بفترةٍ قام الجيشُ البريطاني ببناءِ مُعسكرًا لهُ على قمّةِ جبل إسكندر فاحتاجوا إلى الماءِ من أجلِ الشُرب والاستحمام، فاستأجروا رجلاً مع جمالهِ ليُحضر لهُم الماء من عينِ النّبي، فقُسِّمَتْ عين النّبي زمانيًّا؛ فحُظر على النّساءِ جلب الماء من السّاعة الثامنة صباحًا حتَّى السّاعةِ العاشرة صباحًا، وكُلّ مرّة يذهبُ الجمّال لجلبِ الماء يصطحبهُ جُنديين تأمينًا لجلبِ الماء. في إحدى أيّام نيسان (أبريل) 1938 راقبهم أحمد الفارس ورفيقًا لهُ إلى ما إن اقتربوا منهما أطلق النّار عليهم وقد أصاب الجُنديين وأرداهما قتيلين، فلمّا علم الجيشُ بذلك أخذ يُطلق النّار عشوائيًّا على بُيوتِ أم الفحم فقتلوا وجرحوا البعض من أهالي أم الفحم، ثُمّ جمّعوا رجال أم الفحم في ساحةِ الميدان، وقدم قائد المُعسكر وأمر جُنوده بإهانةِ الرجال، وقد أخذوا أربعون رجُلاً إلى مكانِ الحادثة قُرب عين النّبي، وكان قُرب العين نبات الصبر فأمروهم أن يدوسوا عليهِ حفاء الأقدام فسالت دماؤهم في الشّارعِ، وبعد ذلك أخذت القُوَّات البريطانيّة تقصفُ بعض بُيوت أم الفحم وتعتقلُ أصحابها، وقد أُفرج عنهم فيما بعد، إلى أن رحل الجنود عن أمّ الفحم.

#### نهاية الانتداب البريطاني
في أواسطِ آذار (مارس) عام 1948 غادر مركز شُرطة اللجُّون آخر بوليس إنجليزي؛ فبعد رحيل الانتداب البريطاني عن فلسطين تُركت البلاد في فوضى؛ إذ لا قانون ولا سُلطة، فأصبحت العائليّة والحارتيّة هي البديل المُؤقّت. وبهذا اجتمع زُعماء أم الفحم وقُراها لانتخابِ لجنةٍ قوميَّة فطالبوا الهيئات المُشرفة على القيادةِ في فلسطين بإقامةِ لجنةٍ قوميَّة خاصَّة بأمّ الفحم ومنطقتها مُعترفٌ بها وبكُلِّ ما يصدُر عنها فلُبّي الطّلب، وقد أُصدرت بطاقات هويّات شخصيّة لأهالي أم الفحم ومنطقتها؛ فأصبح الفحماويون يستطيعون السفر بها إلى شرقيِّ الأُردن، سُوريا ولُبنان. وقد ضبطت هذه اللجنة جميع شُؤون أم الفحم بمُحافظتها على الأمنِ وحُقوق المُواطنين.

### النكبة ودولة إسرائيل

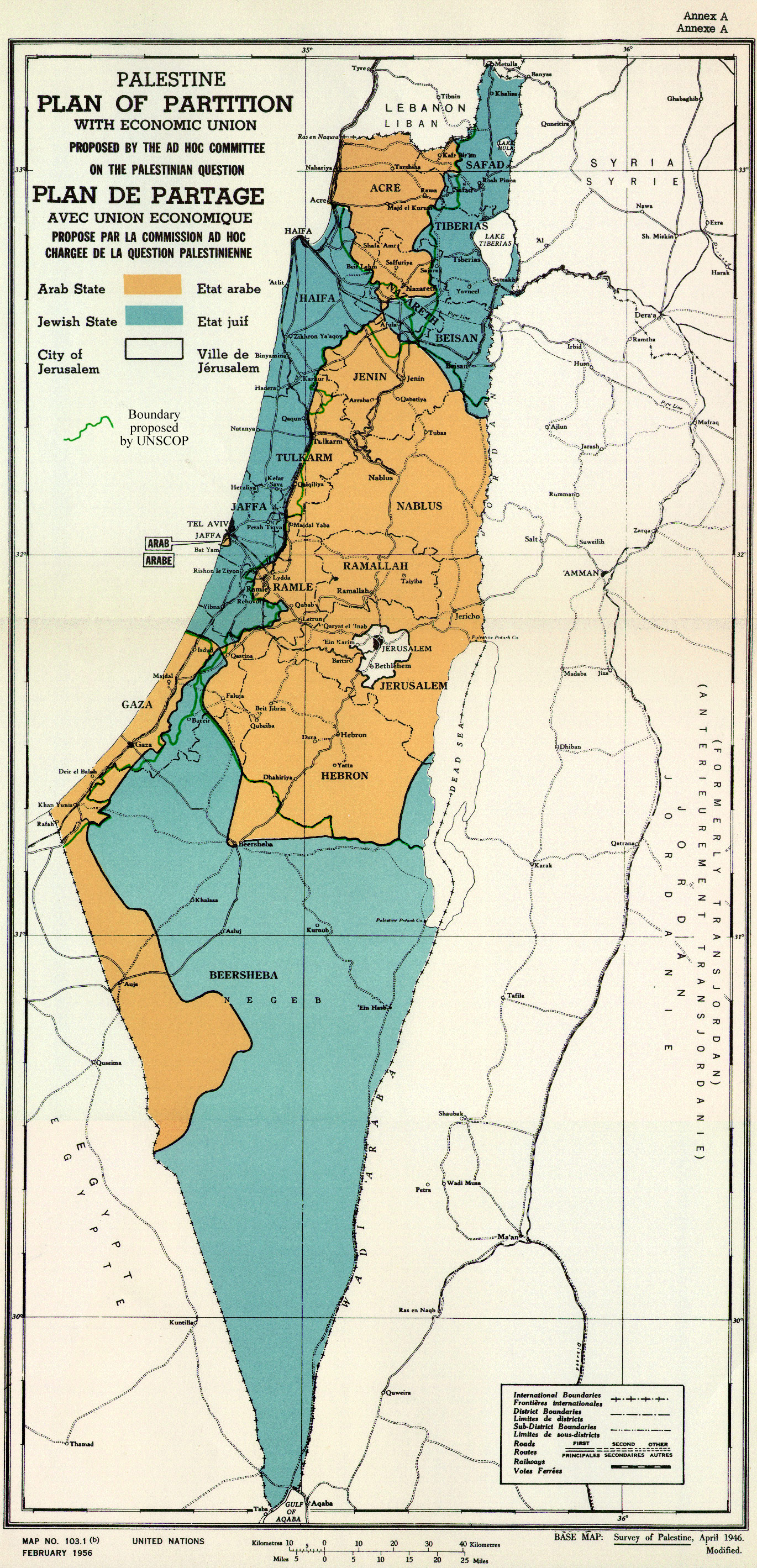
قرار تقسيم فلسطين 1947، كانت أم الفحم ضمن الدولة العربية.

عندما قرّرت الحُكومة البريطانيّة إنهاء الانتداب على فلسطين عام 1948؛ أصدرت الأمم المُتّحدة قرارًا بتقسيمِ فلسطين لدولتين يهوديّة وعربيّة الأمر الّذي عارضتهُ الدول العربيّة فشنّت هُجومًا عسكريًّا لطرد المليشيات اليهوديّة من فلسطين في أيَّار (مايو) 1948 استمرّ حتّى آذار (مارس) 1949. بعد هذه الحرب والهزيمة العربيَّة وقيام دولة إسرائيل؛ تمَّ تسليم أم الفحم سِلميًّا إلى إسرائيل بمُوجبِ مُعاهدة رودس مع الأُردن في عام 1949، وحسب التقسيم الإداريّ الإسرائيليّ فإنّ أم الفحم تقع ضمن منطقة حيفا. على أثرِ نكبة عام 1948 دُمّرت قرية عريقة مُجاورة لأمّ الفحم هي اللجُّون وغيرها من قُرى الرُّوحة القريبة من أمّ الفحم كلدِّ العرب، المنسي، الغبيّات (الفوقى والتحتى)، الكفرين، البُطيمات، خُبّيزة، قنّير، أم الشّوف، السنديانة، صبّارين، أم الزينات وغيرها؛ الّتي هُجّر أهلُها منها ودُمِّرَت تمامًا بعدما هُزم جيشُ الإنقاذ من قِبَلِ الهاجاناه فلجئ أهلها إلى أمّ الفحم لِما فيهِ من صلةِ القرابة والعلاقات التجاريَّة، وقد استقبلَهُم أهالي أم الفحم وأمنُّوا لهُم المأوى.
في مُنتصفِ أيّار (مايو) عام 1948 دخل الجيش العراقي أم الفحم، وبدأ بتجنيدِ مُتطوعين لفوجٍ فلسطينيّ، فأقبل العديد من شُبّانِ أم الفحم ووادِ عارة بالتطوُّعِ في هذا الجيش، وأخذ المُدرّبون العراقيّون يُدرّبونهم الوسائل القتاليَّة المُختلفة، وقد انخرط في هذا الجيش كُلٍّ من الشيخ توفيق عسليّة، محمّد أحمد حمدان، حسن سعيد بدويّة، مُحمّد عبد حسن، فيّاض حسن موسى والمُلازم أوّل محمّد عارف يونس من عرعرة. استلم قيادة الجيش في أمّ الفحم القائد نجيب حبُّوش وقد ألّف لجنة عسكريَّة من أمّ الفحم للتشاور في الأُمورِ العسكريَّة والمدنيَّة وقد تكوّنت من السّادة: رُشدي سعيد، جبر حسن عبد الفتّاح، أنيس الحاج مُحمّد حامد وتوفيق أبو رعد.

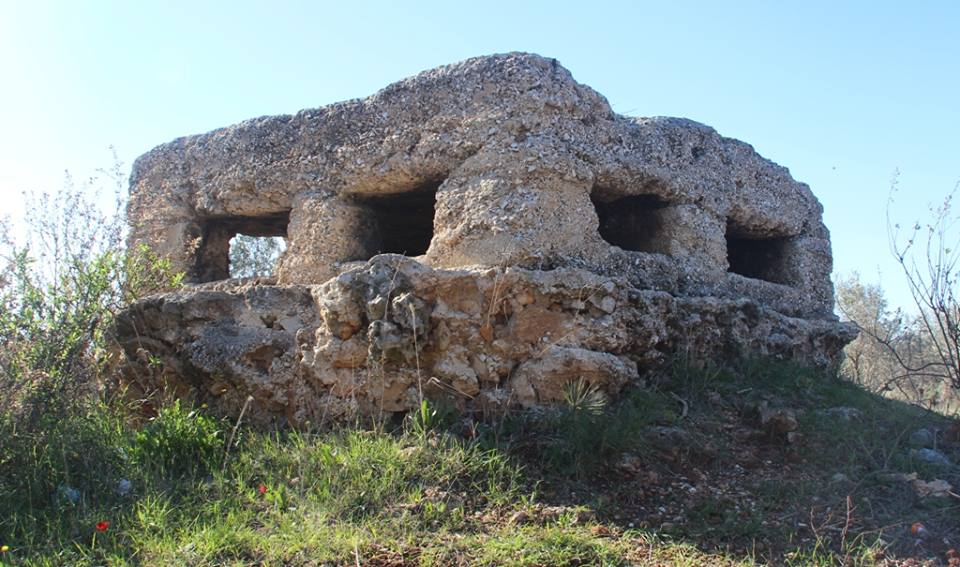
الخُشَّة الأُردنيَّة، تقع بالقُربِ من منطقةِ الأقواس في أمّ الفحمِ، حيث كان يستخدمها الجيش الأُردني عام 1949.

بعد انسحاب الجيش العراقي من المنطقةِ لرفضهِ التوقيع على مُعاهدةِ رودوس حلّ مكانهُ الجيش الأردني، وجاء إلى أمّ الفحم بعض مُراقبي الهُدنة الدوليّة بسيّارةٍ تحملُ علم الأُمم المُتّحدة وحلّوا ضيوفًا على أحدِ وجهاء أم الفحم، وقد استهلّ الكلام في الجلسةِ أحد الضُّبَّاط قائلاً: «لقد جئنا إلى أُمِّ الفحم لنبلغكم باسم الأمم المُتّحدة أنّهُ وقعت هُدنة بين إسرائيل وبعض الدول العربيّة الّتي دخلت فلسطين، بمُوجبِ الاتّفاق فانّ أُمّ الفحم سوف تُصبح تحت السيطرة الإسرائيليّة تحت بُنود من الاتّفاقيّات إلى حينِ تسوية القضيّة الفلسطينيّة بأكملِها، والجيشُ الإسرائليّ سيدخُل أُمّ الفحم ومنطقتها بمُوجبِ هذه الاتّفاقات الدّوليّة».
عندما تأكّد الأمرُ بتسليمِ أم الفحم إلى إسرائيل أصابت أهالي أم الفحم الحيرة فمِنهُم من رحل مع اللاجئين من أجلِ الهُروب من هذه الدولة خوفًا على أنفسهم وعلى عائلاتهم من المجازرِ الّتي أُرتكبت في مُختلفِ القُرى الفلسطينيَّة، فسكنوا في الطيبة القريبةُ من أمّ الفحم الّتي كانت مشاعًا بين حمائل أم الفحم ليُعمروها ويترقبوا مصير أم الفحم، وأمَّا الأكثريَّة السّاحقة من أهالي أم الفحم فقرّروا البقاء في أرضِهم وفي بُيوتِهم.
تسليم أم الفحم

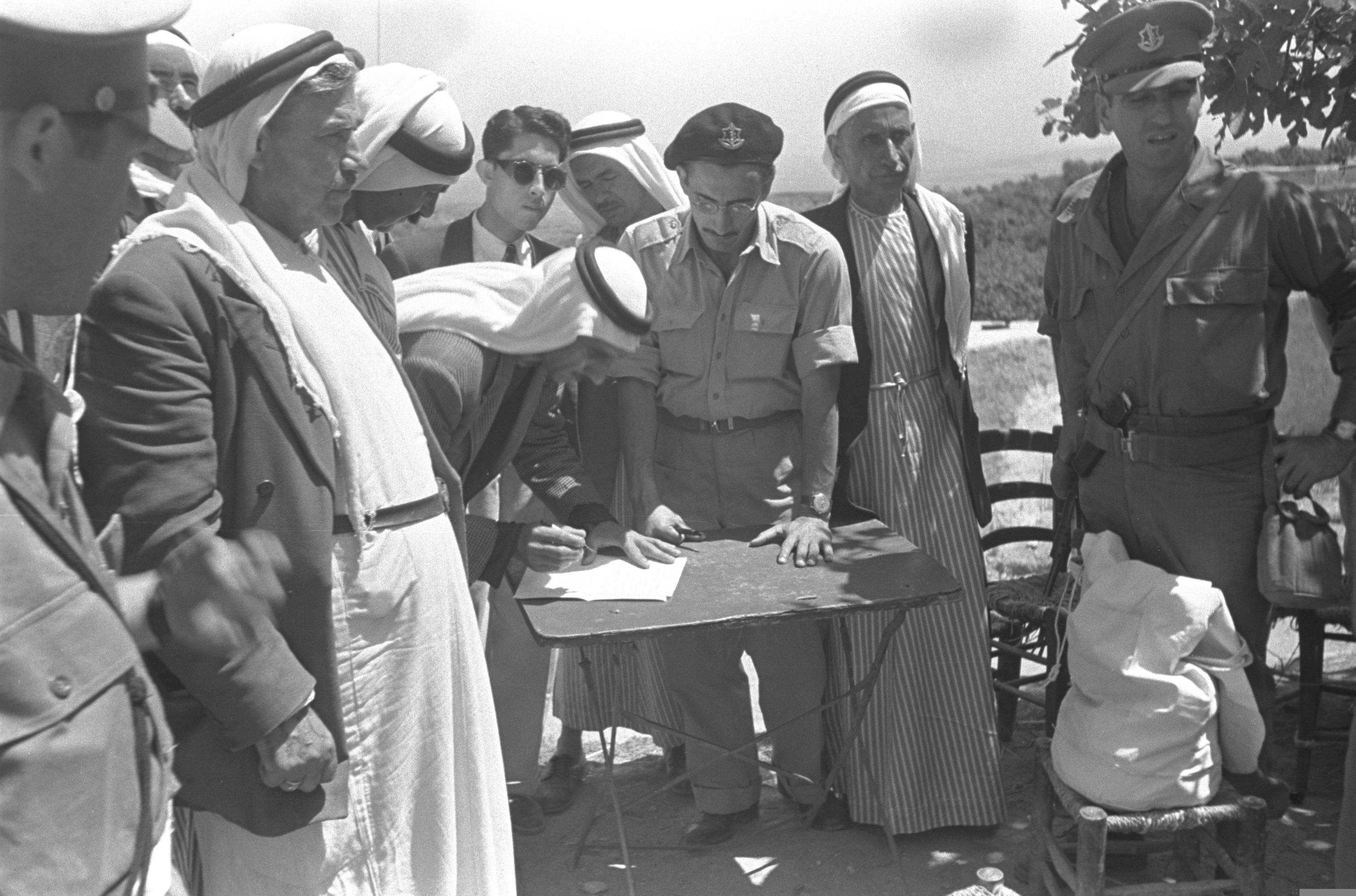
توقيع أوراق الهُدنة لتسليمِ أم الفحم لإسرائيل في 20 أيَّار (مايو) 1949.

في 20 أيَّار (مايو) 1949 دخلت القُوَّات الإسرائيليَّة أم الفحم، حيثُ تقدّمت دبابة وما إن وصلت على مقربةٍ من حيِّ البير نادى أحد الجُنود: «يا أهالي أُمّ الفحم، لقد قدم جيش إسرائيل لاستلام أُمّ الفحم، فنرجوا أن تلزموا بُيوتكم، إلى حينِ إشعارٍ آخر، ونُنذر كُلّ من تُسوِّل لهُ نفسهُ بالتصدّي للجيش أو بعملٍ ما يخلُّ بالنظام.» فلزم أهالي أم الفحم بُيوتهم، وقد قدمت أوّل دبابة إلى حيِّ الميدان بصُعوبةٍ بسببِ مشقةِ الطّريق وقد تبعتها بعض العربات، وعند وُصولهم إلى الميدان نادى الجُنديّ مرّةً أُخرى نداءً مُوجّه إلى مخاتيرِ أم الفحم أن يحضروا إلى الميدان وعند حُضورهم، نادى للمرةِ الثّالثة إلى كُلِّ من لديهِ سلاح أن يُسلمهُ للجيش، وقد حُمّلت جميع الأسلحة مُنكّسة إلى الميدان. وفي هذه الأثناء تقدّم قائد الجيش نحو مُختارِ الإغباريّة وطلب منهُ أن يجتمع معهُ في بيتهِ مع وجهاء القرية، ثُمّ وقف وقال: «لقد حكمتْ إسرائيل هذه البلاد قبل 2,000 سنة، وها هي قد عادت وحكمتها، وما لكُم إلّا التّعاوُن معنا، فلكُم ما لنا، وعليكُم ما علينا، لكُم حقٌّ وعليكُم واجب. شالوم» وبهذا أصبحت أم الفحم تحت نفوذ السيطرة الإسرائيليّة.
في هذه الفترة فرضت إسرائيل الحُكمَ العسكريّ على الأقليّةِ العربيّة؛ سعت من خلاله مُحاصرة البلدات العربيّة ضمن المُضايقات الّتي انتجهتها ضد الفلسطينيين الّذين بقيوا في أرضِهم؛ فتمّ منعهُم من حقِّ التنقُّل إذ لم يستطيعوا مُغادرة قُراهم إلّا بتصاريحٍ من الحاكمِ العسكري. استمرّ هذا الحُكم لغايةِ عام 1966.
أحداث عام 1958

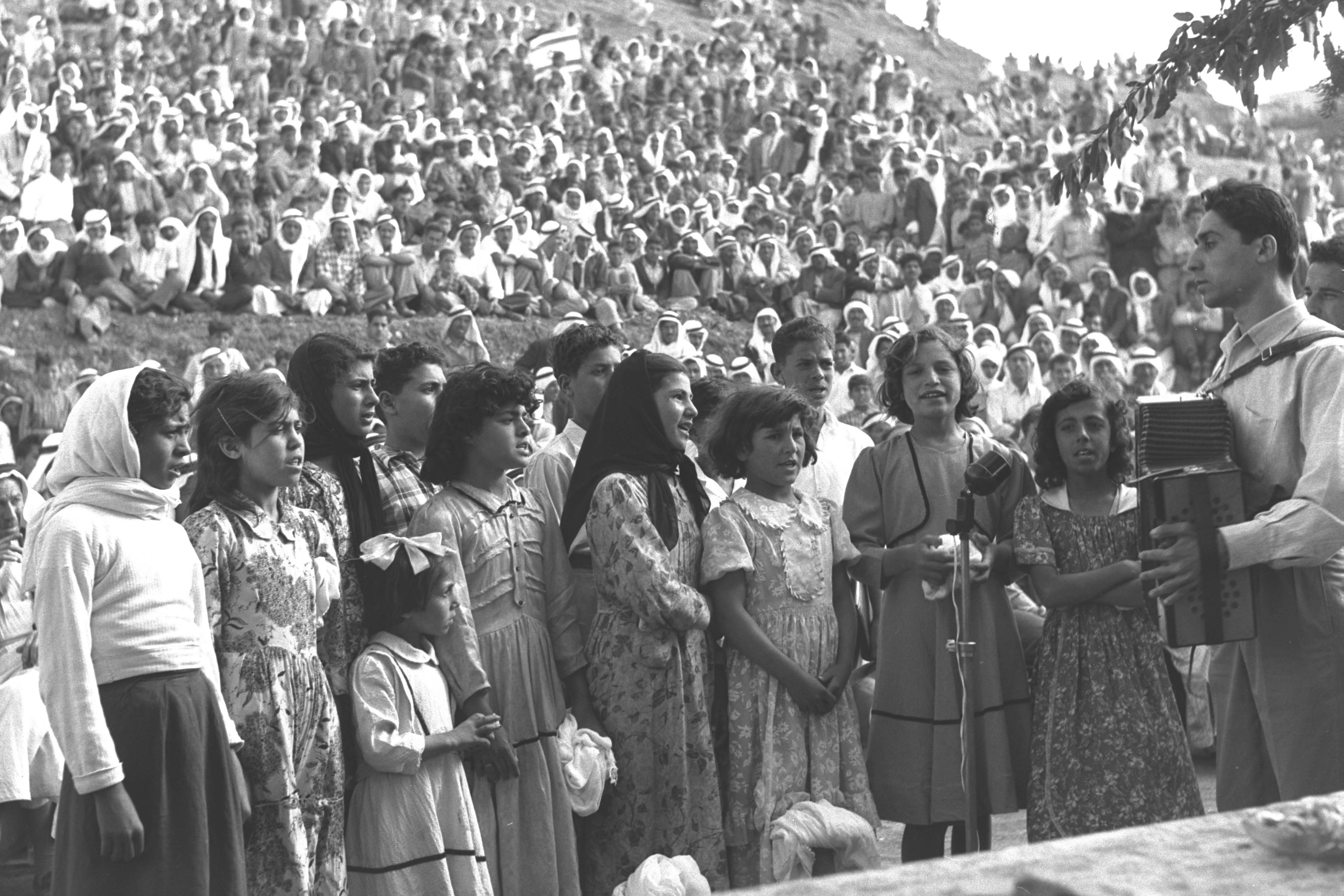
جوقة من البنات مع عازف أكورديون في احتفال مرور عشر سنوات لاٍقامة دولة اٍسرائيل في عام 1958.

في عام 1958 أعلنت الحُكومة الإسرائيليّة الاحتفالات الرسميّة بمُناسبةِ مُرور عشر سنوات على قيامِ الدولة، وقد أُقيم أوّل عرض عسكريّ في مدينةِ القُدس. أُلزم العرب وسُلطاتهم المحليّة ومدراسهم الاحتفال بهذه الذكرى. في 29 نيسان (أبريل) 1958 أُقيم في أمّ الفحم احتفالاً بهذهِ المُناسبة، حيث كان في منطقة الميدان، وقد كان الأهالي يحتلفون رُغمًا عنهُم. بعد الاحتفال أخذ أهالي أم الفحم يستعدون للثأرِ على خلفيّةِ هذا الحفل. في 3 أيَّار (مايو) 1958 اجتمع أهالي أم الفحم في ساحةِ مسجد المحاجنة للقيامِ في مُظاهرةٍ فحاصرت الشُرطة جميع مداخل القرية وانتشرت في جميع أحيائها، وكان عضو الكنيست توفيق طوبي ضيف المُظاهرة وأثناء إلقاءِ خطابهِ داهمت الشُرطة المُظاهرة وبدأت بضربِ الحشود وتفريقهم عن بعضهم واعتقلت العديد منهم.
زيارة كهانا الاستفزازيّة 1984

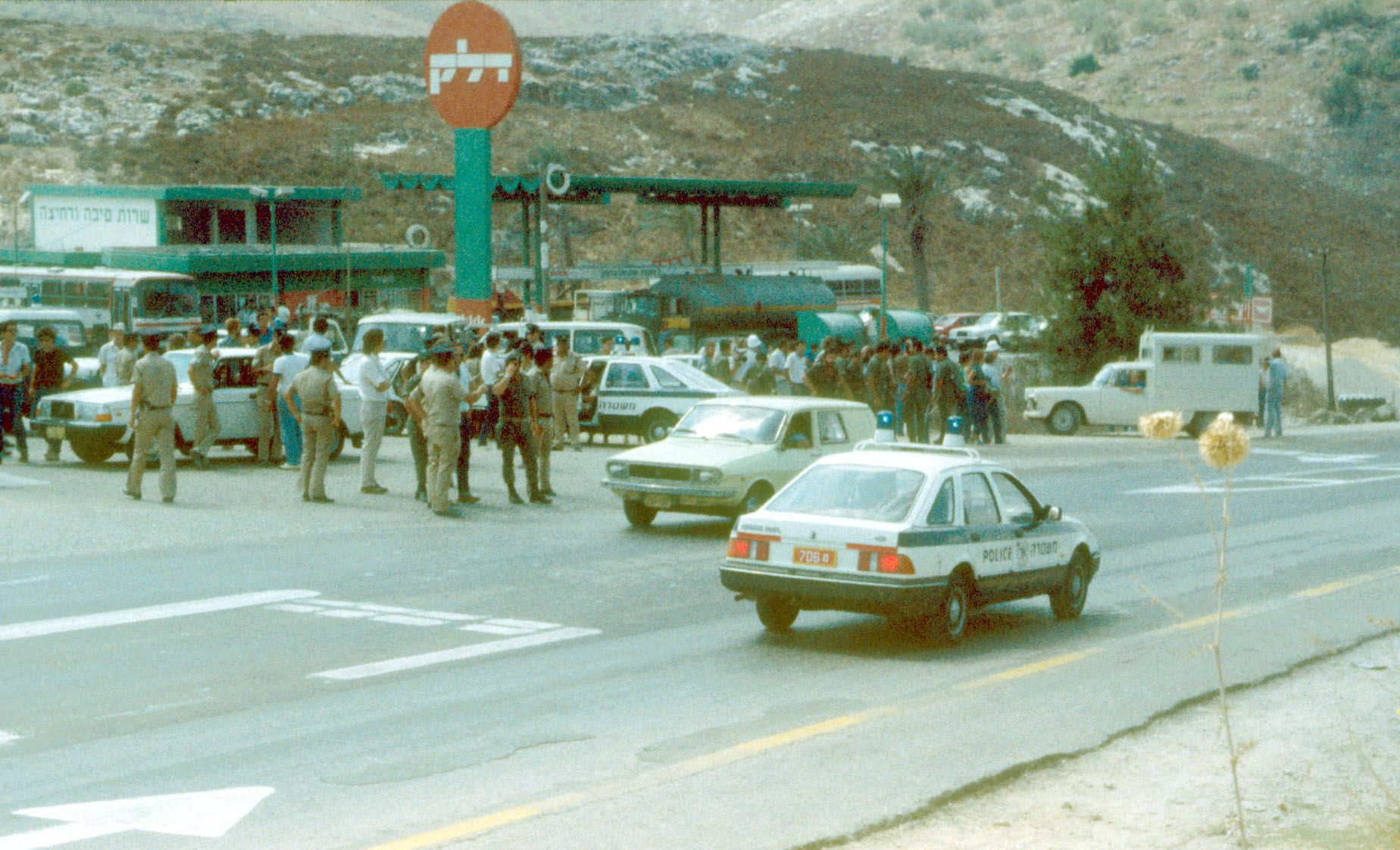
قوات الشرطة الإسرائيلية تنتشر عند مدخل أم الفحم على أثر زيارة كاهانا للمدينة في 29 آب (أغسطس) 1984.

في 29 آب (أغسطس) 1984 زار عُضو الكنيست حينها مائير كاهانا؛ زعيم حركة «كاخ» أم الفحم في خُطوةٍ إستفزازيَّة ليستفزّ سُكّانها، والمُواطنين العرب في إسرائيل بشكلٍ عام؛ داعيًا إيّاهم الهجرة إلى الدولِ العربيّة؛ الأمرُ الّذي أثار غضب الفحماويّون، حيث تصدّوا له بحُشودٍ بلغت الآلاف لردعهِ من دُخولِ المدينة وإفشال مُخطّطهِ وفِكرتهِ، وقد حدثت مُواجهات عنيفة بين المُتظاهرين والشُرطة الإسرائيليّة نتج عنها العديد من الإصابات في كِلا الطرفين.
أحداث الروحة 1998
في 27 أيلول (سبتمبر) 1998 حدثت مُواجهات بين سُكّان المدينة وحرس الحدود والشُرطة وأفراد الدوريّات الخضراء التّابعة لوزارةِ الزراعة الإسرائيليّة، وذلك عندما قامت باقتحامِ خيمة الاعتصام الّتي قد أقامها أهالي أم الفحم احتجاجًا على قرارِ السُلطات الإسرائيليّة بمُصادرةِ آلاف الدونمات من أراضي أم الفحم في منطقةِ الروحة لغرضِ التدريبات العسكريّة. خرج أهالي أم الفحم بالحجارةِ والعُصي لمُواجهةِ الشُرطة الإسرائيليّة وقد ردّت عليهم بالغازِ المُسيل للدموع والرصاص المطاطي، والّذي نتج عنهُ إصابة المئات من المُتظاهرين وعلى رأسهم عضو الكنيست هاشم محاميد ورئيس بلديّة أم الفحم آنذاك الشيخ رائد صلاح، وقد اقتحمت القوّات الإسرائيليّة المدرسة الثانويّة وجُرح مئات الطّلّاب، مما حدا بحُكومةِ بنيامين نتنياهو رئيس الوزراء الإسرائيليّ إلى فتحِ تحقيقٍ حول الموضوع، وقد دعت آنذاك أحزاب اليسار والوسط إلى وقفِ مُصادرة الأراضي وإعادة العلاقات الحسنة مع سُكّانِ المدينة.
هَبَّة الأقصى 2000
في 28 أيلول (سبتمبر) 2000 اقتحم أرئيل شارون المسجد الأقصى وتجوّل في ساحاتهِ مما أثار استفزاز المُصلّين الفلسطينيين؛ فاندلعت المواجهات بين المُصلّين وجنود الاحتلال في ساحاتِ المسجد الأقصى، وكانت هذه البداية لاندلاعِ الانتفاضة الفلسطينيّة الثانية إذ أقدمت الشُرطة الإسرائيليّة على إطلاقِ الرصاص على المُصلّين داخل المسجد الأقصى ووقوع العشرات من القتلى والمئات من الجرحى. فانطلقت مسيرات ضخمة من مُختلفِ المناطق في فلسطين، وكذلك في مدينةِ أم الفحم والقُرى المُجاورة لها حيثُ شارك بها الآلاف، تقدمهم قادة الحركة الإسلاميّة وعلى رأسهم الشيخ رائد صلاح؛ رئيس الحركة الإسلاميّة وبلديّة أم الفحم آنذاك، وقادة سياسيّون آخرون. وقد حشدت الشُرطة الإسرائيليّة وحرس الحدود أعدادًا كبيرة من عناصرِها، وخاصةً قنّاصيها الّذين أخذوا مواقعهم على أسطُحِ المنازل العالية وقمم الجبال المُحيطة بمدخلِ المدينة. رغم مطالبات وجهاء المدينة وعلى رأسهم الدكتور سليمان أحمد إغبارية نائب رئيس البلديّة في حينها؛ بسحبِ الشُرطة لعناصرها وعدم الاحتكاك بجمهور المتظاهرين، إلّا أنّهُ حال دون ذلك وقد استشهد ثلاثة شبان من أمّ الفحم وهم «محمّد أحمد جبارين»، «أحمد إبراهيم صيام» من قريةِ مُعاوية الفحماويّة و«مصلح أبو جراد» الغزّاوي الأصل. وقد أُصيب المئات من المُتظاهرين بجُروحٍ طفيفة وحتّى بليغة.
زيارة مارزل الاستفزازيّة 2009
في 24 آذار (مارس) 2009 زار الناشط اليميني باروخ مارزل أم الفحم برفقةِ العشرات من مُؤيّديهِ، وبالمُقابل خرج المئات من سُكّانِ أم الفحم لمُواجهتهم؛ إلّا أنّ الشُرطة قامت بحمايتهم وألقت القنابل الصوتيّة والغاز المُسيل للدموع على أهالي أم الفحم ورشّت عليهم المياه العادمة لتفريقهم. استمرّت المسيرة اليهوديّة بقيادة مارزل حوالي 15 دقيقة، أمّا المواجهات بين الفحماويين والقوّات الإسرائيليّة فاستمرّت نحو 3 ساعات نتج عنها العديد من الإصابات والاعتقالات.
زيارة مارزل الاستفزازيّة 2010
في 27 تشرين الأول (أكتوبر) 2010 زار الناشط اليميني باروخ مارزل أم الفحم للمرّةِ الثانية، وذلك بعد مُرور 20 عامًا على وفاةِ الحاخام مائير كاهانا مُؤسّس اليمين المتطرف؛ الّذي سبق أن زار أم الفحم بخُطوةٍ استفزازيّة عام 1984، وقد أُغتيل فيما بعد في نيويورك عام 1990. كان هدف مارزل من زيارتهِ الاستفزازيّة لأمّ الفحم مُعارضته لوجود الحركة الإسلاميّة في إسرائيل فدعى أن يتمّ حظرها. حيث زار أم الفحم عشرات اليهود بقيادةِ باروخ مارزل وايتمار بن جبير للقيام في مُظاهرةٍ بالمدينةِ ضد الحركة الإسلاميّة لقيامها بدعمِ حماس بمُشاركةِ قائدها الشيخ رائد صلاح بِأُسطولِ الحُريّة.
بعدما سمحت المحكمة الإسرائيليّة النشطاء اليمينيين بالتظاهر في أمّ الفحم ضد الحركة الإسلاميّة؛ حضر إلى أمّ الفحم المئات من ضُبّاطِ الشُرطة لمنع وقوع أيّ اشتباكات بين الجانبين. إلّا أنّ الشُرطة أطلقت الغاز المُسيل للدموع والقنابل الصوتيّة على أهالي أم الفحم بعدما ألقوا الحجارة على اليمينيين واعتقلت العديد منهم.
شارك أهالي أم الفحم مجموعة من اليهود المتدينين الّذين استنكروا زيارة مارزل الاستفزازيّة لمدينةِ أم الفحم وقد رفعوا بعض الشعارات الموجهة ضده وضد الصهيونيّة، كما وتواجد رئيس بلديّة أم الفحم وعددًا من أعضاء البلديّة والحركةِ الإسلاميّة وقسمٌ من أعضاء الكنيست العرب، وقد أُصيب البعض منهم.
أم الفحم اليوم

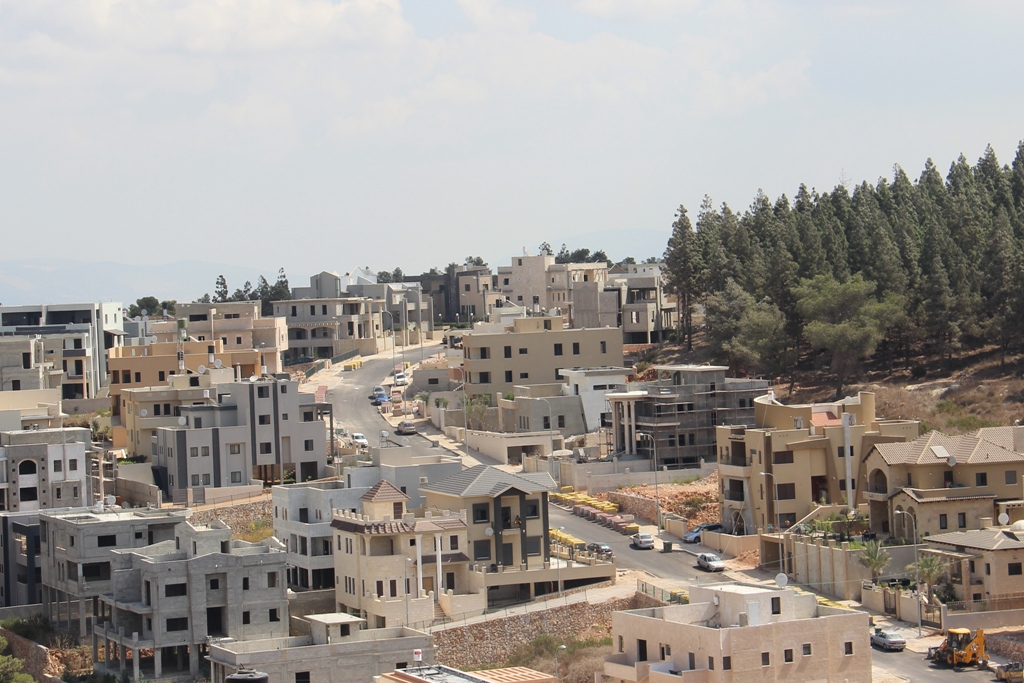
منطقة الشيكونات (الظهر)، وهي عبارة عن أحياءٍ سكنيَّة حديثة.

تُعتبر أم الفحم اليوم مركزًا لتقديم الخدمات العامة لمنطقة المثلث الشمالي. يعملُ السواد الأعظم من قوّتها العاملة كمُزوّد أساسيّ لسُوقِ الأعمال البدنيّة الشاقّة كالعمارةِ أو الخدمة بالمطاعمِ والفنادقِ في المُدنِ اليهوديّة. في هذهِ الفترة تحديدًا طرأ تطوّرٌ كبير بالمجالاتِ الاقتصاديّة، العلميّة والتعليميّة؛ كذلك ازدادت نسبة التعليم الأكاديميّ لدى الذكور والإناث. من المُشكلات الّتي تُواجهها أم الفحم أنّ البلديّات والمجالس العربيّة ما زالت تُعاني من التميّيز في حجمِ الميزانيّات المُقدّمة لها مُقابل البلدات اليهوديّة؛ الأمرُ الّذي يُؤثّر سلبًا على السُكّانِ العرب ومعيشتهم في مُدنِهم وبُلدانِهم، لهذا هُناك الكثير من المُشكلاتِ في البُنية التحتيّة وقلّة المؤسّسات المُهمّة وغيرها.
يُلاحظ في الفترةِ الأخيرة قُدوم الكثير من الغُرباءِ للسكنِ في أمّ الفحم من شتّى أنحاء فلسطين، رُغمَ مُعاناة المدينة من قلّةِ الوحدات السكنيّة، والكثافة السُكّانيّة العالية وعلى وجهِ التحديد في مركزِ البلد، فتمّ إنشاء منطقةً سكنيّة حديثة تُدعى بمنطقةِ «الشيكونات» إلاّ أنّ الأزمة ما زالت مُستفحلة، بالرُغمِ من وُجودِ الكثير من الأراضي التّابعة للمدينةِ إلّا أنّها زراعيّة وترفضُ الحُكومة بتحويلِها إلى سكنيّة، وهُناك الكثير من حالاتِ الهدم للبُيوتِ في حالِ قيام أحد المُواطنون ببناءِ بيتٍ في أرضٍ زراعيّة. في الوقتِ الحالي جاري العملُ على وحداتٍ سكنيَّة جديدة في منطقةِ عين جرّار، والباطن، وقحاوش.

## الجُغرافيا

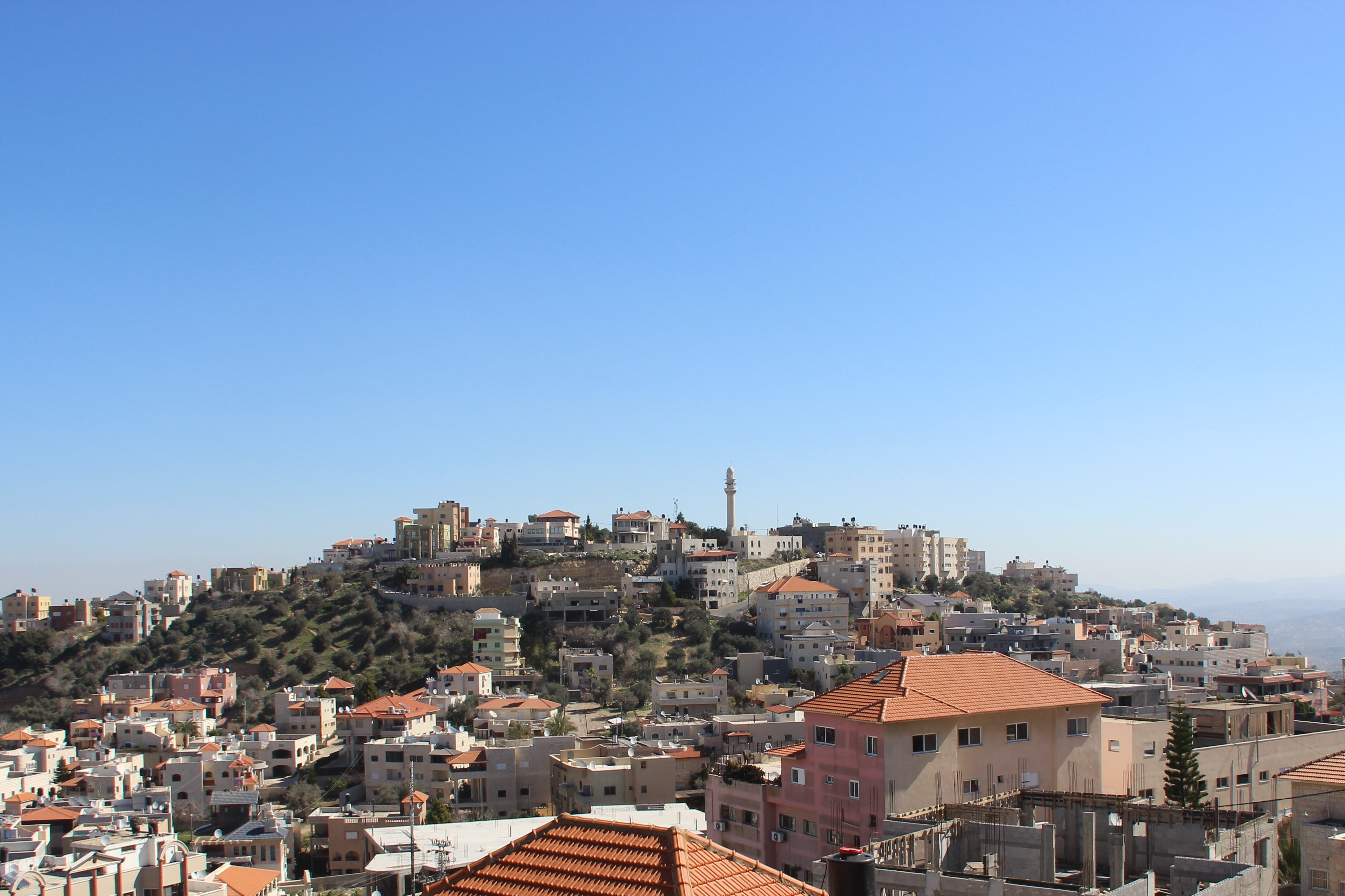
جبل إسكندر والنموُّ العمرانيّ عليه، وتُعتبر قمّتهُ الأعلى في منطقةِ المُثلَّث.

صُورة فضائيّة لمدينةِ أمّ الفحم، تُظهر المناطق المأهولة داخل حدودها باللونِ الرمادي، الغابات باللونِ الأخضر والجبال الصخريّة باللونِ البُني.

تقع مدينة أم الفحم على دائرةِ عرض 32.31 شمالاً وخطّ طُول 35.9 شرقًا. وتحديدًا في الجهة الشماليّة الغربيّة لمنطقة السامرة على سلسلة جبال أم الفحم. تُعتبر أم الفحم مدينة جبليّة تمتد حتَّى أعلى قمتيّ جبل إسكندر والست خيزران؛ البالغ ارتفاعهما حوالي 520 مترًا فوق مُستوى سطح البحر. أمّا مُتوسَّط ارتفاع المدينة فهو 346.5 مترًا فوق مُستوى سطح البحر.
تبعدُ مدينة أم الفحم عن مدينةِ جنين حوالي 15 كم جوًّا إلى الشَّمَال الغربيّ، وعن مدينةِ حيفا حوالي 33 كم جوًّا إلى الجّنوب الشرقيّ، وعن العاصمةِ القُدس حوالي 83 كم جوًّا إلى الشّمال. تقع مدينة أم الفحم ضمن المناخ الجبلي المُعتدل لحوضِ البحر الأبيض المُتوسط؛ الّذي يتميّز بصيفٍ جاف وحار؛ تسود فيه بعض الليالي اللطيفة، وفصلَ شتاء ماطر وبارد.
تبلغُ مساحة أم الفحم اليوم حوالي ستة وعُشرون ألف دونمًا أيّ ما يُعادل ستة وعُشرون كيلو مترًا مُربَّعًا؛ وبهذا تُعتبر أم الفحم المدينة العربيَّة الأكبرُ في منطقةِ المُثلّث بشقّيهِ الشّماليّ والجنوبيّ. تكثرُ الينابيع في أمّ الفحم وأشهرها: عين النبي، عين الشعرة، عين البير، عين الوسطى، عين أم الشيد، عين المغارة، عين أم خالد، عين جرار، عين الزيتونة، عين إبراهيم، عين داوود، عين العيون وغيرها. حيث كان النّاس يستخدموها في الماضي لريِّ المزروعات وسقي المواشي، أمَّا اليوم فقد جُفّ مُعظمها وقلّ استخدامها.
لاتساعِ أراضي أم الفحم تاريخيًّا حيث وصلت مساحتها إلى ما يُقارب 140 ألف دونم قبل النكبة ومُصادرة أراضيها في منطقتي مرج ابن عامر والروحة عام 1948؛ كانَ من الصعبِ على أهاليها آنذاك، الذّهاب إلى حُقولهِم للحراثةِ والحصاد، ثُمّ الرجوع إلى بيوتهم في القريةِ كلِّ مساء لبُعدِ المسافة ومشقّة الطريق، فاضطرّوا لبناءِ بعض البيوت في الأماكنِ المُتوفّرة فيها المياه، ومع مُرورِ الوقت اتسعت هذه الأمكنة وكُثرت البيوت فأصبحت قُرى تختلف في صُغرِها وكُبرَها وأصبحت كُلٍّ منها قرية قائمة بحدِّ ذاتها وهي: مشيرفة، ومُصمُص، ومُعاوية واللَجُّون؛ إلَّا أنَّ هذه الأخيرة هُجِّرَت ودُمِّرَت في حرب 1948.

## السُكَّان
| الأعمار                      | الذكور | الإناث | المجموع | النسبة |
| ---------------------------- | ------ | ------ | ------- | ------ |
| 0-4                          | 2,893  | 2,692  | 5,585   | 9.7%   |
| 5-9                          | 2,809  | 2,646  | 5,455   | 9.5%   |
| 10-14                        | 2,965  | 2,869  | 5,834   | 10.1%  |
| 15-19                        | 3,157  | 2,958  | 6,115   | 10.6%  |
| 20-24                        | 3,175  | 2,886  | 6,061   | 19.1%  |
| 25-29                        | 2,567  | 2,361  | 4,929   | 19.1%  |
| 30-34                        | 1,917  | 1,944  | 3,861   | 17.9%  |
| 35-39                        | 1,660  | 1,509  | 3,169   | 17.9%  |
| 40-44                        | 1,624  | 1,678  | 3,302   | 17.9%  |
| 45-49                        | 1,747  | 1,713  | 3,460   | 15.5%  |
| 50-54                        | 1,500  | 1,394  | 2,894   | 15.5%  |
| 55-59                        | 1,316  | 1,249  | 2,565   | 15.5%  |
| 60-64                        | 792    | 859    | 1,651   | 2.9%   |
| +65                          | 1,286  | 1,511  | 2,797   | 4.8%   |
| المجموع                      | 29,408 | 28,269 | 57,677  | 100%   |
| المصدر: مكتب الإحصاء المركزي |        |        |         |        |

يسكنُ مدينةَ أم الفحم العديد من العائلاتِ الّتي نزحت من مُختلفِ المناطق في فلسطين، فقد جاء قسمٌ مِنهُم من منطقةِ الخليل وتحديدًا من بيتِ جبرين وتلِّ الصّافي، بالإضافةِ إلى بعضِ العائلات الّتي يرجعُ أصلُها إلى مصر أثناء حملة محمّد علي باشا في الشّام. ينقسم سُكّان أم الفحم إلى أربعِ حمائل كبيرة؛ الإغباريّة، المحاجنة، الجبارين والمحاميد.
وصل عدد سُكّان قرية أم الفحم عام 1922 إلى 2,191 نسمة وفي عام 1931 إلى 2,443 نسمة مِنهُم 1,187 ذكرًا مُسلمًا و1,240 أنثى مُسلمة وثمانية مسيحيّين وثماني مسيحيّات، وفي عام 1945 قُدّروا بِـ 5,430 نسمة بما فيهم سُكّان اللجُّون، ومُعاوية، ومُشيرفة ومُصمُص. أمّا اليوم ووفقًا لمكتبِ الإحصاء المركزيّ الإسرائيليّ؛ فقد وصل عدد سُكَّان مدينة أم الفحم إلى 57,677 نسمة حسب إحصائيّات نهاية عام 2021. وحسب تقديرات أغسطس 2023 وصل عدد سكان أم الفحم إلى 59,382 نسمة (المرتبة 35 من بين السلطات المحلية في إسرائيل). وقد بلغ معدل النمو السنوي نحو 1.8%.
في عام 2019، تم تصنيف مدينة أم الفحم في الدرجة الثانية من أصل عشر درجات على المؤشر الاجتماعي-الاقتصادي (1 منخفض جدًا — 10 مرتفع جدًا). وقد بلغت نسبة طلاب الصف الثاني عشر الحاصلين على شهادة الثانوية العامة (البجروت) في العام الدراسي 2020/2021 نحو 67.3%. وفيما يتعلق بالأوضاع الاقتصادية، كان متوسط الراتب الشهري للعامل حوالي 5,870 شيكل جديد (المتوسط الوطني: 9,745 شيكل جديد)، وكان هناك حوالي 22,149 عامل في المدينة. أما بالنسبة للمستقلين (العاملين لحسابهم الخاص)، فكان متوسط دخلهم الشهري حوالي 8,880 شيكل جديد، وكان عددهم نحو 1,918 مستقلًا وفقًا لإحصائيات عام 2019.
يُبيّن الجدول التالي النموُّ السُكَّاني لأمّ الفحم خلال الأعوام السّابقة:

المصدر: مكتب الإحصاء المركزي.

### أعلام
من أعلامِ مدينة أم الفحم:

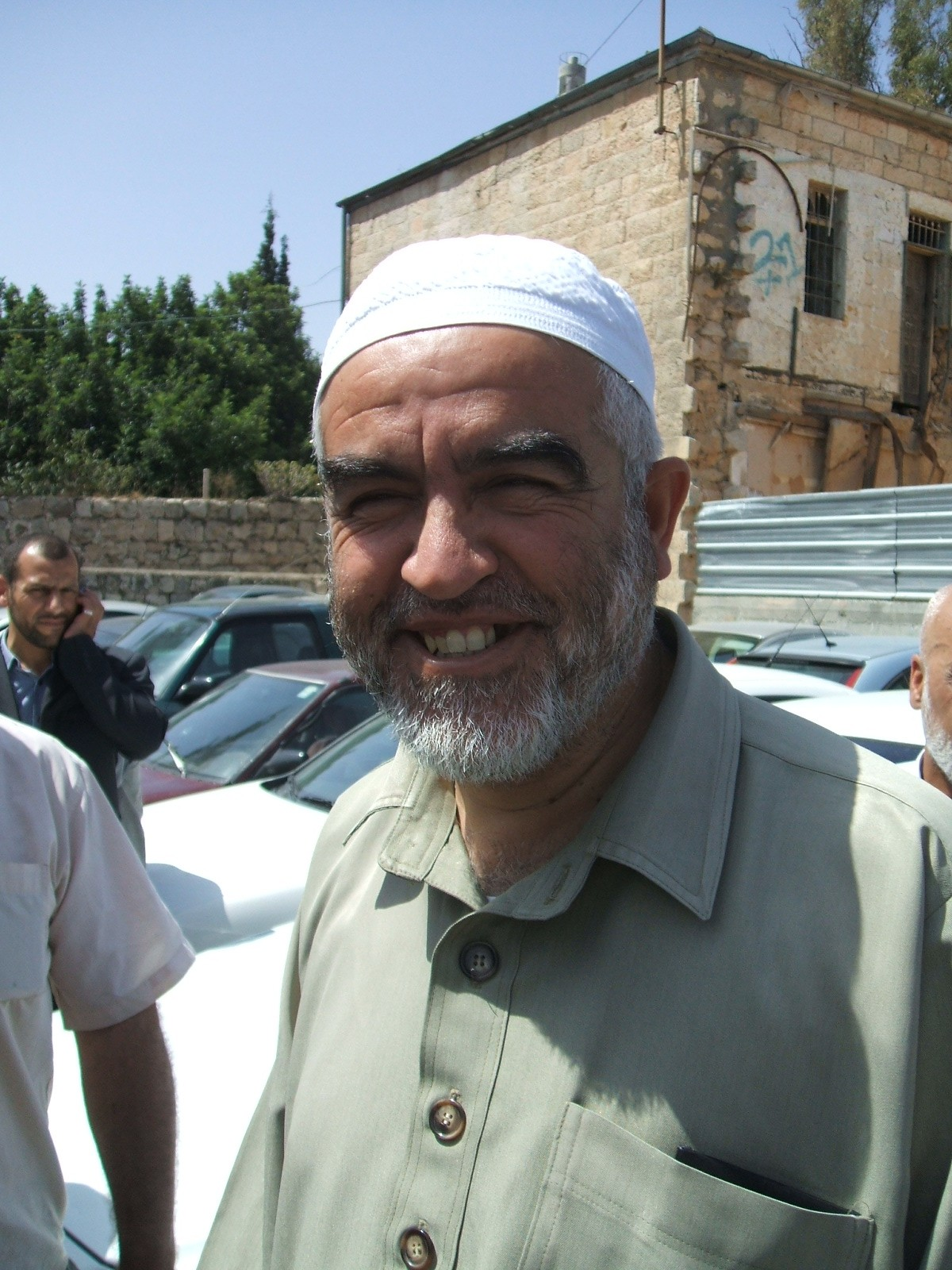
الشيخ رائد صلاح، رئيس الحركة الإسلامية - الجناح الشمالي.

- الشيخ رائد صلاح، رئيس الحركة الإسلاميّة في الداخل الفلسطيني.[46]
- الشيخ مشهور فوَّاز، رئيس المجلس الإسلامي للإفتاء في الداخل الفلسطيني.[47]
- الشيخ خالد حمدان، رئيس بلديّة أم الفحم سابقًا.
- الشيخ رائد فتحي، مُحاضر في كُلِيَّة الدعوة والعُلوم الإسلاميَّة في مدينةِ أم الفحم.[48][49]
- د. سمير محاميد، مدير المدرسة الأهليّة سابقًا ورئيس البلدية الحالي.
- د.عفو إغباريَّة، طبيب وعُضو سابق في البرلمانِ الإسرائيليّ «الكنيست».[50]
- رجا إغباريّة، رئيس حركة أبناء البلد في مدينةِ أم الفحم.
- سعيد أبو شقرة، فنّان ومُدير صالة العرض للفُنون.
- توفيق عسليّة جبارين، قاضٍ وأوَّل رئيس مُعيَّن لمجلسِ أم الفحم المحلّي (عام 1960).[16]
- علي الفارس محاميد، أحد أهمّ قيادات ثورة فلسطين الكبرى (1936 - 1939).
- أحمد الفارس محاميد، أحد أبرز ثوّار ثورة فلسطين الكبرى (1936 - 1939).

وغيرهم...

## الاقتصاد

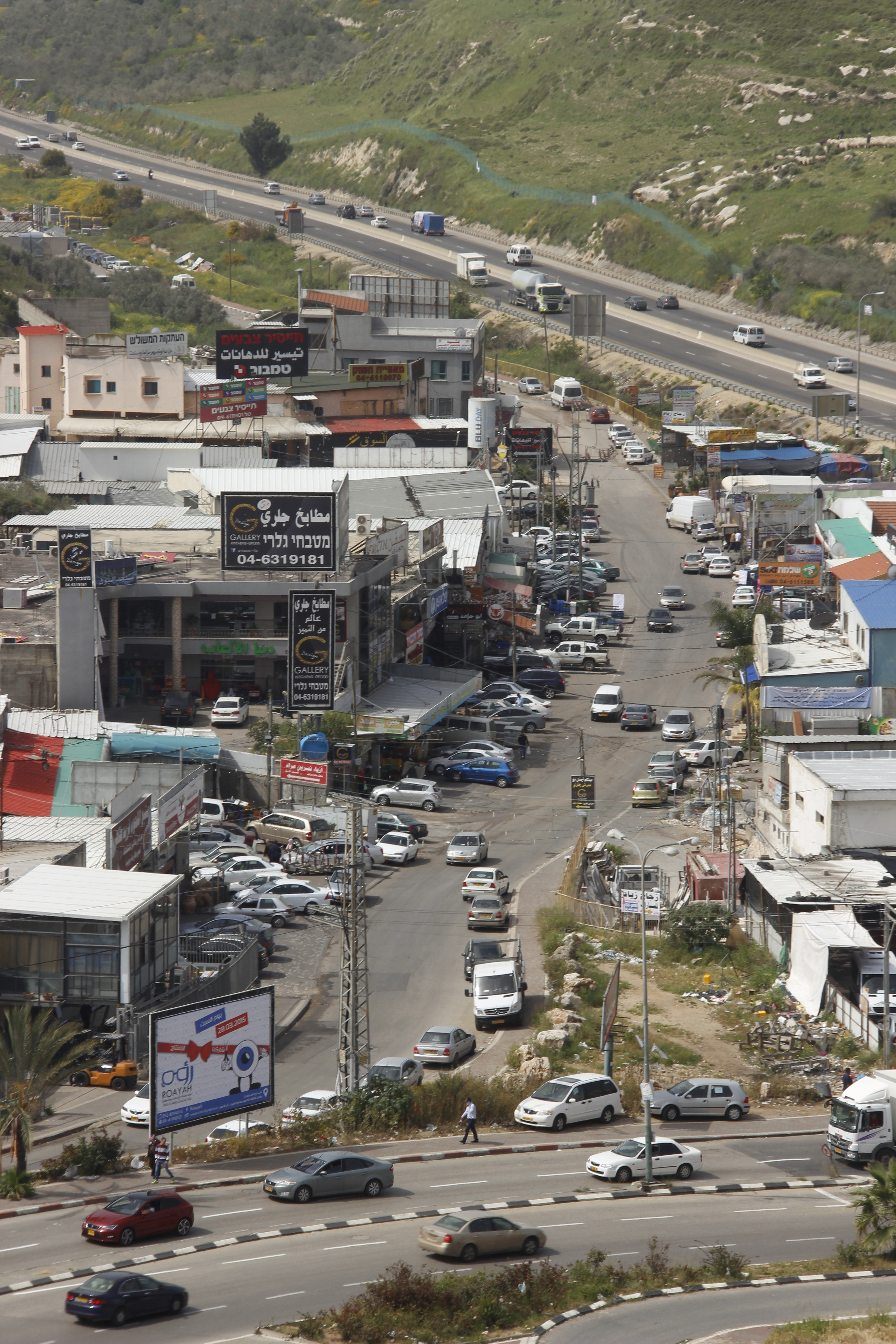
شارع السُّوق، حيثُ تنتشرُ على امتدادهِ الكثير من المحلَّاتِ التجاريَّة، والّتي تكون مقصد المُسافرين على طريقِ وادِ عارة.

في أواخرِ القرن التاسع عشر أصبحت أم الفحم مركزًا تجاريًّا يُؤمّها أهالي قُرى الرُّوحة والمنسي وقسمٌ من جاراتِها مثل عانين وعرعرة، إذ كان تُجّار أم الفحم يملكون حوانيت القماش الَّذي كانوا يحضرونهُ من دمشق وبيروت، وكذلك عندهم تُجّار المُؤن وكلّ ما يحتاجه كلّ بيت. وإلى يومِنا هذا ما زالت تُعتبر أم الفحم إحدى أهمّ المراكز الاقتصاديّة في المنطقةِ وللقُرى المُجاورة في وادِ عارة، إذ تحتوي على العديد من ورشاتِ العمل والمصانع في شتّى المجالات، منها معامل الزجاج، الطباعة، مواد البناء، الأثاث وغيرها.
تكثرُ في أمّ الفحم المُجمّعات التجاريّة، كما وتحوي على شارعٍ باسمِ «شارعِ السُّوق» ينتشرُ على امتدادهِ الكثير من المحلَّاتِ التجاريَّة. وجديرٌ بالذكر أنّ المنطقة الصناعيَّة ما زالت قيد الإنشاء والَّتي ستُوفّر العديد من الفوائد؛ كتوفيرِ فُرصِ العمل، واجتذاب الاستثمارات الأجنبيَّة، وتوسيع رُقعة البُنية الأساسيَّة من الخدماتِ في المدينة.
تاريخيًّا
عندما أُعلنت الحرب العالميّة الثّانية في الأربعينيات أقامت الحُكومة البريطانيّة العديد من المشاريع أبرزها بناء مراكز الشُرطة في اللجُّون وجنين وغيرها؛ حيثُ عمل ببنائها قسمٌ كبير من عُمّالِ أم الفحم، وكذلك عُبّدت الطّريق من العفُّولة إلى عارة فاستوعبت قسمًا كبيرًا من العُمّالِ الفحماويّين، وأُقيم أيضًا مطارًا في أرضِ أم الفحم قُرب اللجُّون فعمل بإنشائهِ الكثير من أبناءِ أمّ الفحم، وكذلك فُتحت الأعمالُ في حيفا فسافر إليها البعضُ من أهالي أم الفحم للعملِ بها، وقد ارتفعت أسعار الحُبوب والخُضار فانتعشت الزراعة في أمّ الفحم وأصبحت تأتي بمدخولٍ جيّد.
في هذهِ الفترة تحسّنت الأوضاعُ الاقتصاديَّة بشكلٍ كبير فشرع أهالي أم الفحم بتعبيدِ الشّارع من حيِّ عين إبراهيم إلى الميدان على حسابِهم الخاص؛ حيثُ دفع كُلّ رجل ليرة واحدة فسُمّي «بمشروعِ الليرة». وقد قاموا أيضًا بمدِّ مواسير مياه من عينِ النّبي إلى الميدان، وقد بنوا خزّانًا فيهِ حنفيّات، فاستراحت نساءُ أم الفحم من نشلِ المياه من العين. وفي ظلِّ هذه الأوضاع الاقتصاديَّة المُمتازة تمّ بناء أربعة صُفوف زيادةً على الخمسة في المدرسةِ الابتدائيَّة، وقد توحّد أصحاب باصات أم الفحم وأسّسوا «شركة باصات اللجُّون».

## النقل والمُواصلات
( قائمة خطوط الحافلات في أم الفحم)

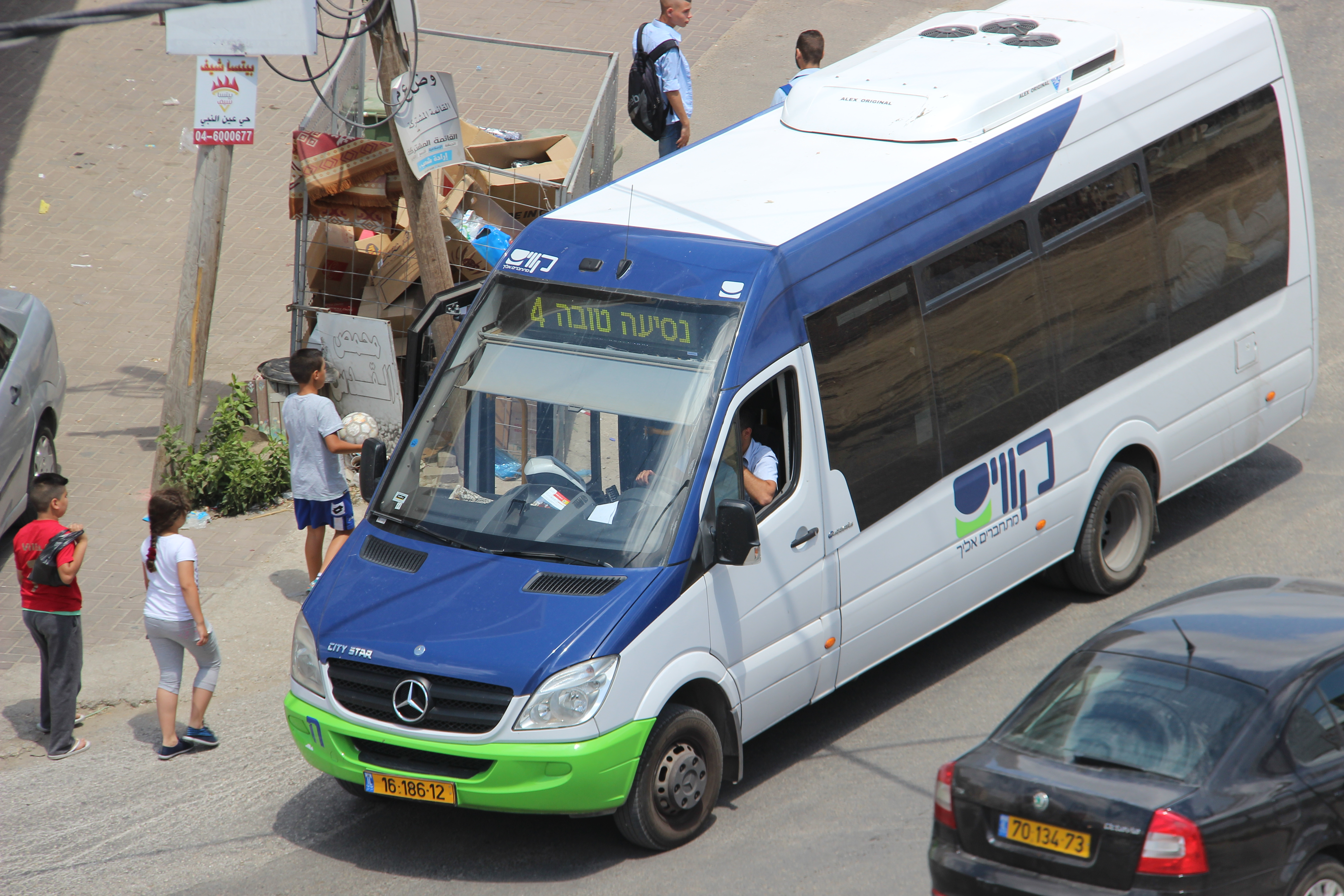
إحدى حافلات شركة كاڤيم «خط 4» خلال عبورها مفرق العيون، يونيو 2015.

في بادئِ الأمرِ كانَ سُكَّان أم الفحم كسائرِ باقي القُرى يتنقّلون بواسطةِ الحمير والخيول والجِمال والّتي كانت تُستخدم أيضًا لنقلِ البضائع من مكانٍ إلى آخر، حيث اُستخدمت لنقلِ الأغراض والحمولات كمحاصيلِ القمح والقش والفحم والزيتون وغيرها. في فترةِ الانتداب البريطانيّ، ظهرت وسائل مُواصلات جديدة ومُتطوّرة كالسيّارات لكنَّها كانت قليلة آنذاك، أمَّا الباصات فكان هُناك شركة باصات في منطقةِ اللجُّون القريبة من أمّ الفحم، سُمّيت «بباصاتِ اللجُّون» وفي عام 1937 وصل عدد باصاتها إلى سبعةِ باصات. كان لها خُطوط في كُفر قرع، عرعرة، حيفا وجنين ومن ثُمّ بالتناوبِ مع شركة «خلف» من طُولكرم بتسيير خطّ حيفا – أم الفحم، عرعرة، باقة، جت وطُولكرم.

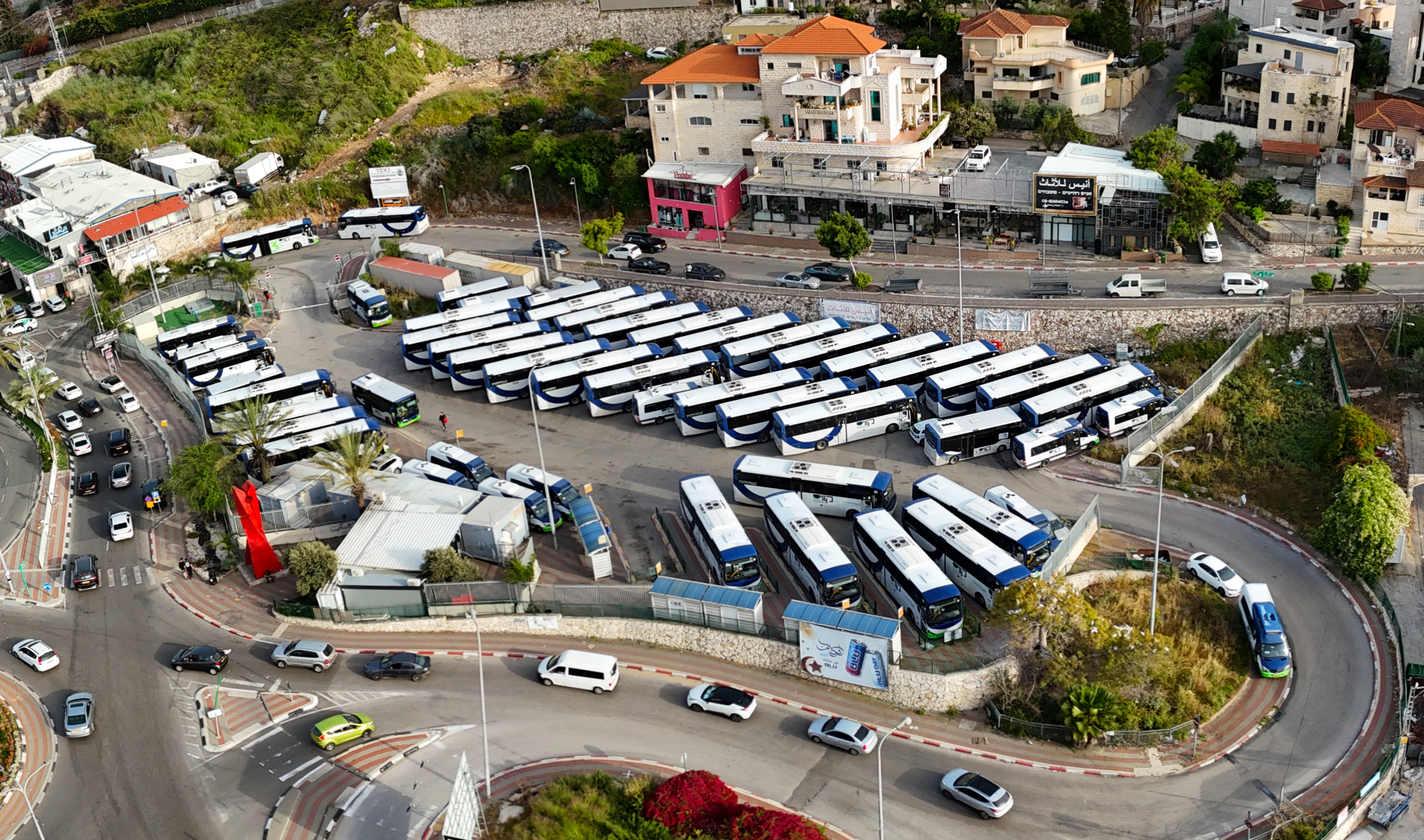
المحطة المركزية، لا تعمل معظم الخطوط يوم السبت.

أمَّا في فترةِ الحُكم العسكريّ بعد قيامِ دولة إسرائيل؛ بدأ ظُهور المركبات ووسائل النقل بشكلٍ أكبر، فبدأ يعمل خطٌّ للباصات على طريقِ وادِ عارة، وفي سنواتِ الستينيات دخلت الباصات إلى أمّ الفحم، ابتداءً من يوليو 2013 قامت شركة «كاڤيم للنقل العام محدودة الضمان» (بالعبرية: קווים תחבורה ציבורית בע"מ) بتفعيلِ المُواصلات العامّة داخل مدينة أم الفحم بهدفِ خدمة السُكّان وتسهيل تنقلهم ووصولهم من مكانٍ إلى آخر داخل أحياء المدينة وكذلك ومن وإلى القُرى المُجاورة. كما أنشأت بلدية أم الفحم مجمع باصات داخلي لتنظيم المواصلات الداخلية في المدينة.
مُعظم خطوط الحافلات التي تعمل في المدينة تُشغلها شركة كاڤيم. كما يوجد خط رقم 298 من شركة متروبولين المخصص لخدمة الطلاب الأكادميين حيث ينطلق من أم الفحم مرورًا ببعض البلدات العربية ويُنهي مساره في الكلية الأكاديمية بيت بيرل قرب كفار سابا. وهُناك العديد من الحافلات من شركة إيچد والناصرة للنقل والسياحة التي تتوقف في محطة الحافلات عند مفترق أم الفحم أثناء عبورها من شارع 65.

### المحطة المركزية
مُعظم خطوط الحافلات التي تنطلق من محطة أم الفحم المركزية تُشغلها شركة كاڤيم بمجموع ستة عشر خطًا، بالإضافة إلى أربعة خطوط تُشغلها شركة سوبربوس. وفي السابق كان هناك خطين من شركة الناصرة للنقل والسياحة هما الخط رقم 724 الذي أُلغي عمله بقرارٍ من وزارة المواصلات في فبراير 2021، والخط رقم 750 الذي أُلغي دخوله إلى محطة أم الفحم المركزية ابتداءً من ديسمبر 2022 لكنه يتوقف في محطة مفرق أم الفحم خلال عبوره من شارع 65.

### محطة شارع 65
يقع في مفترق أم الفحم على شارع 65 محطتان حيويتان للحافلات، إحداهما باتجاه الخضيرة جنوبًا، والأخرى باتجاه العفولة شمالًا. تُعَدُّ هذه المحطات نقاط توقف أساسية لنظام النقل العام في المنطقة، حيث تتوقف بهما عدد كبير من الحافلات التي تربط أم الفحم بالمواقع الأخرى من البلاد. تمر هذه الحافلات عبر مناطق تضم العديد من المؤسسات والمنشآت الهامة مثل المستشفيات والجامعات ومحطات القطار، التي توفر وسيلة نقل إضافية، بالإضافة إلى مواقع العمل والشركات والدوائر الحكومية. ولا يقتصر وصول هذه الحافلات على المناطق العربية فحسب، بل يمكن الوصول من خلالها إلى المناطق اليهودية. تدير هذه الخطوط شركات نقل عام معروفة مثل إيجد، وكاڤيم، وسوبربوس، إلى جانب عدد من الشركات الأخرى.

### المركبات

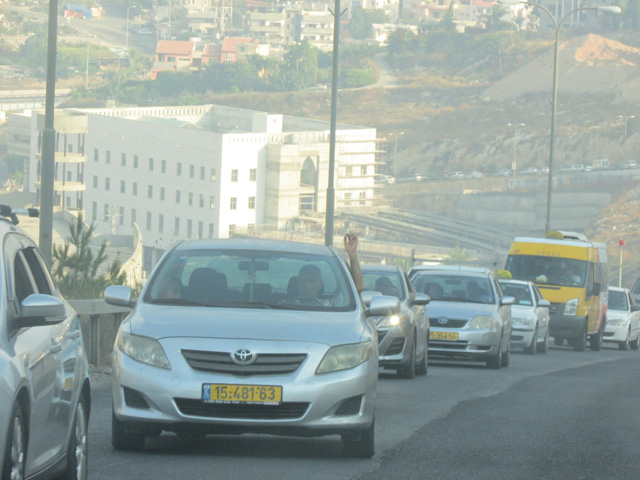
أزمة سير في شارع القدس. عام 2015

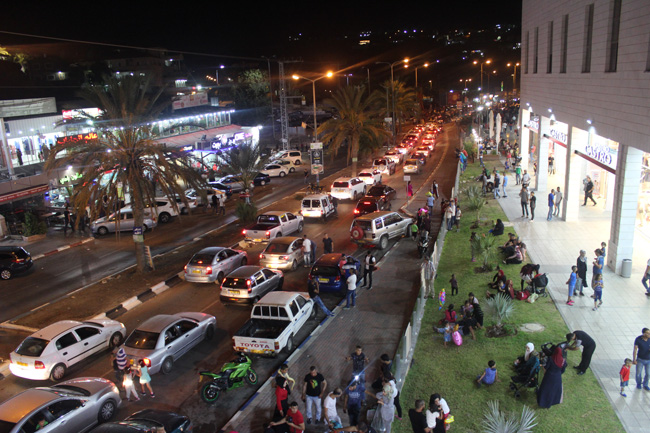
أزمة سير عشية عيد الأضحى. عام 2016

يُبين الجدول التالي تطور أعداد المركبات في أم الفحم خلال السنوات 1980 - 2022.
| السنة                        | المجموع | نوع المركبة | نوع المركبة | نوع المركبة | نوع المركبة | نوع المركبة  | نوع المركبة | نوع المركبة |
| السنة                        | المجموع | شحن         | أجرة        | خاصة        | حافلات      | حافلات صغيرة | درجات نارية | آخر         |
| ---------------------------- | ------- | ----------- | ----------- | ----------- | ----------- | ------------ | ----------- | ----------- |
| 1980                         | 511     | 270         | 13          | 221         | 2           | -            | 5           | -           |
| 1985                         | 1,093   | 420         | 29          | 635         | 3           | -            | 5           | 1           |
| 1990                         | 2,044   | 583         | 29          | 1,406       | 14          | -            | 7           | 5           |
| 1995                         | 4,085   | 918         | 30          | 3,058       | 22          | 45           | 10          | 2           |
| 2000                         | 5,701   | 1,345       | 56          | 4,158       | 16          | 90           | 35          | 1           |
| 2005                         | 7,985   | 1,834       | 59          | 5,878       | 26          | 143          | 44          | 1           |
| 2010                         | 11,490  | 2,340       | 60          | 8,760       | 25          | 138          | 164         | 3           |
| 2015                         | 15,978  | 2,716       | 53          | 12,518      | 34          | 101          | 550         | 6           |
| 2020                         | 21,888  | 2,930       | 31          | 18,021      | 45          | 106          | 741         | 14          |
| 2022                         | 24,210  | 3,014       | 34          | 19,874      | 61          | 112          | 1,101       | 14          |
| المصدر: مكتب الإحصاء المركزي |         |             |             |             |             |              |             |             |

## العمارة والتخطيط الحضري

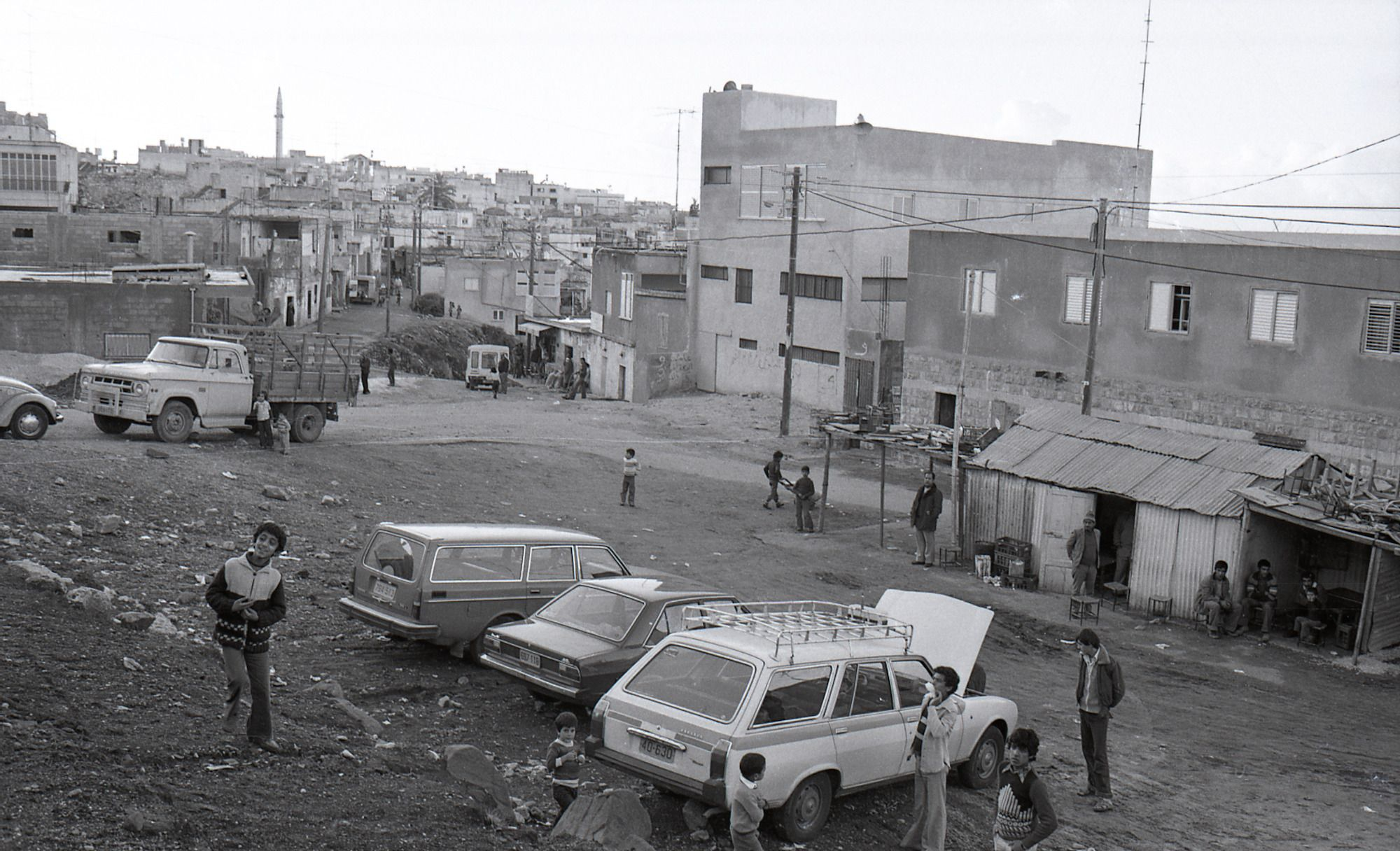
الميدان عام 1977

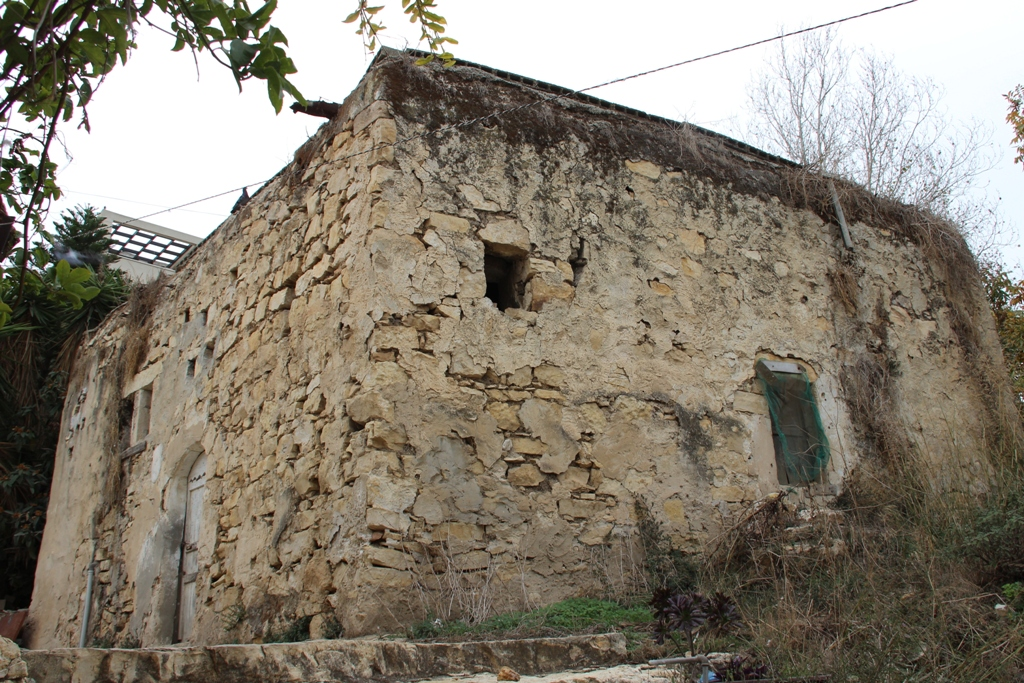
أحد المنازل القديمة في منطقة الجبارين.

كانت البيوت القديمة في أمّ الفحم قبل عام 1948 تتميّز بوُجودِ الخوابي والقطوع فيها والّتي لها القناطر، وكان يسكن فيها العائلات والدواب، وكانت أسقُف هذه المباني من الأخشاب التي كانوا يحضرونها من الأحراشِ ويضعون فوقها البلان «النتش»، بالإضافة إلى وابل من التُرابِ الناشف، ثمّ يضعون عليه الطين اللزج الّذي كانوا يحضرونه من تلالِ السلطانة، لأنّ هذه التُربة إذا ما مُزجت مع التبن تكون كالكلس أو الأسمنت.
كان في أمّ الفحم أكثر من خمسينِ عقدًا وهذه العقُود كانت تُبنى بالحجرِ المشبوط «القصم» وكانت طينتها من الشيد ورماد الطوابين، وسقفها كالقُبّةِ تُبنى بحجرٍ يُسمّى «الريش» أو «الكلس» وكان هذا العمار يُعمِّرُ لمئاتِ السنين. أقدم عقد في أمّ الفحم هو عقد مسجد عُمر بن الخطّاب في حارةِ المحاجنة والّذي هُدم فيما بعد.
أوّل البنايات الّتي سُقفت بالأسمنت في أمّ الفحم هي مدرسة أم الفحم (ابتدائيّة الزهراء اليوم) والّتي بُنيت عام 1925، بعدها بيت «خضر حسن علي» والّذي بُني عام 1930، ولم يُسكب غيرهما حتّى عام 1936. حتّى عام 1947 كانت البيوت الّتي سُقفت بالأسمنتِ قليلةٌ جدًّا.

### الأحياء
تنقسم مدينة أم الفحم شأنها شأن جميع المدن والقرى إلى حارت وأحياء تحمل أسماء مختلفة. تضم المدينة أربع مناطق سكنية رئيسية محاذية ومتلاصقة، وهذه المناطق هي: الإغبارية، والمحاجنة، والمحاميد، والجبارين. الإغبارية تقع في الجهة الشرقية الشمالية من المدينة وهي الأكبر مساحةً، بينما تقع المحاجنة في الجهة الغربية الشمالية، والمحاميد في الجهة الجنوبية الغربية، والجبارين في الجهة الجنوبية الشرقية. هذه المناطق تضم العديد من الأحياء كما يلي:

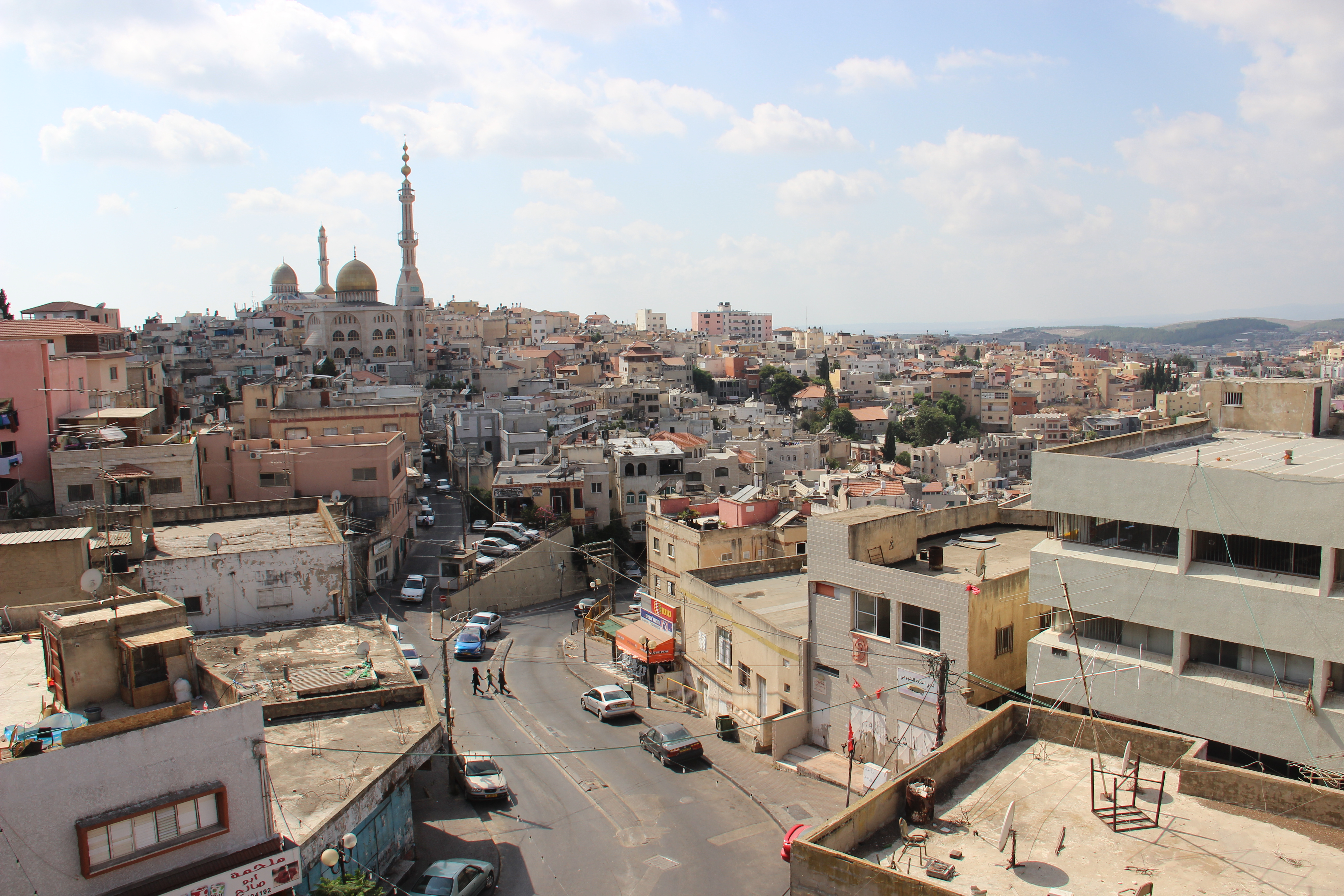
حيّ الميدان، منطقة الإغباريّة؛ يُعتبر حيٌّ مُهم تاريخيًّا إذ كان يقصدهُ أهالي أم الفحم لسماعِ الأخبار ومعرفة ما يجري من أحداثٍ، وفيهِ قامت اتفاقيّة تسليم أم الفحم لإسرائيل وفقًا لاتفاقيّة الهُدنة في 20 أيّار عام 1949.

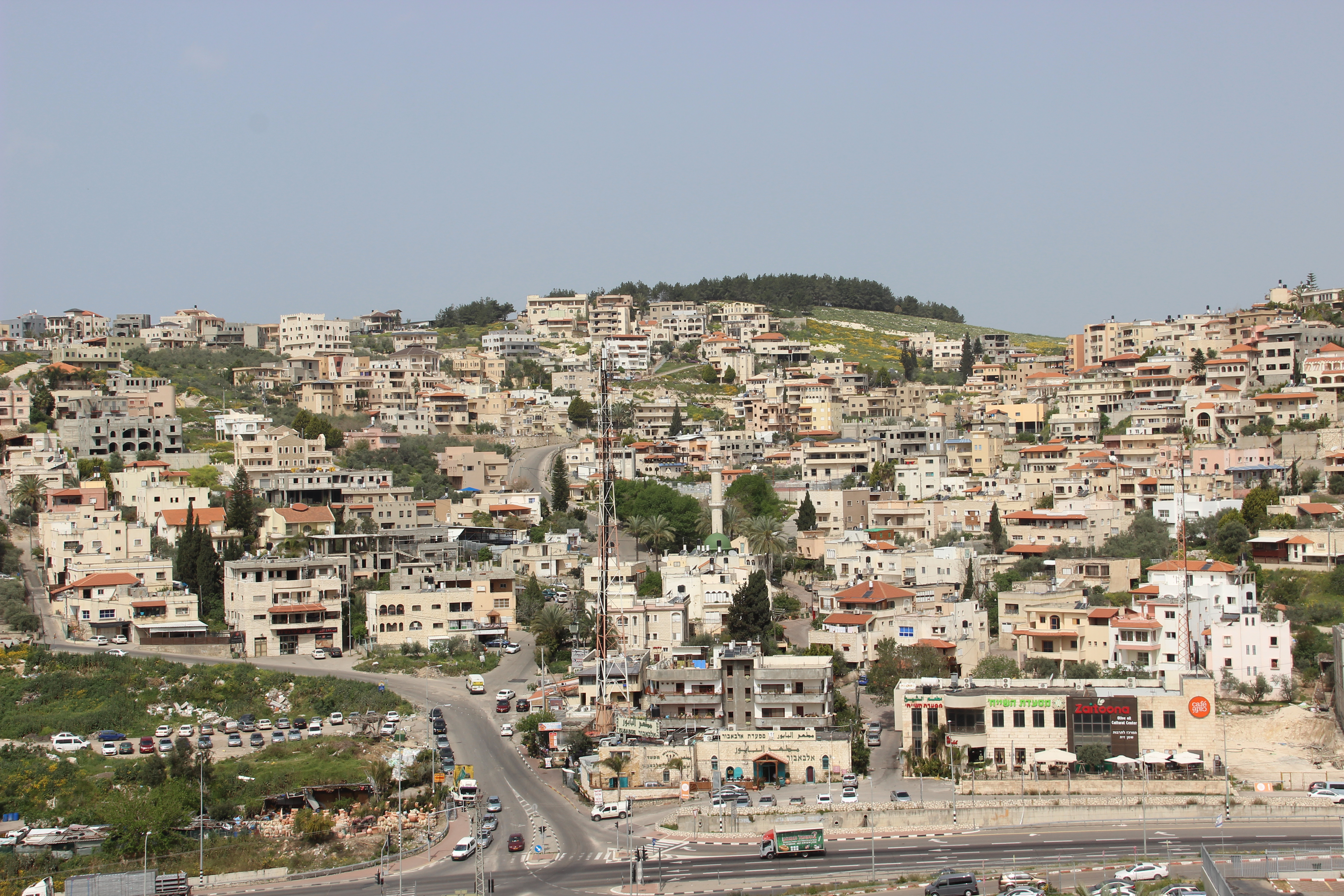
حيّ عين إبراهيم، الّذي يفصلهُ عن المدينةِ طريق وادِ عارة، ويُذكر أنّ تمّت تسميته بهذا الاسم نسبةً للنبيّ إبراهيم ؛ الّذي مرّ من هذهِ المنطقة وقد روي من العينِ الموجودة فيها عام 1805ق.م.

| الميدان | الخانوق | العُيون   | عين الشعرة |
| الشرفة  | البير   | المِحجر   | الظَّهِر      |
| الكينا  | الخلايل | البراغلة | الجدُّوع     |

| الباطِن   | الغزالات | البيادر   | السلطانة    |
| المصّايات | الشيكون  | رأس الهيش | عراق الشباب |

| الخُضور   | عين الذَّروِة | عين جرّار | قَطايِن الشُّومَر |
| عين خالد | أبو لاحِم   | الشّاغور  |              |

| إسكندر      | الست خيزران | بيدر دبالة  | الأقواس     |
| عين النبي   | الملساء     | عين التينة  | أم القهاقير |
| عين المغارة | عين الوسطى  | وادي النسور |             |

| عين إبراهيم | قحاوش | عين الزيتونة | البيار  |
| وادي ملحم   | سويسة | عقادة        | المُعلّقة |
| أبو نوفل    | رُبزة  | العرايش      |         |

### المُؤسّسات
تضم أم الفحم العديد من المؤسسات المختلفة؛ ففيها مركز شرطة ومحطة إطفاء وفرع لمؤسسة التأمين الوطني، والعديد من المدارس، الكليات، العيادات، البنوك والبريد وغيرها، بالإضافة إلى العديد من المراكز الثقافية والتربوية.
في عام 1960 أُفتتح أول بنك في أم الفحم وهو فرع للبنك العربي الإسرائيلي من مجموعة بنك لئومي ليسرائيل. وفي عام 1975 اُفتتح فرع لبنك العمال (هبوعليم). وفي عام 1982 اُفتتح فرع لبنك "باركليز ديسكونت" الذي تغير اسمه إلى ماركنتيل ديسكونت. كما هناك فروع لكل من بنك مزراحي تفحوت، بنك القدس (يروشلايم)، وبنك ماساد. في أم الفحم يوجد أربعة فروع للبريد؛ وهي الفرع الرئيسي في شارع المدينة، فرع المحاجنة، فرع الشاغور، وفرع شارع القدس.
في 1 نوفمبر 2021 اُفتتح رسميًا مكتب الداخلية "مِسرَاد هَبنِيم" في أم الفحم. ليقدم خدماته المختلفة لأهالي المدينة والبلدات المجاورة، بعد أن كانوا يضطرون للسفر إلى المدن اليهودية المجاورة. ويقدم خدمات مثل إصدار بطاقات الهوية، جوازات السفر، تغيير عنوان السكن، إصدار شهادات ميلاد، إصدار ملحقات لبطاقات الهوية، وغيرها.
من المُؤسّسات في أم الفحم:
| مركز الشرطة في مطلع ثمانينيات القرن الماضي شهدت أم الفحم افتتاح مركز للشرطة، لكنه أُغلق بعد فترة قصيرة، وكانت شرطة وادي عارة "عيرون" تقوم بالحضور إلى المدينة عند الحاجة. استمر الحال هكذا حتى 5 فبراير 2003، حيث اُفتتح مركز شرطة في حي قحاوش المطل على الشارع الرئيسي لواد عارة. في مُنتصف العام 2023 انتقل المركز إلى مقره الجديد المكون من سبعة طوابق في حي الظهر، ويتولى قيادة المركز حاليًا المقدم «إيال شاحار». |
| محطة الإطفائية وُضع حجر الأساس لمحطة الإطفائية في أم الفحم في 5 يونيو 2001 تحت رعاية نائب وزير الداخلية دافيد أزولاي ونائب متصرف لواء حيفا في وزارة الداخلية لبيب نصر الدين ورئيس بلدية أم الفحم الشيخ رائد صلاح، ومُمَثلي خدمات الإطفائية القُطرية. قبل إقامة المحطة كانت تأتي سيارة الإطفاء من الخضيرة إلى أم الفحم بعد 30 - 40 دقيقة من البَلاغ، وعند وصولها تكون النيران قد التهمت أجزاء كبيرة أو أن الأهالي قد قاموا بالفعل بإخماد النيران بجهودهم دون تدخل الإطفاء، وفي أحيانٍ أُخرى كان يرفض طاقم إطفائية الخضيرة من المجيء بذريعة الخوف من دخول أم الفحم. |
| المركز الجماهيري تأسّس المركز الجماهيري في حيِّ الغزالات عام 2010 على مساحة 4,000 متر متربع. يُعتبر من أهمِّ المراكز في المدينةِ وهو مُخصّص لخدمةِ جميع الأجيال من جيلِ الطفولة المبكرة حتّى المُسنين وذلك باحتوائهِ على العديدِ من الأقسامِ المُهمّة ومنها: قسم الشبيبة، وحدة الأولاد من 6-12 سنة، وحدة التطوُّع والعمل الجماهيريّ، وحدة الوالديّة والأُسرة، وحدة الكبار وذوي الاحتياجات الخاصّة، وحدة الفنون والثقافة وقسم الرياضة. كما ويحوي على العديدِ من الغُرفِ التدريسيّة، القاعات وورشات العمل وكذلك يحوي على قاعةٍ رياضيّة، وقاعة المسرح؛ التي تستوعب لأكثرِ من 500 شخص.        |
| مكتبة ابن زيدون العامّة تأسّست مكتبة ابن زيدون العامَّة في حيِّ المصّايات عام 1978. وفي 9 مايو 2018 تم افتتاح المكتبة الجديدة بجانب المدرسة الأهلية الثانوية. تحتوي المكتبة على الآلافِ من المُؤلّفات العلميّة والأدبيّة والموسُوعات وكُتبَ المُطالعة في شتّى المجالات، كما ويتواجد فيها الكُتبَ المُترجمة من اللُغتي الإنجليزيّة والعبريّة وغيرها، وكذلك تُوفّر إمكانيّة البحث في شبكةِ الإنترنت من خلالِ أجهزةِ حاسوب حديثة. |
| مركز العلوم والفنون تأسّس مركز العُلوم والفُنون (أشكول بايس) في حيِّ العُيون عام 1998 من قبلِ شركة اليانصيب الوطنيَّة "مفعال هبايس". يُعتبر أحد أهمّ المراكز التعليميّة والتربويّة الأساسيّة في المدينةِ، حيثُ يتمّ فيهِ تعليم العُلوم، والتكنولوجيا والفُنون في ساعاتِ الصّباح لطُلّابِ المدارس، أمّا في ساعاتِ بعد الظهر فيفتتح أمام الجمهور لإقامة فعّاليّات لامنهجيّة لكافّة الأجيال، فيحتضن الأمسيات والمسرحيّات وغيرها. ويحتوي على قاعةٍ تتسع لحوالي 200 شخص. |

### المُجمّعات

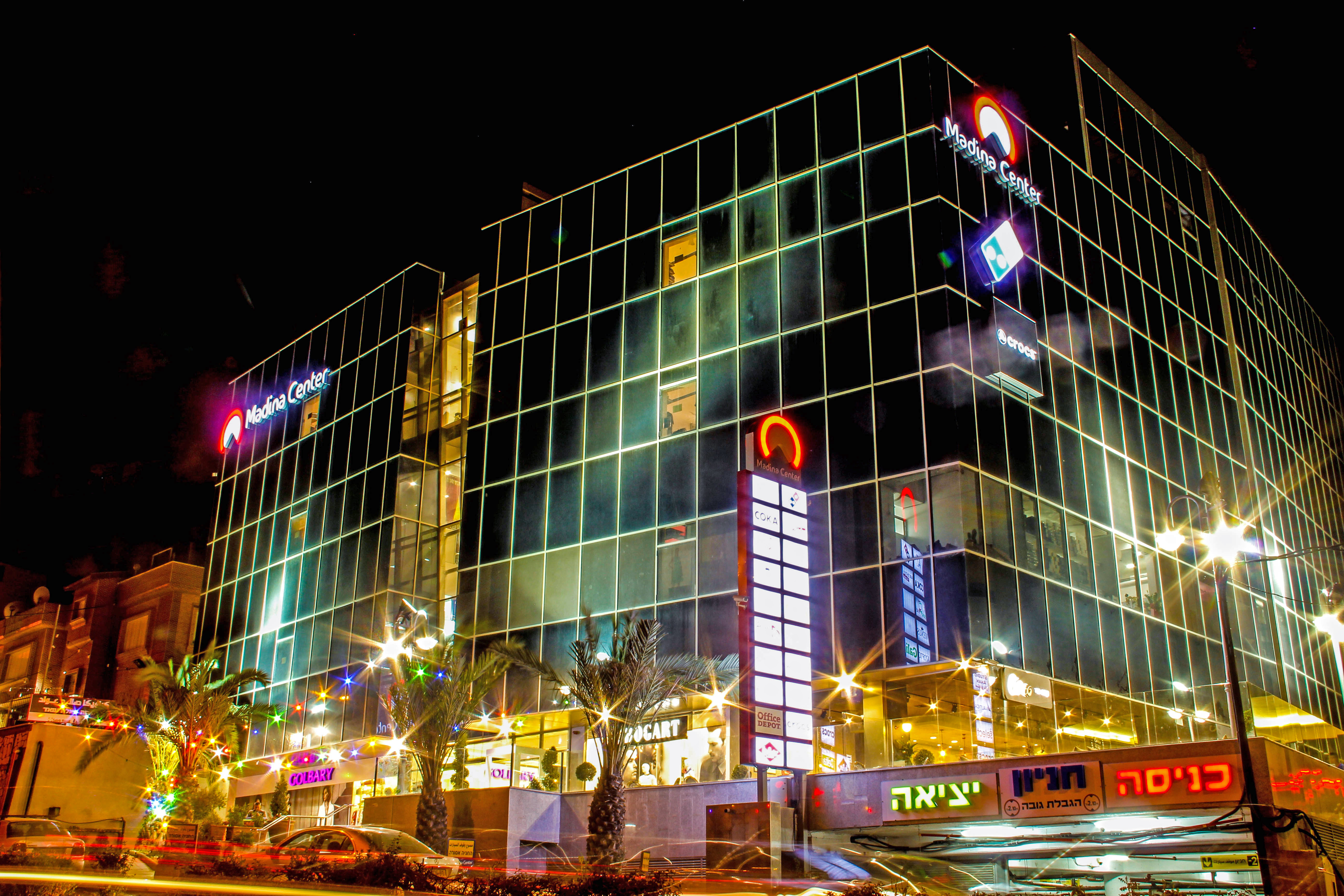
مُجمَّع "مدينة سنتر"، أحد مُجمَّعات أمّ الفحم الحديثة، افتتح في 24 يونيو 2014.

تكثرُ في أمّ الفحم المُجمَّعات التجاريَّة؛ إذ تحتوي على ستة مُجمّعات، وكثيرًا ما يقصدُها سُكّان المدينة، ومنطقة المثلث الشمالي، وسُكّان قُرى وادِ عارة، وهي:
| - مُجمَّع بوَّابة المدينة - مُجمَّع مدينة سنتر - مُجمَّع أبو دغش - مُجمَّع عبد اللطيف، اُفتتح في عام 2006 | - مُجمَّع الهرم، وهو المُجمَّع الأوَّل في أم الفحم، اُفتتح في عام 2001 - مُجمَّع سيڤين - مُجمَّع قصر المنار، أعمال البناء متوقفة |

### أماكن ترفيهيّة
يُعتبر مُنتجع الواحة منظومة مُتكاملة للنشاطِ الرياضيّ، السّياحيّ والترفيهيّ فهو يُمثّل منفذًا سياحيًّا جذّابًا يتناسبُ مع شرائحٍ مُختلفة من المُجتمعِ لما فيهِ من أوجُهِ الرّاحة والخُصوصيّة، فهو من أبرِز وأهمّ معالم أم الفحم الحديثة فيقصدهُ الكثير من السُكَّانِ العرب، يُعتبر مُنتجع الواحة من أكبرِ المُنتجعات في الوسطِ العربيّ في إسرائيل إذ يقوم على مساحةٍ تُقدّر بِـ 17 دونم، يحوي على العديدِ من المسابح الدّاخليّة والخارجيّة المُلائمة لجميعِ الأجيال، كما ويحوي على صالةٍ رياضيّة وعلى مدينة ملاهي ترفيهيّة للأطفال.

### المُتنزّهات

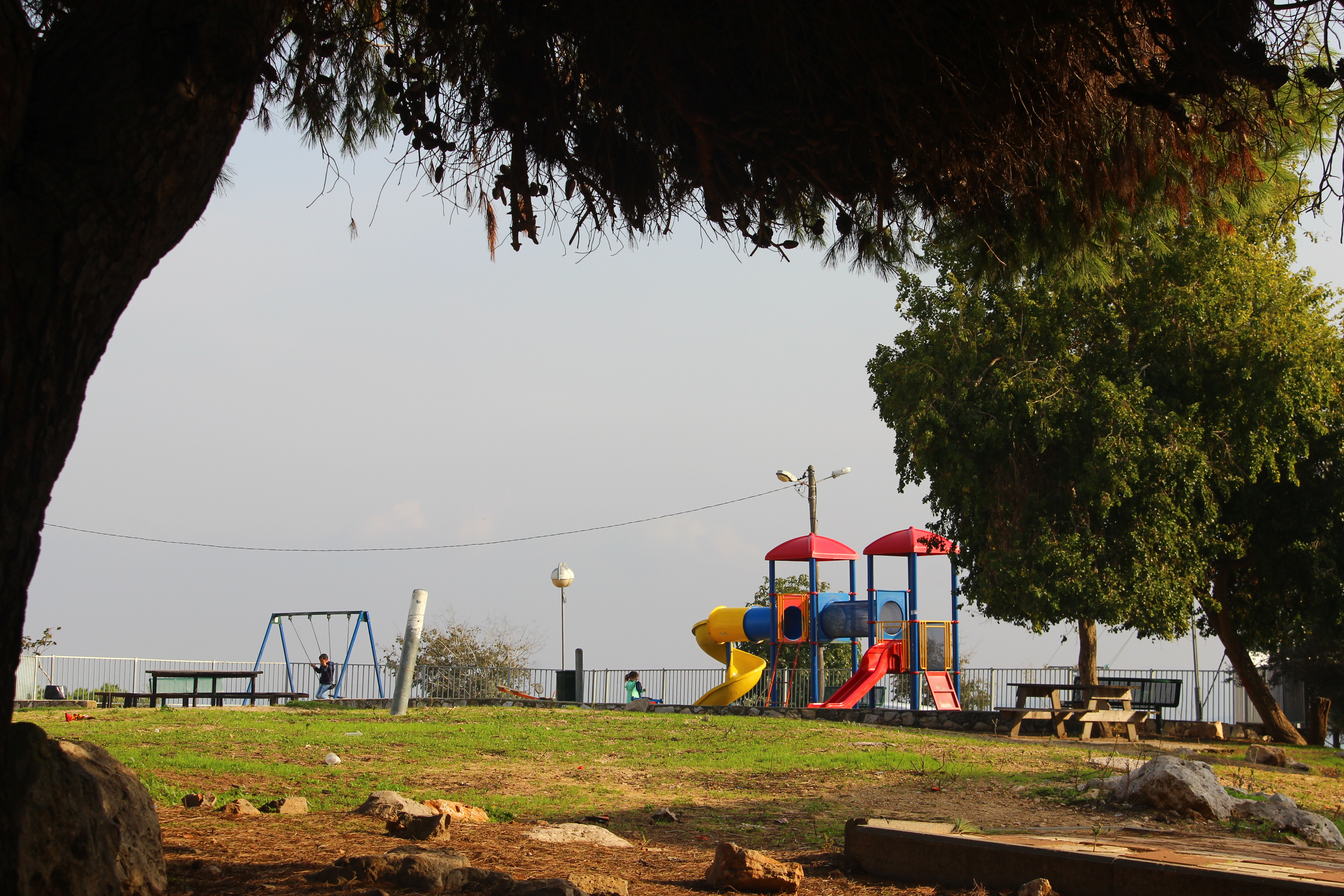
مُتنزَّه إسكندر.

تحوي أمّ الفحم على العديد من المتنزهات العامّة والحدائق الصغيرة المنتشرة بين أحياءها، وهي:
| - مُتنزّه إسكندر - مُتنزّه الباطن - مُتنزّه الخضور - مُتنزّه رأس الهيش | - مُتنزّه سويسة - مُتنزّه عين إبراهيم - مُتنزّه عين الشعرة |

### المساجد
تحوي أم الفحم على العديدِ من المساجدِ الحديثة، لكن هُناك أربعة مساجد قديمة بُنيت قبل عام 1948 في مراكزِ الحارات الأربعة، ثُمّ أُعيدَ بناؤُها وترميمُها على الطُرازِ الحديث. وهي:

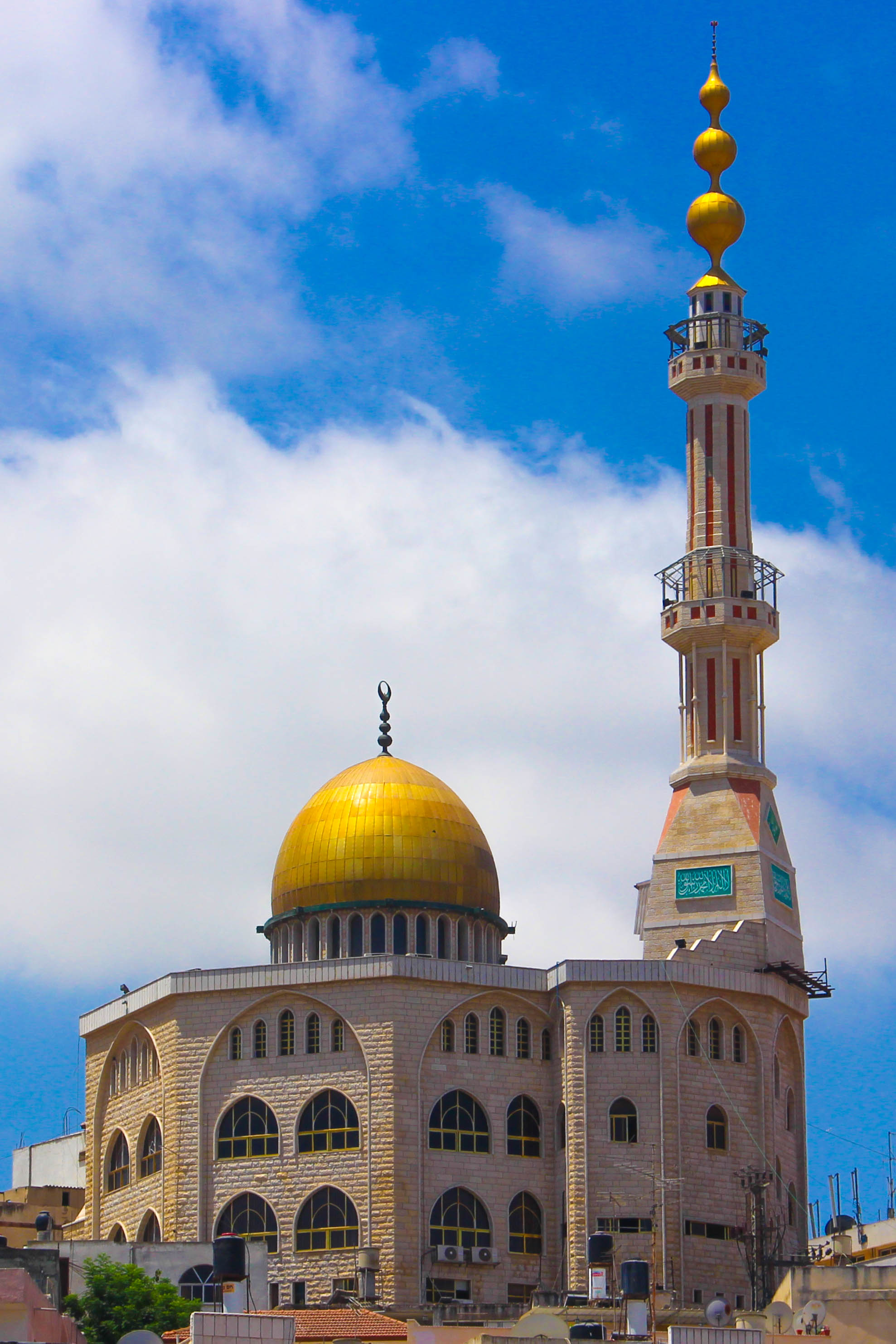
مسجد أبو عُبيدة بن الجراح في حارةِ الإغباريّة
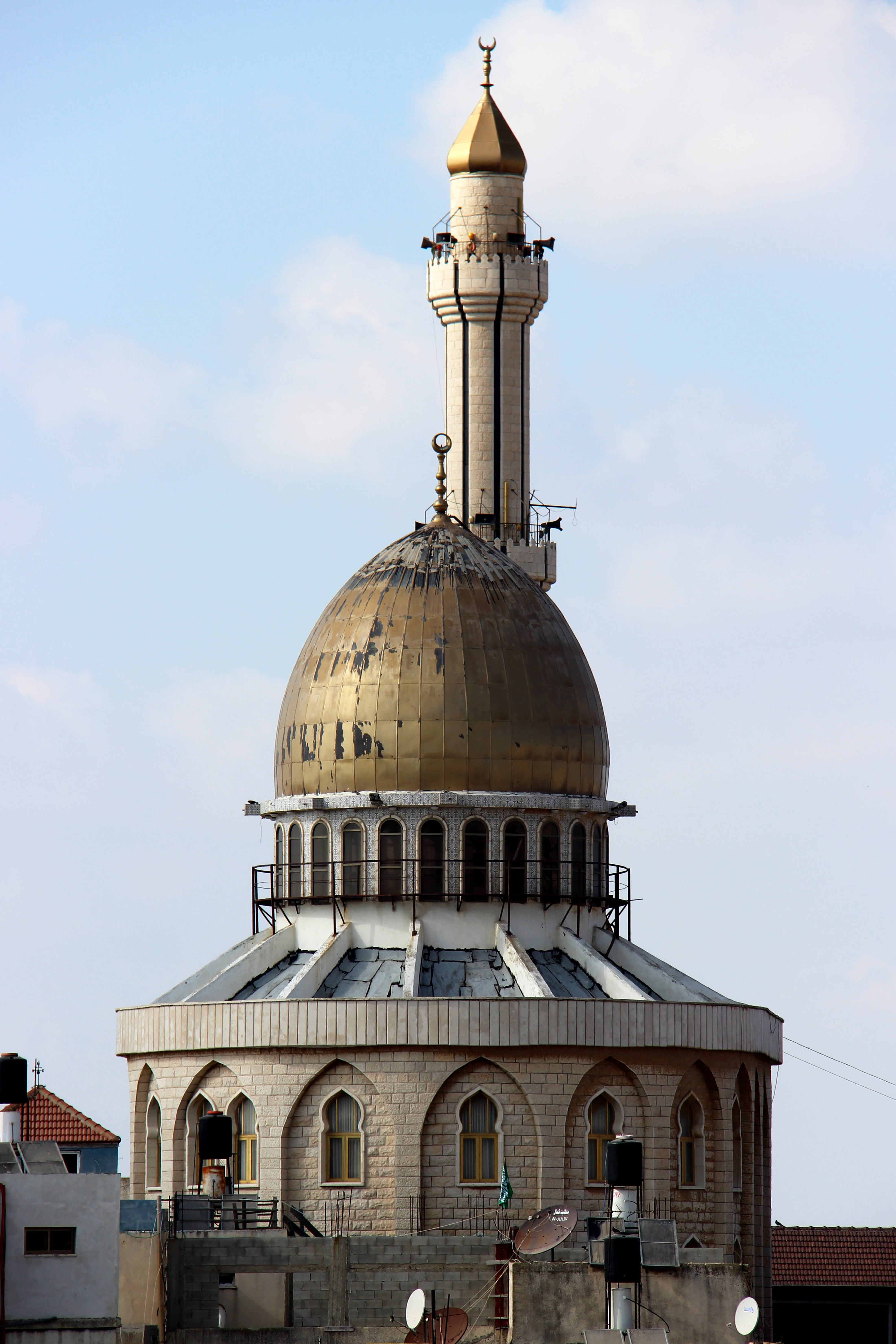
مسجد عُمر بن الخطّاب في حارةِ المحاجنة
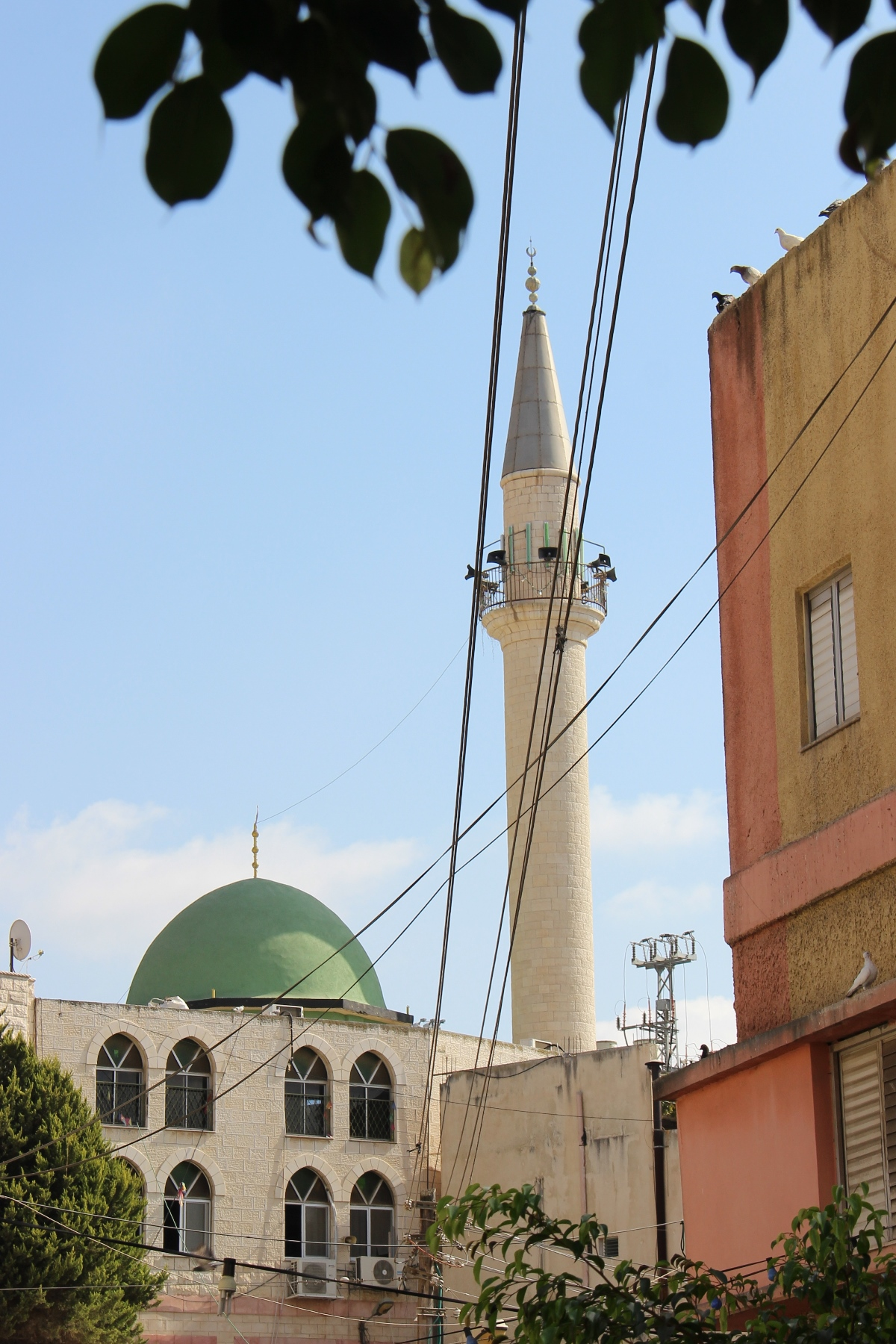
مسجد أبو بكر الصدّيق في حارةِ المحاميد
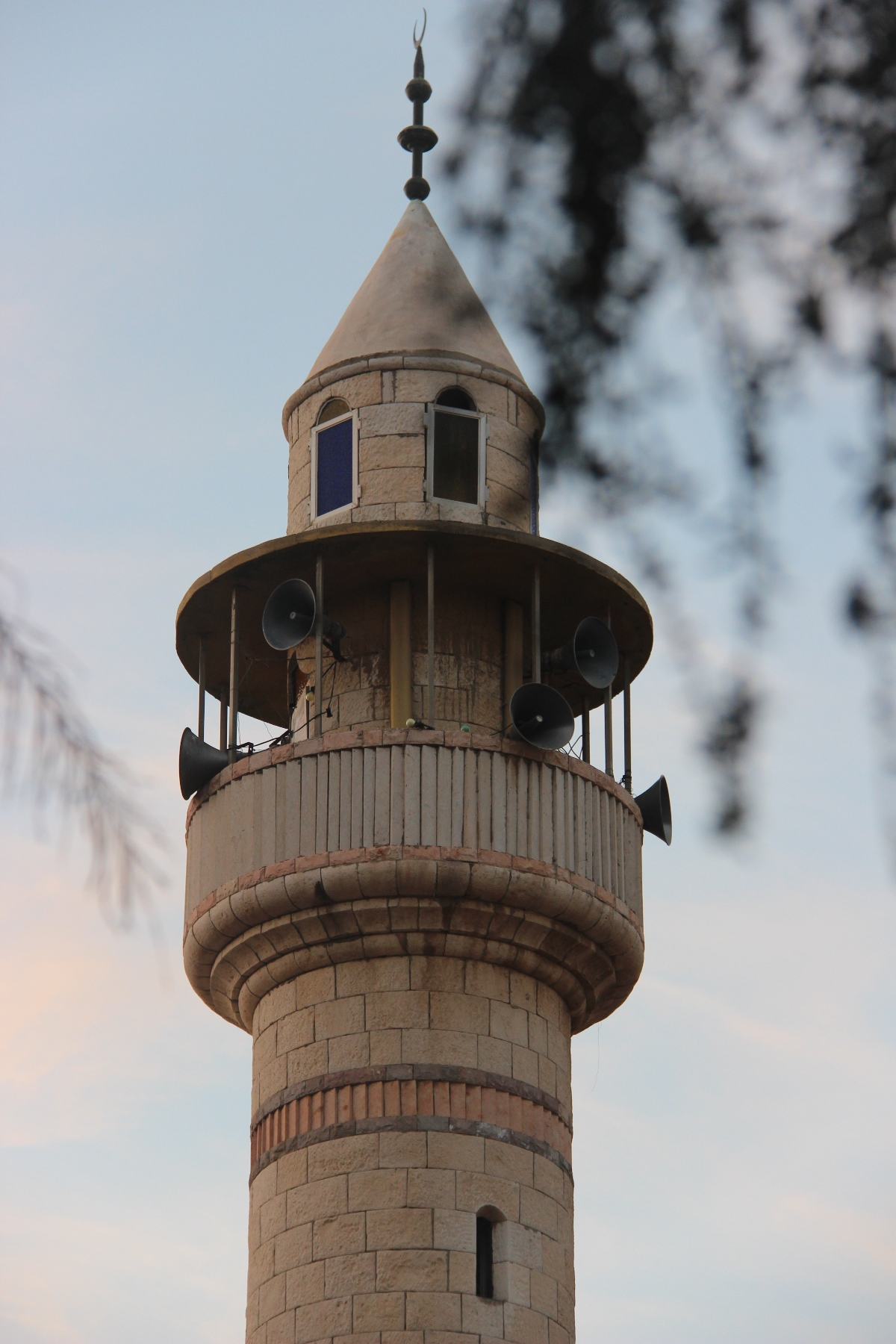
مسجد عُثمان بن عفّان في حارةِ الجبارين

وهُناك غيرها العديد من المساجدِ المُوزّعة بين أحيائها، وهي:
| المسجد             | الحي        |
| ------------------ | ----------- |
| ابن تيمية          | الباطن      |
| عبد الله بن مسعود  | المرمالة    |
| صلاح الدين الأيوبي | البراغلة    |
| طارق بن زياد       | الأندلس     |
| عز الدين القسام    | عين النبي   |
| بلال بن رباح       | عين جرار    |
| الأهليّة            | الظهر       |
| الهجرة             | عين الوسطى  |
| الفاروق            | الملساء     |
| قباء               | الشيكون     |
| الزاوية الرفاعيّة   | جبل إسكندر  |
| التوحيد            | الميدان     |
| أبو بكر الصديق     | عراق الشباب |
| علي بن أبي طالب    | البير       |

| المسجد              | الحي         |
| ------------------- | ------------ |
| عين إبراهيم         | عين إبراهيم  |
| دار الأرقم          | الشاغور      |
| الغزالي             | العيون       |
| النور               | الخلايل      |
| عبد القادر الجيلاني | الشرفة       |
| الشافعي             | المُعلَّقة      |
| العرايش             | العرايش      |
| سويسة               | سويسة        |
| عقادة               | عقادة        |
| البيار              | البيار       |
| خالد بن الوليد      | عين خالد     |
| قطاين الشومر        | قطاين الشومر |
| محمد الفاتح         | الظهر        |
| التقوى              | عين إبراهيم  |

## الدين

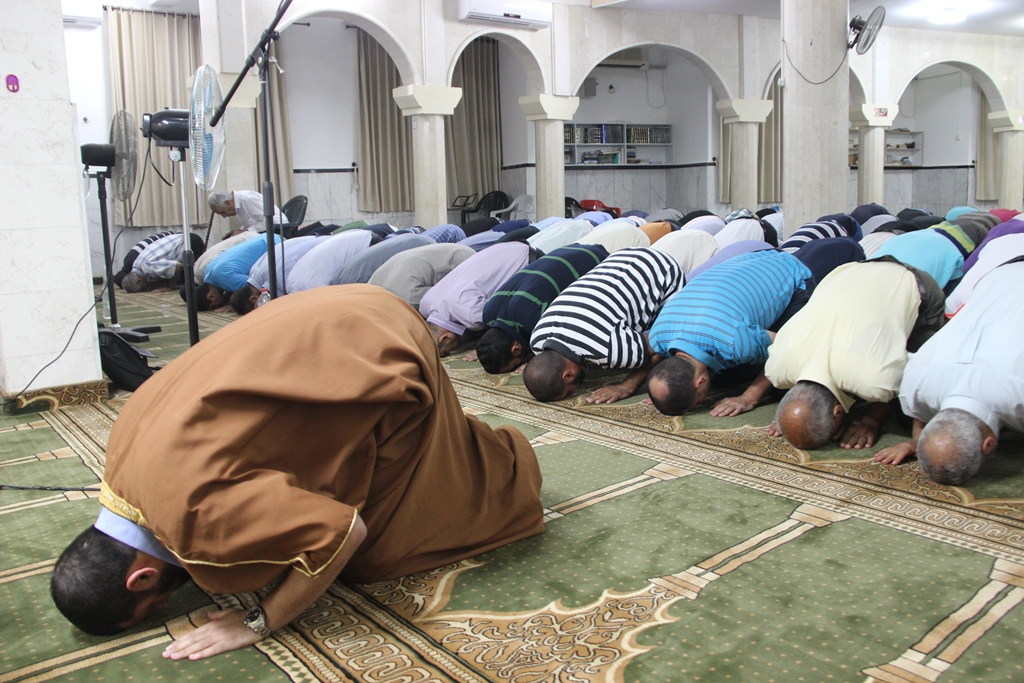
صلاة التراويح في أحد مساجد أم الفحم. 18 يوليو 2014.

تُعدُّ أم الفحم إحدى كُبرى المدن الإسلاميَّة داخل الخطّ الأخضر، حيثُ يعتنقُ سُكّانها الدينُ الإسلاميّ على منهجِ أهلِ السُنّة والجماعة، وأقليَّة صغيرة جدًّا تتّبع الطريقة الصُّوفيَّة؛ الَّتي بدأ انتشارها في أم الفحم أواخر القرن الثامن عشر. تتميّز المدينة بكثرة مساجدها إذ تحوي على ثلاثين مسجد. كما وتحوي على مقامٍ تاريخيٍّ يُعرف بِمقام جبل إسكندر الواقع على قمّةِ جبل إسكندر، حيث كان النّاس يزورونهُ قديمًا لطلبِ الغيث والولد أو وفاءً للنُذور وكانوا يُقدّمون له القرابين، أمّا اليوم فقد تلاشت هذهِ العادات. ويُوجد حول المقام قُبورًا دارسة يُعتقد أنّها لِعُلماءٍ اشتهروا بفضلِهم وعلمِهم.
المسيحية

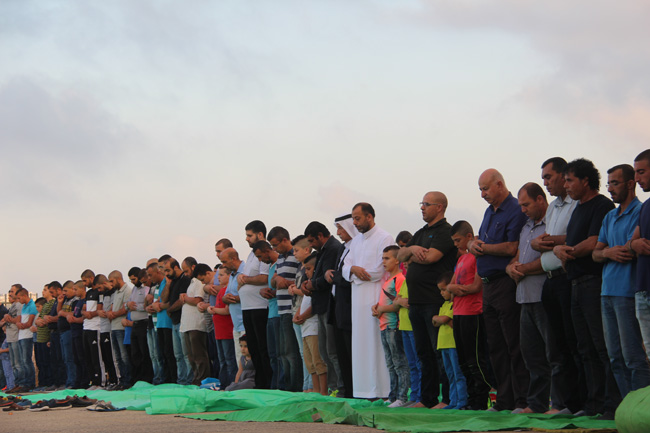
صلاة عيد الأضحى في السوق البلدي، 12 سبتمبر 2016.

في أواخر القرن الثامن عشر سكن المسيحيُّون أم الفحم والّذين جاءوا من شرقيِّ الأُردن وتحديدًا من السّلط ومنطقة الحصن، وبعد مُدّة قدم غيرهُم من شفاعمرو وطبريا وبُلدانٍ أُخرى، وبهذا سكنت أم الفحم العديد من العائلاتِ المسيحيَّة حتَّى وصل عددها لغايةِ عام 1918 لِـ 35 عائلة أشهرها عائلة الحدّاد والَّتي ملكت الكثير من الأراضي في أمّ الفحم وضواحيها؛ كاللَجُّون، الرُّوحَة والبُطيمات. وكان لهم كنيسة قُرب مسجد الجبارين لا تعبد عنهُ سوى عشرات الأمتار. كان الرهبان يحضرون إلى البلدة في حالات التعميد أو الوفاة أو الجنازات. كان هناك مقبرة للمسيحيين في المنطقة الواقعة على شارع عين النبي.
كانت العلاقة بين المسيحيّين والمُسلمين في أم الفحم جيدة جدًّا إذ كانوا يُشاركون بعضهم الأفراح والأتراح، إلّا بعد حادثةٍ وقعت عندما احتلّ الإنكليز البلاد ومرّوا من أم الفحم، فإذ بامرأةٍ مسيحيَّة من أم الفحم تقف على نُقطةٍ مُرتفعة لتُغنِّي للإنكليز، قائلةً: «يـا ملك جورج يـا ملكنا، لولاك كان أهلكنا، لولاك ولولا وجودك كانت الإسلام أكلتنا»، فاستنكر المسيحيّون هذا العمل قبل المُسلمين، إلّا أنّ المُسلمون أصرّوا على ترحيلِ تلكَ المرأة المسيحيّة رُغْمَ اعتذار المسيحيّين لَهُم، بعد هذه الحادثة بمُدّةٍ قصيرة أخذ المسيحيُّون يرحلون من أمّ الفحم بعد أن أُفتتحت الأعمال في حيفا والنّاصرة، وأمّا العائلات المسيحيّة التي كان لها حصّة كبيرة من أراضي أم الفحم وأملاكها لم تبعها إلّا لسُكّانِ أم الفحم وبثمنٍ أقل من قيمتها، قائلين: «أهالي بلدنا أُمّ الفحم، أحقُّ بأملاكِهم من غيرِهم، اشتريناها منهُم، ورددناها إليهِم». رحل الفوج الأول من المسيحيين من أم الفحم في عام 1919، ثم تبعهم الفوج الثاني في عام 1937 بعد أن قامت القوات الإنجليزية بترحيلهم من بيوتهم للاستيلاء عليها.

## الثقافة والتعليم

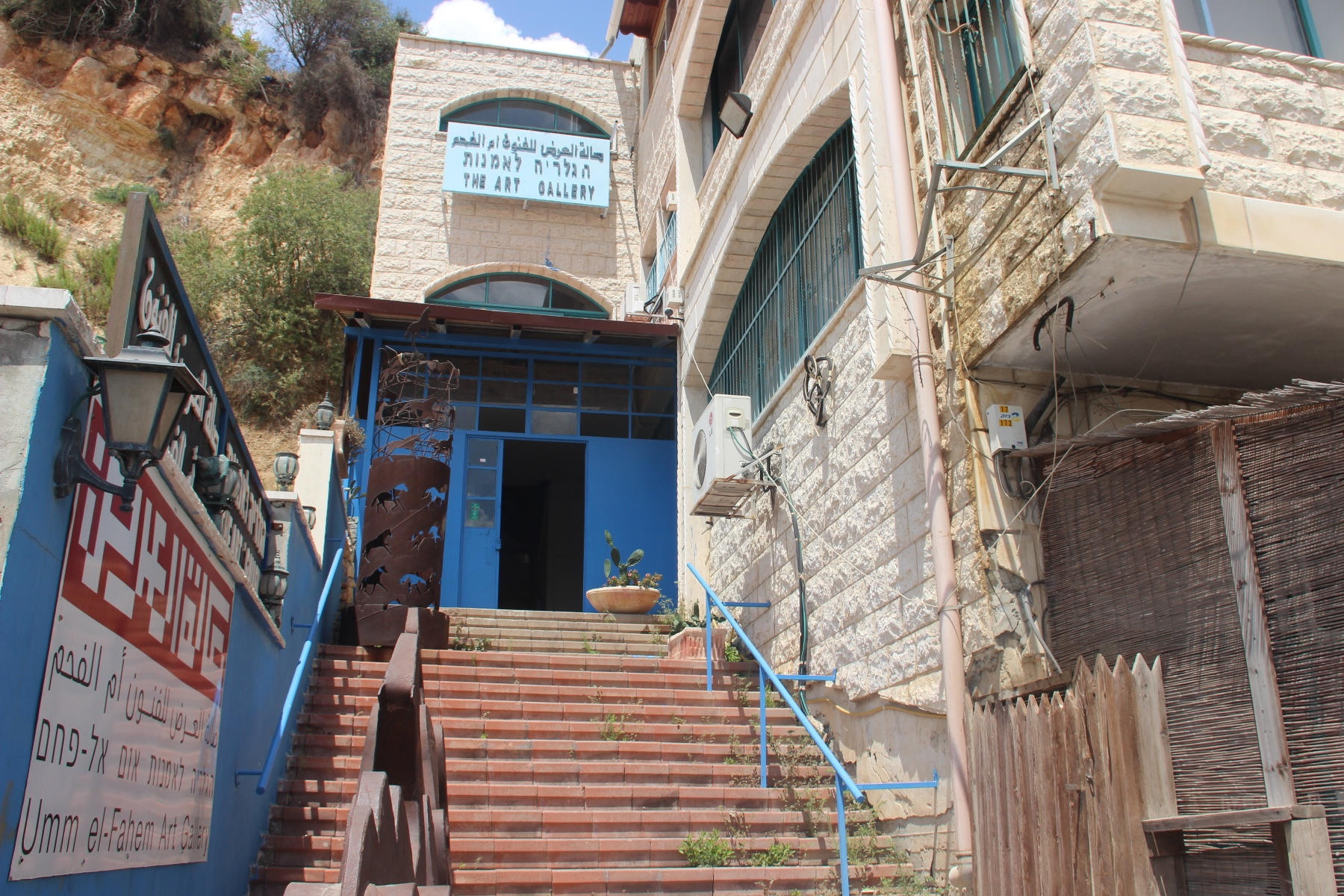
صالة العرض للفنون.

في عام 1996 تأسَّست في أمّ الفحم صالة العرض للفُنون بمُبادرةٍ من السُكَّانِ المحليِّين والفنَّانين، من أجلِ عرض الفنّ العربيّ الفلسطينيّ في حالِ عدم وُجود صالاتِ عرضٍ أُخرى في الوسطِ العربيّ في إسرائيل آنذاك، وعلى مدى سنينٍ معدودة أصبح المكان نُقطةَ التقاءٍ مُهمَّة بين الثقافات والنّاس وهو من أهمِّ معالم المدينةِ بحيثُ يجذبُ السُيَّاحَ والجمهورَ بشكلٍ كبير.
وفي الوقتِ الحالي طُرح مشروعٌ حديث لبناءِ مُتحف أم الفحم للفنِّ المُعاصر في المدينةِ ولذلك منحَّت بلديَّة أم الفحم صالة العرض للفُنون مساحةً كبيرةً من الأرضِ لبناءِ هذا المُتحف والَّذي سيكون من أهمِّ وأبرز معالم المدينة.

مشروع مُتحف أم الفحم للفنِّ المُعاصر.

تميّزت السّنوات الأخيرة من الحُكمِ العُثماني وتحديدًا أثناء مُشاركة الدولة في الحربِ العالميّة، انتشار الفقر والجهل والَّذي جعل التعليم في أسفلِ أولويات النّاس، وبسبب ذلك عانى أهالي أم الفحم من الجهلِ السائد بينهُم فكان من النادرِ أن تجدَ قارئًا أو كاتبًا إلّا إمام المسجد، فتعليمُ الأطفال كان مُقتصرًا على القراءة والكتابة وحفظ القرآن للذُكور فقط، وذلك على أيدي مُعلّمين «شيوخ» في الكتاتيب أو في المسجد، وبالطبعِ لم يكُن هُناك أيّ اهتمامٌ بالعُلومِ العصريّة والحديثة.
أمّا في عهدِ الانتداب البريطانيّ، بدأت تظهر المدارس الحديثة، وقد بُنيت في منطقةِ وادِ عارة مدرسة أو اثنتان، وصار بإمكانِ الفتيات التعلّم كما هو الأمر عند الأولاد ولكنَّ بشكلٍ مُنفصل، وصار بالإمكانِ أن يتعلّم الطُّلَّاب مواضيع أكثر تنوّعًا كالحساب واللغة الإنجليزيَّة والجغرافيا والزراعة.

### المدراس
كانَ في أمّ الفحم مُنذ ما كانت قرية أثناء الحُكم العُثماني مدرسة حكوميَّة بُنيت عام 1882، ومدرسةٌ أُخرى تبشيريَّة إنكليزيَّة كانت تُعلِّم الجالية المسيحيَّة في أمّ الفحم بُنيت عام 1891 على وجهِ التقريب. أشار تقرير سنوي لعام 1894 أن عدد الطلاب في هذه المدرسة التبشيرية بلغ 28 طالبًا من الذكور، وهم تحديدًا من طائفة اللاتين. في عام 1925 أُقيمت أول مدرسة حكومية -في عهد الانتداب البريطاني- في أم الفحم، وهي ما تُعرف اليوم بمدرسة الزهراء الابتدائية. وفي عام 1942 بُنيت مدرسة للإناث وكانت عبارة عن غرفة واحدة، وكان موقعها في جبل الست خيزران في حي الجبارين، وقد هُدمت لاحقًا. في الوقت الحالي هناك حوالي ثلاثين مدرسة في المدينة، وهي:
المرحلة الابتدائيَّة

مدرسة المُتنبّي الابتدائيَّة.

التعليم الابتدائي، هو المستوى التعليمي الأوّلي والذي يتكوّن من ستة مراحل أساسيّة، تبلغ مدّة كلّ مرحلة سنة كاملة، وفيها يتعلم الطلاب المبادئ الأساسيّة، يتواجد في أمّ الفحم أربع عشرة مدرسة ابتدائيّة، وهي:
| - المُتنبِّي - الخيَّام - الأُخوَّة - الزهراء - الخنساء | - ابن خلدون - ابن سينا - الباطن - قحاوش - الأقواس | - عمر بن الخطاب - عراق الشباب - عين إبراهيم - الفارابي |

المرحلة الإعداديَّة
التعليم الإعدادي، هو المستوى التعليمي المتوسط، والذي يتكوّن من ثلاثة مراحل أساسيّة، تبلغ مدّة كلّ مرحلة سنة كاملة، وهي مُكمّلة للمرحلة الابتدائيّة، يتواجد في أمّ الفحم ست مدارس إعداديّة، وهي:
| - الغزالي - التسامُح - الرّازي | - وادِ النُسور - خديجة (للإناث) - إسكندر |

المرحلة الثانويَّة

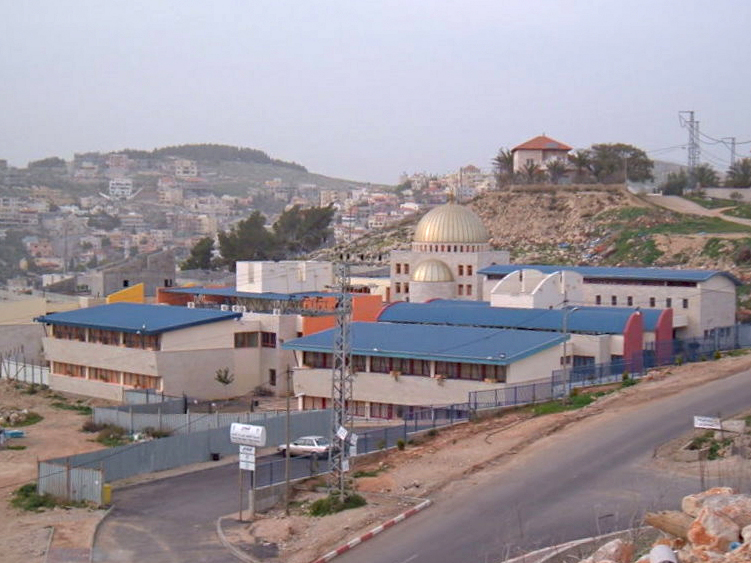
مدرسة الأهليَّة الثانويَّة.

التعليم الثانوي، هو المستوى التعليمي الأخير من التعليم الإلزامي، والذي يتكوّن من ثلاثة مراحل أساسيّة، تبلغ مدّة كلّ مرحلة سنة كاملة، يليه التعليم الجامعي. يتواجد في أمّ الفحم سبع مدارس ثانويّة وهي:
| - الأهليَّة - الشاملة، تأسست في عام 1970. - دار الحكمة - إسكندر | - ابن الهيثم (للذكور) - بدايات (للإناث) - خديجة (للإناث)، أُنشئت في عام 1992. |

التعليم الخاص
التعليم الخاص، هو تعليم لطلاب ذوي الاحتياجات الخاصة فقط، من أجل مساعدتهم على تنمية قدراتهم إلى أقصى حد ممكن، وتحقيق ذواتهم، ومساعدتهم في التكيّف، ويتواجد في أمّ الفحم أربع مدارس خاصة، وهي:
| - الرشيد - المجد | - آفاق - الأمل، أُنشئت في عام 1977. |

المهنية
- المفتان، وهي مدرسة للتأهيل المهني حيث توفر تعليم النجارة والحدادة والخياطة والأعمال اليدوية.[108]

### الكُليّات

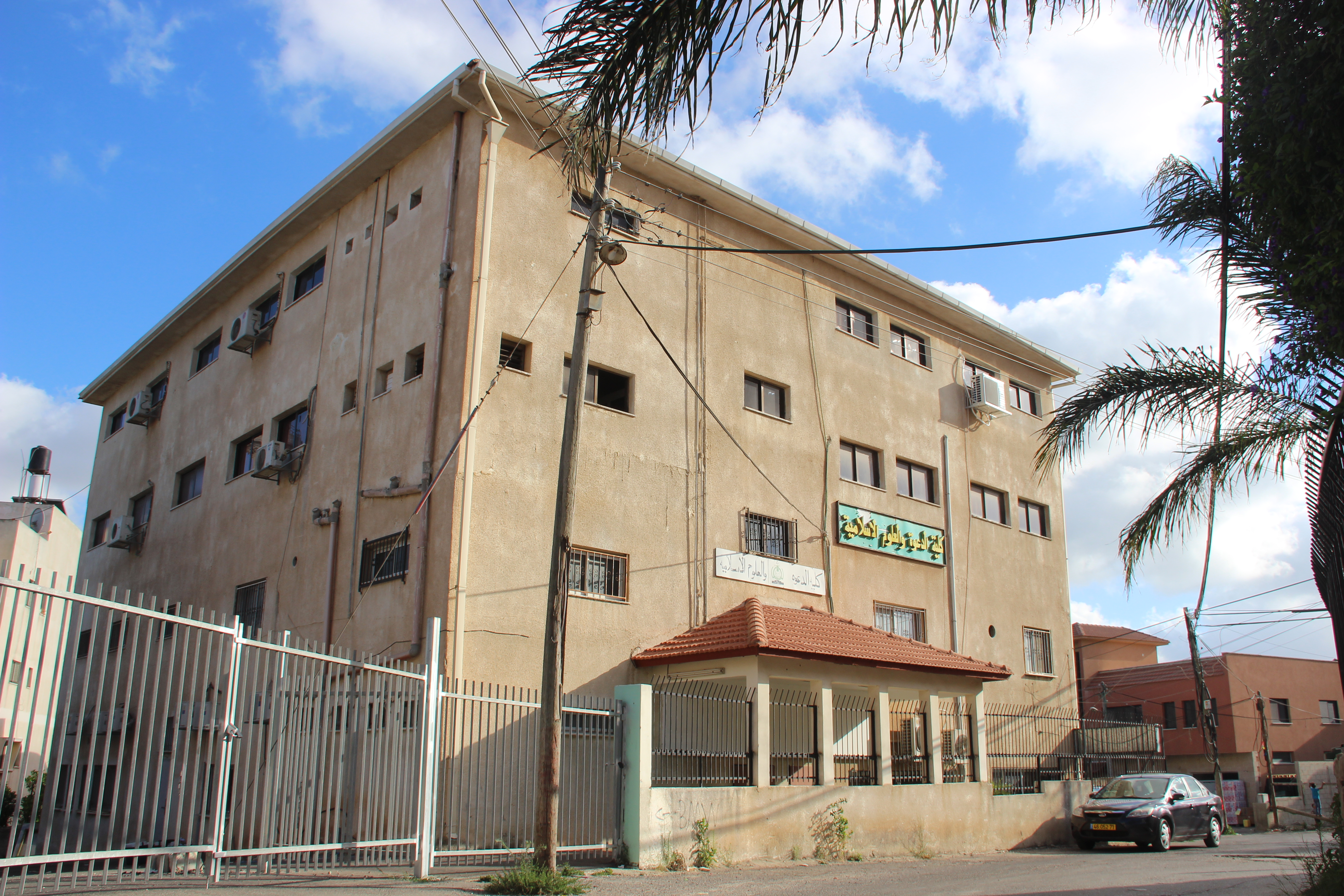
تأسَّست كُليَّة الدعوة والعُلوم الإسلاميَّة في عام 1989.

الكُليَّة، هي مؤسّسة تعليميّة تقدّم الشهادات العُليا لما بعد المرحلة الثانويّة، ويتواجد في أمّ الفحم العديد من الكُليَّات، منها:
| - كُليَّة إبداع - كُليَّة النَّجاح - كُليَّة الدعوة والعُلوم الإسلاميَّة (تُعرف أيضًا بدار القرآن) | - كُليَّة عتيد - المعهد العالي |

## الرياضة

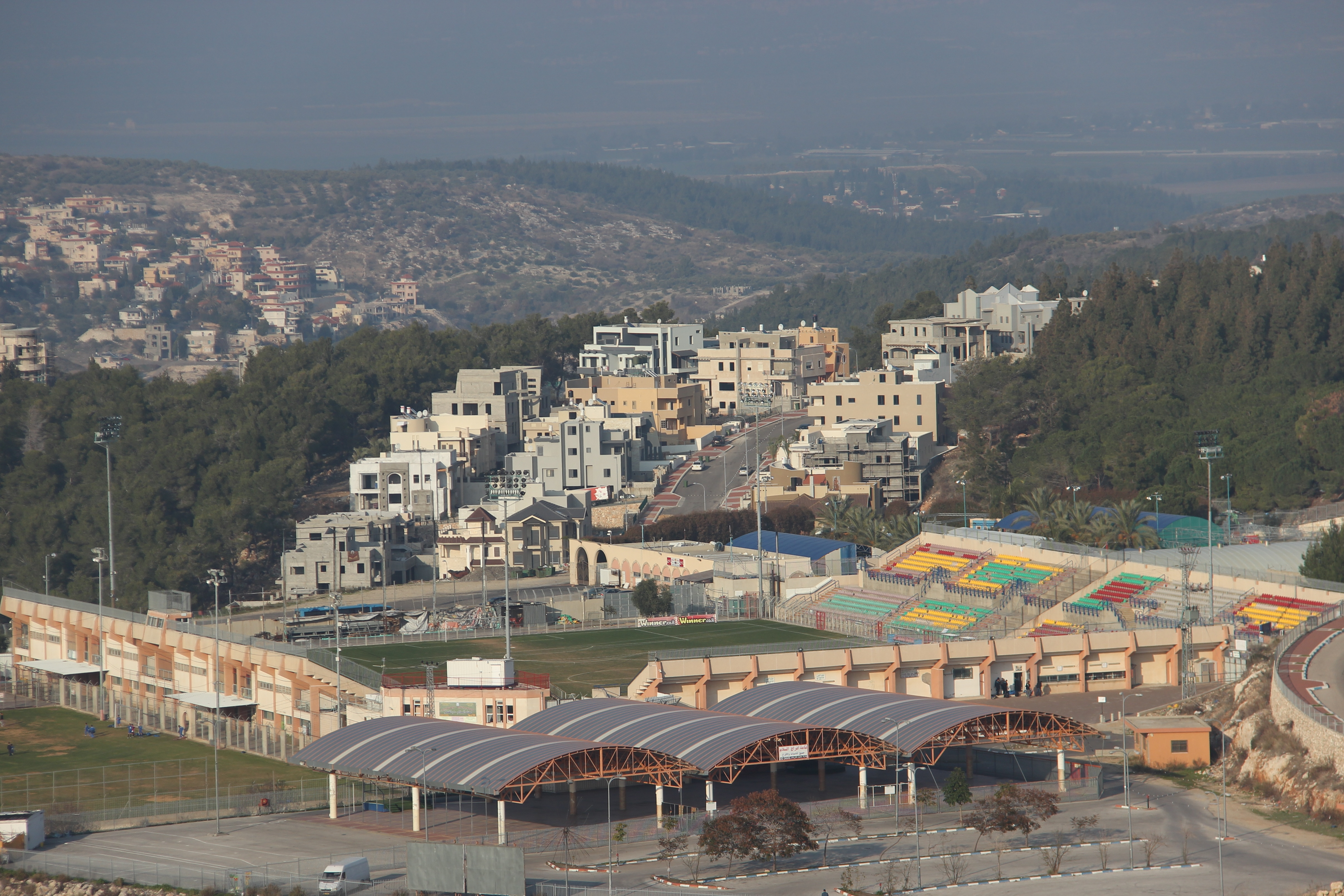
تستوعب مُدرّجات إستاد السَّلام لأكثرِ من 5,000 مُشاهد.

تتنوع الرياضة في أم الفحم إلى عدة مجالات مثل كرة القدم وكرة السلة وكرة التنس والسباحة والجودو وغيرها، لكن كرة القدم تُعّدُّ الأكثر شُهرةً وتفضيلًا على غيرها.
يوجد في أم الفحم ملعب كرة قدم يُعرف بإستاد السَّلام افتتح أواخر 1996 ويقع في حيِّ الظَّهر. كان قبله الملعب القديم في حي الباطن، الذي حُوّل إلى متنزه اُفتتح في 9 كانون الأول (ديسمبر) 2022. اليوم هناك ناديين لكُرة القدم هما هپوعيل اتّحاد أم الفحم ومكابي أم الفحم. يُعد اللاعب أحمد حربي أحد أشهر اللاعبين الفحماويّين حيث كان مدافعُا في المُنتخب الفلسطيني لكُرةِ القدم في الفترة 2010–2015.
يُعدُّ نادي هپوعيل أم الفحم السابق أحد أشهرِ وأهمِّ أندية كُرة القدم في المدينةِ، حيث لعب بالأساسِ بالدرجاتِ الأُولى والثانية حتَّى نهاية موسم 2007 / 2008 حيث ترقى للقُطريَّةِ وهي الدوري الثَّالث في إسرائيل، كذلك وصل إلى الدورةِ التَّاسعة من مُبارياتِ الكأس، لكنَّهُ تفكَّك ولم يسمترَّ بسببِ الديون الَّتي حلَّت على الإدارة.
بعد هذا التفكك قرّر الجمهور الفحماوي تشكيل جمعيّة وإدارة جديدة لتشكيل نادي جديد باسم «أُخوَّة أم الفحم»، وبعد تأسيسه أُطلق عليه اسم «هپوعيل أم الفحم»، ثُمّ تمّ اقتراح توحيد جميع أندية كُرة القدم في أم الفحم؛ فاتَّحد نادي «هپوعيل أم الفحم» الجديد مع نادي «بيتار أم الفحم» وتمّ تشكيل نادي هپوعيل اتّحاد أم الفحم، أمّا إدارة نادي مكابي أم الفحم فقد رفضت هذا الاتّحاد.

## الصّحّة

بدأ بناء مُستشفى النُّور الطِّبِّي في عام 2006، وبعد عدّة تأخيرات، اُفتتح في نهاية عام 2017.

في أواخر القرن التاسع عشر، أسس المبشرون الإنكليز مستشفى خيريًا في الناصرة، وكان يُعرف في العهد العثماني باسم "الخستخانة"، وكانت بجانبه الصيدلية وكانت تُدعى "الأجزاخانة"، وكان يستخدمه سكان أم الفحم والمناطق المجاورة. في عام 1935، أقامت حكومة الانتداب البريطاني مستشفى كبيرًا على شاطئ حيفا، وهو اليوم معروف باسم مستشفى رمبام. تم إدارته في ذلك الوقت بواسطة الطبيب "نايف حمزة" وأصبح معروفًا بين أهالي القرى باسم "إسبيطار حمزة".
خلال فترة الانتداب البريطاني، تم إدخال نظام الصحة إلى أم الفحم، حيث تم تعيين طبيب واحد لكل قضاء. وكان الطبيب المسؤول عن قضاء جنين يُدعى "الحج عابدين"، وكان يقوم بزيارة جميع القرى في القضاء في أيام مختلفة من الأسبوع راكبًا فرسه. كان يُقدِّم العلاج دون تشخيص ويُطعِّم الأطفال ويُعالج جميع الأمراض المُنتشرة آنذاك مثل الجدري والحصبة والطاعون وغيرها. كان أيضًا مسؤولًا عن نظافة القرى وعيون الماء.
تضم أم الفحم اليوم العديد من المراكز الصحية وصناديق المرضى مثل كلاليت ومئوحيدت ومكابي، بالإضافة إلى عيادات رعاية الأم والطفل والجمعيات الصحية ومركز علاج الإدمان على المخدرات وغيرها.
في عام 2017، اُفتتح مُستشفى النور الطبي في أم الفحم، والذي يخدم أكثر من مائة ألف مواطن من سكان أم الفحم والمنطقة المجاورة. يتألف هذا المستشفى من خمسة طوابق، وتبلغ مساحة كل طابق حوالي 1,200 متر مربع. يحتوي على العديد من الأقسام بما في ذلك قسم الأشعة ومنظار المعدة والماموغرافيا (لفحص سرطان الثدي) والمختبر الطبي والألتراساوند، بالإضافة إلى قسم خاص بالنساء ومتابعة الحمل، وقسم للعجزة والعلاج الطبيعي وغيرها من الأقسام.

## الإدارة

### المجلس

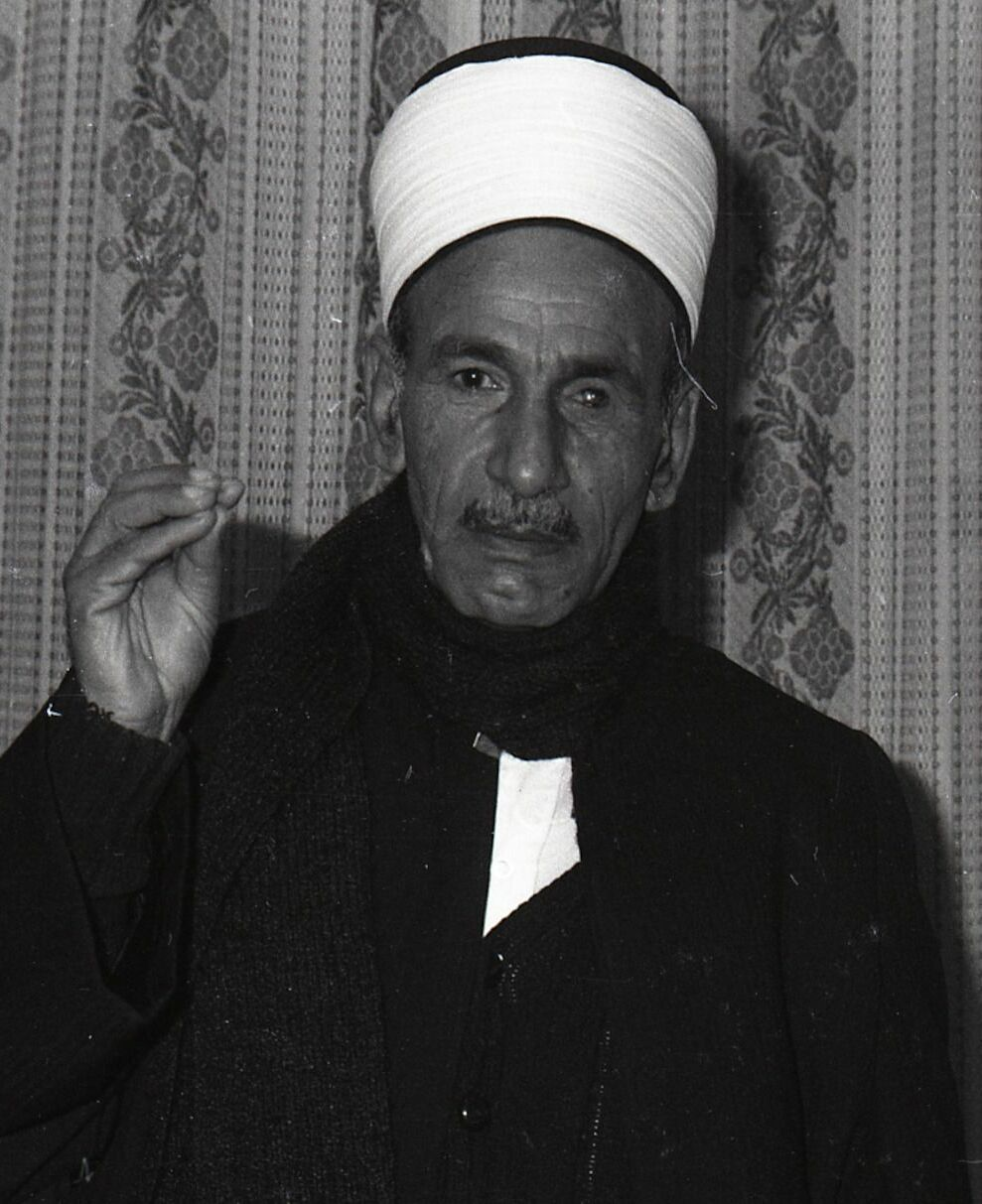
توفيق عسلية جبارين، أول رئيس مُعيّن للمجلس المحلي.

في أوائل نيسان (أبريل) 1960، وقّع وزير الداخلية حاييم موشيه شابيرا مرسومًا ينص على تأسيس مجلس محلي في أم الفحم. وبعد شهرين في 2 حزيران (يونيو) أُقيم احتفال بهذه المناسبة بحضور نائب وزير الداخلية يسرائيل شلومو بن مئير وقد أعلن تعيين المجلس المحلي في القرية من 15 عضو برئاسة توفيق عسلية جبارين.
كان توفيق عسلية جبارين أول رئيس مُعين للمجلس إلى أن استقال في 30 أكتوبر 1960. ثم عُيّن محله أحمد أبو حشيش محاجنة وشغل هذا المنصب حتى 21 مارس 1965. في 9 فبراير 1965، جرت أول انتخابات محلية بمشاركة 85% من الناخبين البالغ عددهم آنذاك نحو 3,297 من أصل 3,790 ناخب. نتيجةً لهذه الانتخابات اُنتخب وجيه فياض محاجنة رئيسًا للمجلس في 22 مارس 1965.
تولى رئاسة المجلس المحلي منذ تأسيسه ستة رؤساء هم: توفيق عسلية جبارين، وأحمد أبو حشيش محاجنة، ووجيه فياض محاجنة، وأحمد جابر جبارين، ومحمد مصطفى حاج داوود محاميد، وأخيرًا هاشم مصطفى محاميد الذي تولى رئاسة المجلس في 30 نوفمبر 1983 وفي عهده تأسست البلدية في 11 نوفمبر 1985.

### البلدية

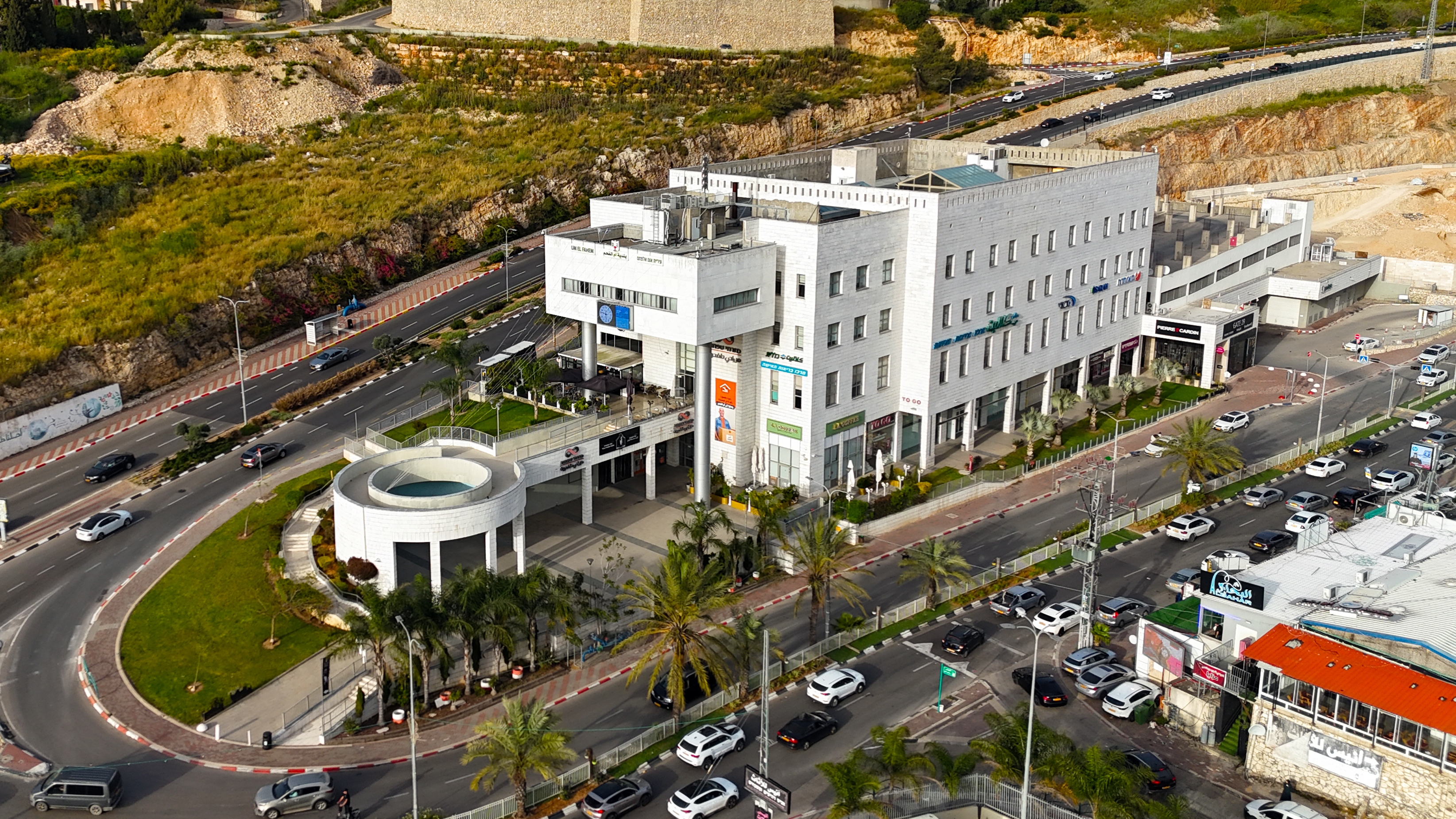
مبنى بلدية أم الفحم، أبريل 2024

في 11 نوفمبر 1985، تم الإعلان عن تحويل أم الفحم إلى مدينة ومجلسها المحلي إلى بلدية في حفل كبير شهد مشاركة أعضاء الكنيست من الحزب الشيوعي والجبهة. كانت هذه المرة الأولى التي يُعلن فيها عن تحول قرية عربية في إسرائيل إلى مدينة (من الجدير بالذكر أن مدينتي الناصرة وشفاعمرو أُعلنتا مدينتين في عهد الدولة العثمانية). كان يقع مقر البلدية في مركز المدينة قرب مُجمّع أبو عبيدة على بُعد عشرات الأمتار منه. وفي عام 2016 انتقل مقر البلدية إلى مبنى جديد وهو "مُجمّع بوابة المدينة" الواقع عند مدخل المدينة.
لعدة سنوات، رفضت السلطات الإسرائيلية بشكل متكرر تحويل مجلس أم الفحم المحلي إلى بلدية، وذلك في إطار الصدام السياسي بينها وبين سكان البلدة وسلطتها المحلية. في فترة الثمانينات، خاصةً بين 1983 و1987، شهدت أم الفحم انهيارًا شبه كاملًا للخدمات البلدية وأزمة مالية وانتشار البطالة ونقص في البنية التحتية وعدم وجود مشروع للصرف الصحي، مما أدى إلى تدفق المجاري في شوارع البلدة. في أكتوبر 1984، استجاب المدير العام لوزارة الداخلية "حاييم كوبرسكي" لمطالب أهالي أم الفحم وقرر تشكيل لجنة تحقيق لدراسة مطلب تحويل المجلس إلى بلدية. عقدت هذه اللجنة لقاءات مع العديد من المواطنين والمسؤولين الفحماويين حتى خلّصت إلى رفع توصياتها لوزارة الداخلية في فبراير 1985 بضرورة تحويل مجلس أم الفحم إلى بلدية.
في 9 أكتوبر 1985، أصدر المجلس المحلي بيانًا يناقش الوضع الاقتصادي الصعب الذي كانت تعيشه البلدة تحت سياسة التمييز العنصري. هذا البيان أثار استياء وزير الداخلية الحاخام "يتسحاق بيرتس" الذي طالب المجلس بتقديم اعتذار، كما قام الوزير بمقاطعة أم الفحم وحجب الميزانيات عنها، ولم يشارك في الاحتفال الرسمي لإعلانها مدينة. في تصريح صحفي، أعرب هاشم محاميد عن استغرابه من موقف الوزير وأشار إلى أنه تم نشر بيانات مماثلة سابقًا دون أن تثير حفيظة الوزير.
تقرر إجراء احتفال رسمي وشعبي بمناسبة تحويل أم الفحم إلى مدينة في 11 نوفمبر (تشرين الثاني) 1985 في الساعة الحادية عشرة، إلا أنه أُرجئ إلى الساعة الواحدة بسبب تأخر وصول ممثل لواء حيفا في وزارة الداخلية. وفقًا للقانون الإسرائيلي، تمنح لكل بلدية مجلسًا بلديًا يُحدد عدد أعضائه استنادًا إلى عدد سكان المدينة. وبناءً على ذلك، يتكون مجلس بلدية أم الفحم من 17 عضوًا يُنتخبون من قبل سكان المدينة الذين لديهم حق التصويت. تُجرى انتخابات المجلس البلدي كل خمس سنوات، وتنبثق عن هذا المجلس لجان عديدة لإدارة أمور البلدية. بلغت نسبة المشاركة في انتخابات البلدية التي أُجريت في عام 2018 حوالي 74.25% وفي الانتخابات الأخيرة التي أُجريت في 27 فبراير 2024 بلغت نسبة المشاركة حوالي 50% وهي النسبة الأقل في تاريخ انتخابات المدينة.

#### الرؤساء

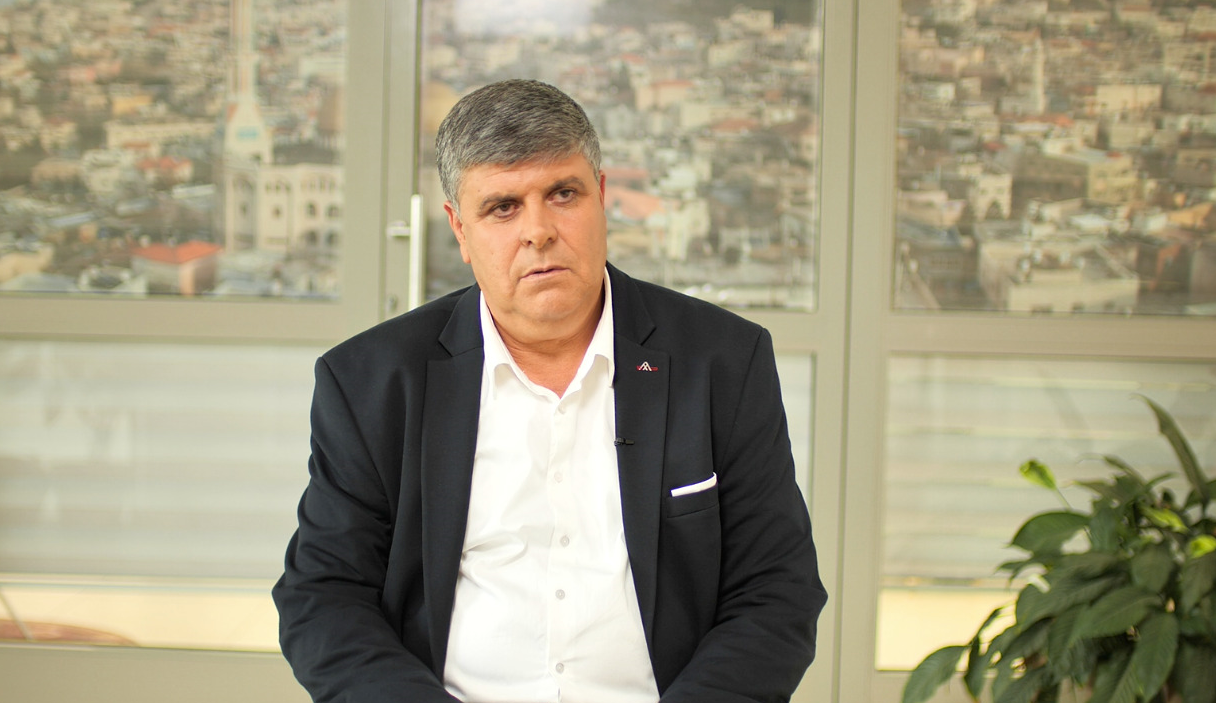
الدكتور سمير محاميد رئيس البلدية الحالي.

الرئيس الحالي لبلدية أم الفحم هو الدكتور سمير محاميد المرشح عن قائمة البيت الفحماوي، حيث حصل على نسبة التصويت الأعلى وهي 91% في الانتخابات الأخيرة التي أُجريت في يوم 27 شباط (فبراير) 2024 بحصوله على 18,077 صوت مقابل 1,790 صوت لمنافسه المحامي علي عدنان بركات المرشح عن قائمة شباب التغيير.
يترأس الدكتور سمير محاميد البلدية اليوم للمرة الثانية كانت الأولى بعدما حصل في انتخابات عام 2018 على نسبة التصويت الأعلى (54.2%) في الجولة الثانية التي أُجريت في يوم 13 تشرين الثاني (نوفمبر) 2018 بحصوله على 12,778 صوت مقابل 10,810 صوت لمنافسه الشيخ خالد حمدان المرشح عن قائمة نور المستقبل.
ترأس البلدية قبل الدكتور سمير محاميد الشيخ خالد حمدان في دورتين متتاليتين. كانت الأولى منهما عن قائمة الكتلة الإسلامية المنبثقة عن الحركة الإسلامية في الفترة ما بين 2008 و 2013، والثانية عن قائمة نور المستقبل في الفترة بين 2013 و 2018 بعدما أعلن استقلاله عن الحركة الإسلامية.
تولت الحركة الإسلامية رئاسة بلدية أم الفحم لمدة 24 عامًا مُتتاليًا بدايةً من عام 1989 وحتى 2013 عندما أعلنت عدم خوضها الانتخابات البلدية، وقد مثّلها كل من الشيخ خالد حمدان، والشيخ هاشم عبد الرحمن، والدكتور سليمان إغبارية، والشيخ رائد صلاح؛ رئيس الجناح الشمالي للحركة الإسلامية.
كان المربي الراحل وعضو الكنيست السابق هاشم مصطفى محاميد الرئيس الأول لبلدية أم الفحم في الفترة ما بين 1985 و 1989، والرئيس الأخير للمجلس المحلي.

## طالع أيضًا
- جبال أم الفحم
- جبل إسكندر
- الشيخ رائد صلاح
- مهرجان الأقصى
- هبوعيل أم الفحم
- إستاد السلام
- وادِ عارة

### كتب
- مصطفى دخيل سخنيني (1998). مدينة أم الفحم - دراسة في جغرافية المدن (ط. 1). نابلس: جامعة النجاح الوطنية.{{استشهاد بكتاب}}:  صيانة الاستشهاد: ref duplicates default (link)
- وجدي حسن جميل (1998). أم الفحم واللجون - رحلة عبر الزمن (ط. 1). القدس. ج. 1، من العصور الغابرة حتى مطلع القرن العشرين.{{استشهاد بكتاب}}:  صيانة الاستشهاد: مكان بدون ناشر (link)
- وجدي حسن جميل (1998). أم الفحم واللجون - رحلة عبر الزمن (ط. 1). القدس. ج. 2، من مطلع القرن العشرين حتى عام 1949.{{استشهاد بكتاب}}:  صيانة الاستشهاد: مكان بدون ناشر (link)
- وجدي حسن جميل (2007). أم الفحم واللجون - رحلة عبر الزمن (ط. 1). القدس: مطبعة الرسالة. ج. 3، في "دولة اليهود" 1949 - 2006.{{استشهاد بكتاب}}:  صيانة الاستشهاد: ref duplicates default (link)
- رمزي حسين مصطفى محاميد (2008). أم الفحم جذور وفروع (ط. 1). أم الفحم: مطبعة الصراط.{{استشهاد بكتاب}}:  صيانة الاستشهاد: ref duplicates default (link)

### معلومات
1. ↑  بعد إعلان أم الفحم مدينة أُعلن عن مسابقة لتصميم شعار البلدية في عام 1988، وقد اُختير عمل الفنان عبد اللطيف حُصري. يرمز الشعار إلى عدة مفاهيم، منها الشجرة الموجودة فيه، والتي تمثل الحياة والاستقرار، ويتوسطها مقام جبل إسكندر، الذي يرمز إلى التراث والهوية الثقافية، كما تتداخل جذور الشجرة مع الفلاحين والعمال، مما يشير إلى التلاحم والتضامن في المجتمع.
2. ↑  حسب إحصائيات عام 2021 بلغ عدد سكان مدينة الناصرة 77,925 نسمة وبهذا فهي تشكل المدينة العربية الأكبر، يليها مدينة رهط حيثُ يقطنها 76,237 نسمة، أما أم الفحم وهي الثالثة كُبرًا فبلغ عدد سكانها 57,677 نسمة.
3. ↑  في عام 1996 تأسست شركة المنار للتطوير والاستثمارات م.ض بمبادرة مجموعة من أصحاب رؤوس أموال ورجال أعمال من أم الفحم وكفر كنا وعدد من القرى العربية. وكان أحد أبرز أهداف الشركة إقامة مجمع تجاري عربي ضخم في مدينة أم الفحم يكون منافسًا لكبرى المجمعات في البلاد. بدأ بناء مجمع قصر المنار في عام 2000 وبسبب مشاكل قانونية وأمنية توقفت أعمال البناء، وما زالت متوقفة حتى اليوم.

## وصلات خارجيَّة
| مواقع إخباريّة فحماويّة: \| - موقع بلدتنا. \| - موقع المسار. \| | أُخرى: - بلدية أم الفحم. - صالة العرض للفنون. |
| - موقع بلدتنا.                                                | - موقع المسار.                               |